# Bretanha (região histórica)
A Bretanha (francês: Bretagne [bʁətaɲ] (escutarⓘ); bretão: Breizh, pronuncia-se [bʁɛjs] ou [bʁɛx]; galo: Bertaèyn [bəʁtaɛɲ]) é uma península, região histórica e área cultural no noroeste da França moderna, abrangendo a parte ocidental do que era conhecido como Armórica durante o período de ocupação romana. Tornou-se um reino independente e depois um ducado antes de se unir ao Reino da França em 1532 como uma província governada como uma nação separada sob a coroa.
A Bretanha também foi chamada de Pequena Bretanha (em oposição à Grã-Bretanha, com a qual compartilha a etimologia). Faz fronteira com o Canal da Mancha ao norte, com a Normandia a nordeste, com o leste do País do Loire a sudeste, com o Golfo de Biscaia ao sul e com o Mar Celta e o Oceano Atlântico a oeste. Sua área terrestre é de 34.023 km².
A Bretanha é o local de algumas das arquiteturas mais antigas do mundo, abrigando o Cairn de Barnenez, a mamoa de Saint-Michel e outros, que datam do início do 5º milênio a.C.
Atualmente, a província histórica da Bretanha está dividida entre cinco departamentos franceses: Finistère no oeste, Côtes-d'Armor no norte, Ille-et-Vilaine no nordeste, Morbihan no sul e Loire-Atlantique no sudeste. O Loire-Atlantique agora pertence à região de País do Loire, enquanto os outros quatro departamentos compõem a região da Bretanha.
No censo de 2010, a população da Bretanha histórica foi estimada em 4.475.295. Em 2017, as maiores áreas metropolitanas eram Nantes (934.165 habitantes), Rennes (733.320 habitantes) e Brest (321.364 habitantes). A Bretanha é a terra natal tradicional do povo bretão e é uma das seis nações celtas, mantendo uma identidade cultural distinta que reflete sua história. Um movimento nacionalista busca maior autonomia dentro da República Francesa ou independência dela.

## Etimologia
A palavra Bretanha, juntamente com seus equivalentes em francês, bretão e galo Bretagne, Breizh e Bertaèyn, deriva do latim Britannia, que significa "terra dos bretões". Essa palavra foi usada pelos romanos desde o século I para se referir à Grã-Bretanha e, mais especificamente, à província romana da Grã-Bretanha. Essa palavra deriva de uma palavra grega, Πρεττανικη (Prettanike) ou Βρεττανίαι (Brettaniai), usada por Píteas, um explorador de Massália que visitou as Ilhas Britânicas por volta de 320 a.C. A palavra grega em si vem do etnônimo bretônico comum reconstruído como *Pritanī, que por sua vez vem do proto-céltico *kʷritanoi (em última análise, do proto-indo-europeu *kʷer- "cortar, fazer").
Os romanos chamavam a Bretanha de Armórica. Era uma região bastante indefinida que se estendia ao longo da costa do Canal da Mancha a partir do estuário do Sena, depois ao longo da costa do Atlântico até o estuário do Loire e, de acordo com várias fontes, talvez até o estuário do Garonne. Esse termo provavelmente vem de uma palavra gaulesa, aremorica, que significa "perto do mar". Outro nome, Letauia, foi usado até o século XII. Possivelmente significa "largo e plano" ou "expandir" e deu origem ao nome galês para a Bretanha: Llydaw.
Após a queda do Império Romano do Ocidente, muitos bretões da Cornualha se estabeleceram na Armórica ocidental para escapar dos saxões e a região começou a ser chamada de Britannia, embora esse nome só tenha substituído Armórica no século VI ou talvez no final do século V.
As pessoas que falam bretão podem pronunciar a palavra Breizh de duas maneiras diferentes, de acordo com sua região de origem. O bretão pode ser dividido em dois dialetos principais: o KLT (Kerne-Leon-Tregor) e o dialeto de Vannes. Os falantes do KLT o pronunciam [brɛjs] e o escreveriam Breiz, enquanto os falantes de Vannetais o pronunciam [brɛχ] e o escreveriam Breih. A ortografia oficial é um meio-termo entre as duas variantes, com um z e um h juntos. Em 1941, os esforços para unificar os dialetos levaram à criação do chamado zh bretão, um padrão que nunca foi amplamente aceito. Por outro lado, o galo nunca teve um sistema de escrita amplamente aceito e vários coexistem. Por exemplo, o nome da região nesse idioma pode ser escrito Bertaèyn na escrita ELG, ou Bertègn na MOGA, e existem também algumas outras escritas.

## História

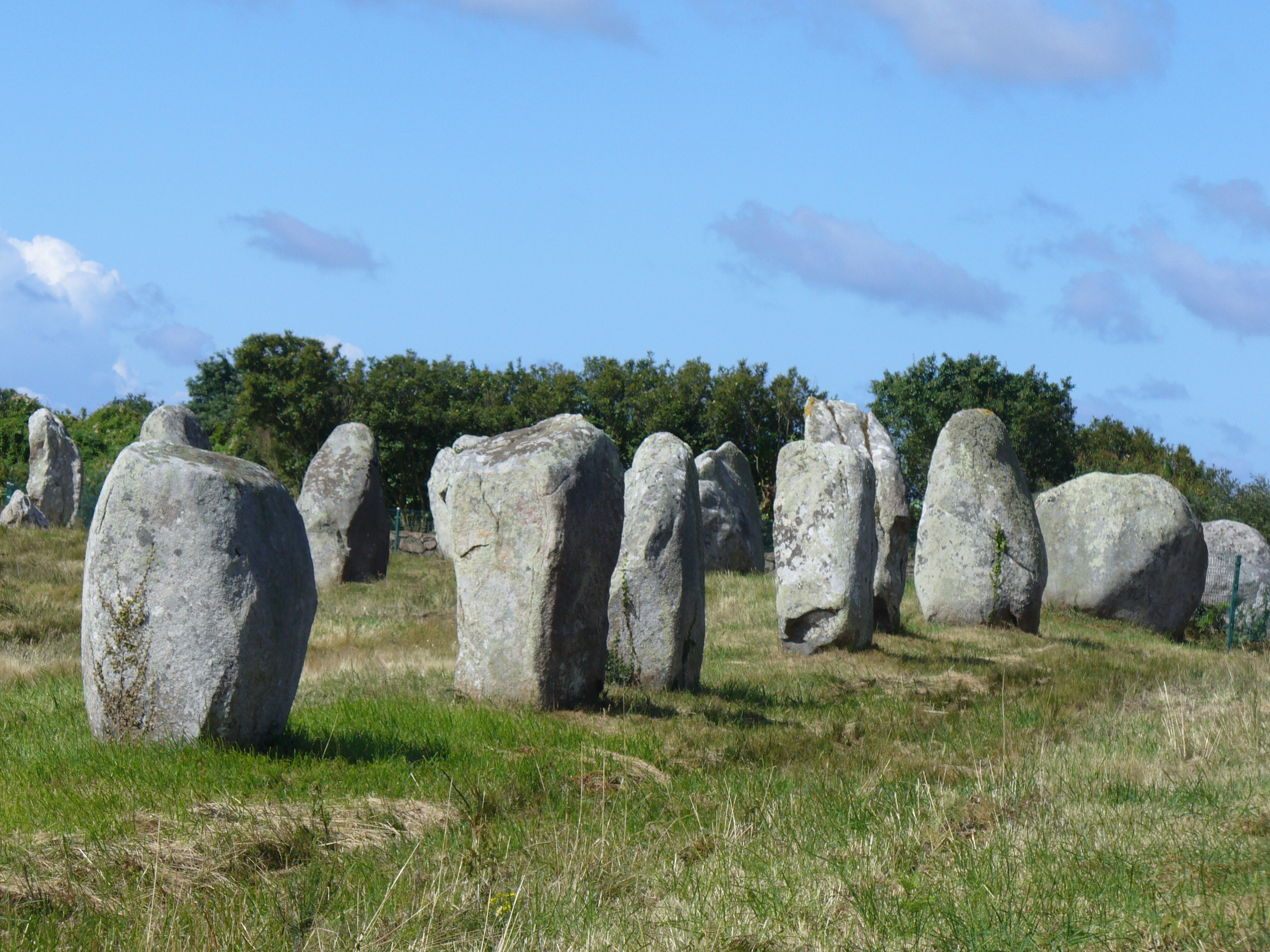
Rochas de Carnac

### Origens pré-históricas
A Bretanha tem sido habitada por humanos desde o Paleolítico Inferior. Essa população era escassa e muito semelhante aos outros Neandertais encontrados em toda a Europa Ocidental. Sua única característica original era uma cultura distinta, chamada de "Colombaniana". Uma das mais antigas lareiras do mundo foi encontrada em Plouhinec, Finistère.
O Homo sapiens se estabeleceu na Bretanha por volta de 35.000 anos atrás. Eles substituíram ou absorveram os Neandertais e desenvolveram indústrias locais, semelhantes à Chatelperronense ou à Magdaleniana. Após o último período glacial, o clima mais quente permitiu que a área se tornasse densamente arborizada. Naquela época, a Bretanha era povoada por comunidades relativamente grandes que começaram a mudar seu estilo de vida, deixando de ter uma vida de caça e coleta para se tornarem agricultores estabelecidos. A agricultura foi introduzida durante o 5º milênio a.C. por migrantes do sul e do leste. No entanto, a Revolução neolítica na Bretanha não ocorreu devido a uma mudança radical da população, mas por meio de uma lenta imigração e troca de habilidades.
A Bretanha neolítica é caracterizada pela importante produção megalítica e por locais como Quelfénnec, sendo às vezes designada como a "área central" da cultura megalítica. Os monumentos mais antigos, os moledros, foram seguidos por túmulos principescos e fileiras de pedras. O departamento de Morbihan, no litoral sul, compreende uma grande parte dessas estruturas, incluindo as rochas de Carnac e o menir quebrado de Er Grah nos megálitos de Locmariaquer, a maior pedra única erguida por povos neolíticos.

### Era gaulesa

As cinco tribos gaulesas da Bretanha

Durante o período proto-histórico, a Bretanha era habitada por cinco tribos celtas:
- Os curiosolitas, que viviam nos arredores da atual cidade de Corseul. Seu território abrangia partes dos departamentos de Costas da Armória, Ille-et-Vilaine e Morbihan.
- Os namnetes, que viviam no atual departamento de Líger-Atlântico (na atual região administrativa do País do Líger), ao norte do Líger. Eles deram seu nome à cidade de Nantes. A margem sul do rio era ocupada por uma tribo aliada, os Ambilatres,[20] cuja existência e território permanecem incertos.[19]
- Os osísmios, que viviam na parte oeste da Bretanha. Seu território compreendia o departamento de Finistère e a extremidade ocidental de Costas da Armória e Morbihan.
- Os redões, que viviam na parte leste do departamento de Ille-et-Vilaine. Eles deram seu nome à cidade de Rennes e à cidade de Redon (no sul do departamento, na fronteira com o departamento de Líger-Atlântico, na região administrativa do País do Líger, onde está localizado o subúrbio da cidade de Saint-Nicolas-de-Redon); No entanto, a cidade de Redon foi fundada por volta de 832 com o nome inicial de Riedones, muito tempo depois dos redões ter sido assimilado aos bretões; o vínculo cultural entre Riedones e os antigos redões é altamente provável, mas difícil de traçar, e o nome Riedones pode ter sido escrito a partir de um uso local que preservou o nome do antigo povo na língua oral vernácula a partir da leitura de uma antiga ortografia grega.
- Os vênetos, que viviam no atual departamento de Morbihan e deram seu nome à cidade de Vannes. Apesar da confusão feita pelo estudioso clássico Estrabão, eles não tinham relação com os vênetos do Adriático.

Esses povos tinham fortes laços econômicos com os celtas insulares, especialmente para o comércio de estanho. Várias tribos também pertenciam a uma "confederação armoricana" que, de acordo com Júlio César, reunia os curiosolitas, os redões, os osísmios, os únelos, os cáletos, os lemovices e os ambianos.

### Era galo-romana

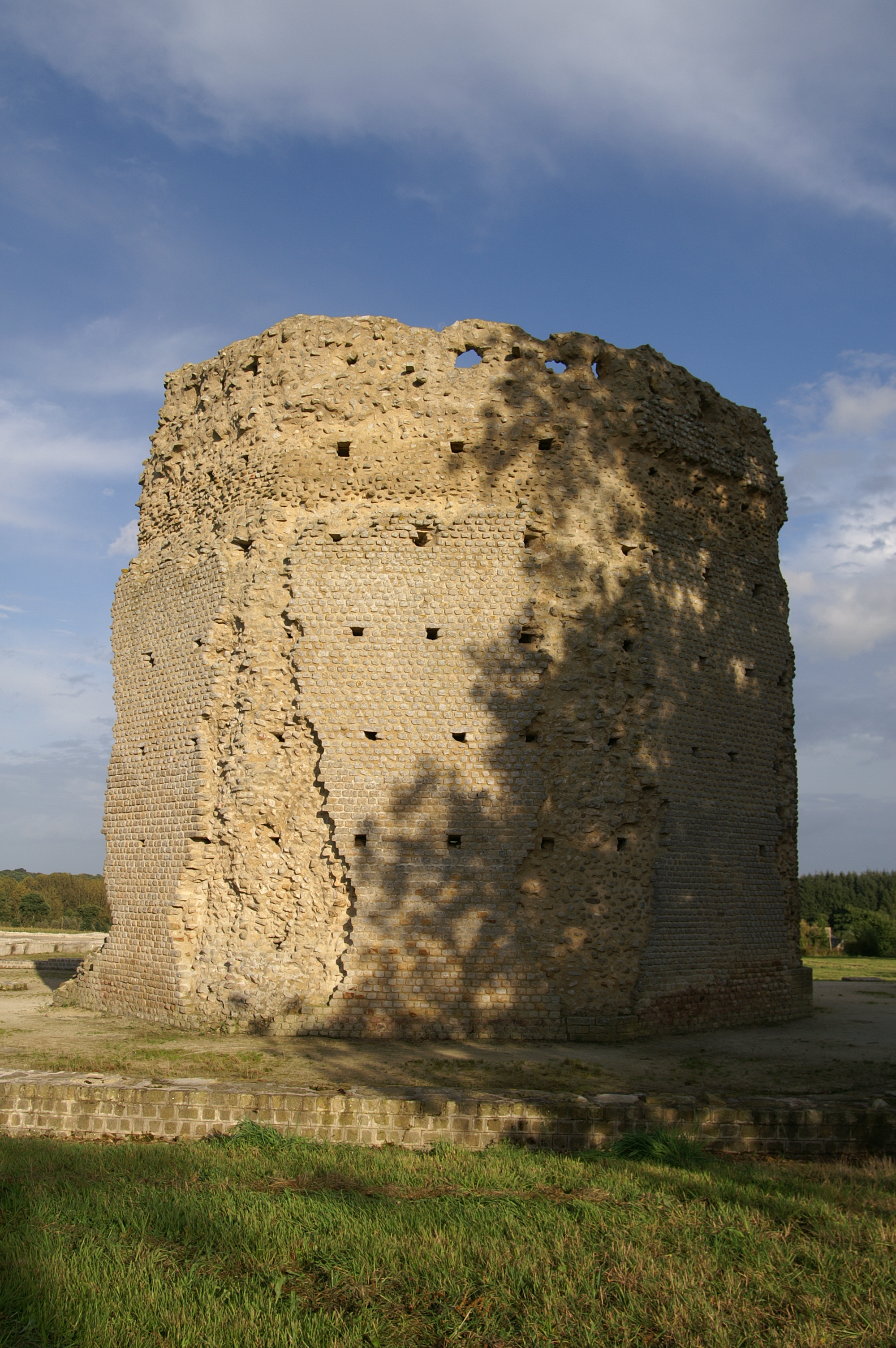
O templo de Marte em Corseul

A região tornou-se parte da República Romana em 51 a.C. Foi incluída na província de Gália Lugdunense em 13 a.C. As cidades e vilas gaulesas foram reformadas de acordo com os padrões romanos, e várias cidades foram criadas. Essas cidades são Condate (Rennes), Vórgio (Carhaix), Dariorito (Vannes) e Condevinco (Nantes). Juntamente com Fano de Marte (Corseul), elas eram as capitais das cividades locais. Todas tinham uma planta quadriculada e um fórum e, às vezes, um templo, uma basílica, termas ou um aqueduto, como Carhaix.
Os romanos também construíram três estradas principais que atravessam a região. Entretanto, a maior parte da população permaneceu rural. Os camponeses livres viviam em pequenas cabanas, enquanto os proprietários de terras e seus empregados viviam em villae rusticae adequadas. As divindades gaulesas continuaram a ser adoradas e, muitas vezes, foram assimiladas aos deuses romanos. Apenas um pequeno número de estátuas representando deuses romanos foi encontrado na Bretanha e, na maioria das vezes, elas combinam elementos celtas.
Durante o século III, a região foi atacada várias vezes por francos, alamanos e piratas. Ao mesmo tempo, a economia local entrou em colapso e muitas propriedades agrícolas foram abandonadas. Para enfrentar as invasões, muitas vilas e cidades foram fortificadas, como Nantes, Rennes e Vannes.

### Imigração dos britanos

Um mapa francês das regiões tradicionais da Bretanha na França do Antigo Regime. O antigo estado de Dumnônia, que unia a Bretanha, compreendia os condados ao longo da costa norte

No final do século IV, os bretões (britanos) do que hoje é a Cornualha, na península sudoeste da Grã-Bretanha, começaram a emigrar para a Armórica, razão pela qual a língua bretã está mais intimamente relacionada ao córnico.

#### Os britano-romanos
A história por trás de tal estabelecimento não é clara, mas fontes medievais bretãs, angevinas e galesas os relacionam a uma figura conhecida como Conan Meriadoc. Fontes literárias galesas afirmam que Conan chegou à Armórica sob as ordens do usurpador romano Magno Máximo, que enviou algumas de suas tropas britânicas à Gália para impor suas reivindicações e as estabeleceu na Armórica. Esse relato foi apoiado pelos condes de Anjou, que alegaram ser descendentes de um soldado romano expulso da Baixa Bretanha por Conan sob as ordens de Magno Máximo.

#### Batalha dos Campos Cataláunicos
O exército recrutado por Aécio para combater Átila, o Huno, na Batalha dos Campos Cataláunicos incluía romanos, visigodos, francos, alanos e armoricanos, entre outros. Os alanos foram colocados na frente e no centro, em frente aos hunos. Os armoricanos forneceram arqueiros que atacaram as linhas de frente dos hunos durante a batalha principal e frustraram o ataque noturno de Átila ao acampamento romano com uma saraivada de flechas "como chuva". Depois que a batalha foi vencida, Aécio enviou os alanos para a Armórica e a Galiza.

#### Riotamo
O líder britano do final do século V, Riotamo, recebeu correspondência do eminente jurista romano Sidônio Apolinário e foi chamado de "Rei dos Bretões" por Jordanes. Alguns sugerem que ele era um bretão, embora outros acreditem que ele era da Grã-Bretanha, apontando para a passagem em que ele chegou à terra dos biturgos "por meio do oceano", o que dificilmente teria sido eficiente ou necessário para um bretão. Ambos os historiadores descrevem a batalha perdida de Ruitamo contra o rei Eurico dos visigodos em Déols, por volta do ano 470.
Em resposta a um apelo do imperador romano Antêmio, Riotamo havia liderado doze mil homens para estabelecer uma presença militar em Bourges, no centro da Gália, mas foi traído por Arvando, o prefeito pretoriano da Gália, e posteriormente emboscado pelo exército de Eurico. Depois de uma longa batalha, os sobreviventes armoricanos escaparam para Avallon, na Borgonha, e depois disso se perderam na história. De acordo com as listas de reis bretões, Riotamo sobreviveu e reinou como Príncipe de Domnonia até sua morte, em algum momento entre 500 e 520, embora possa ter sido uma pessoa diferente.

#### Outras ondas de britanos

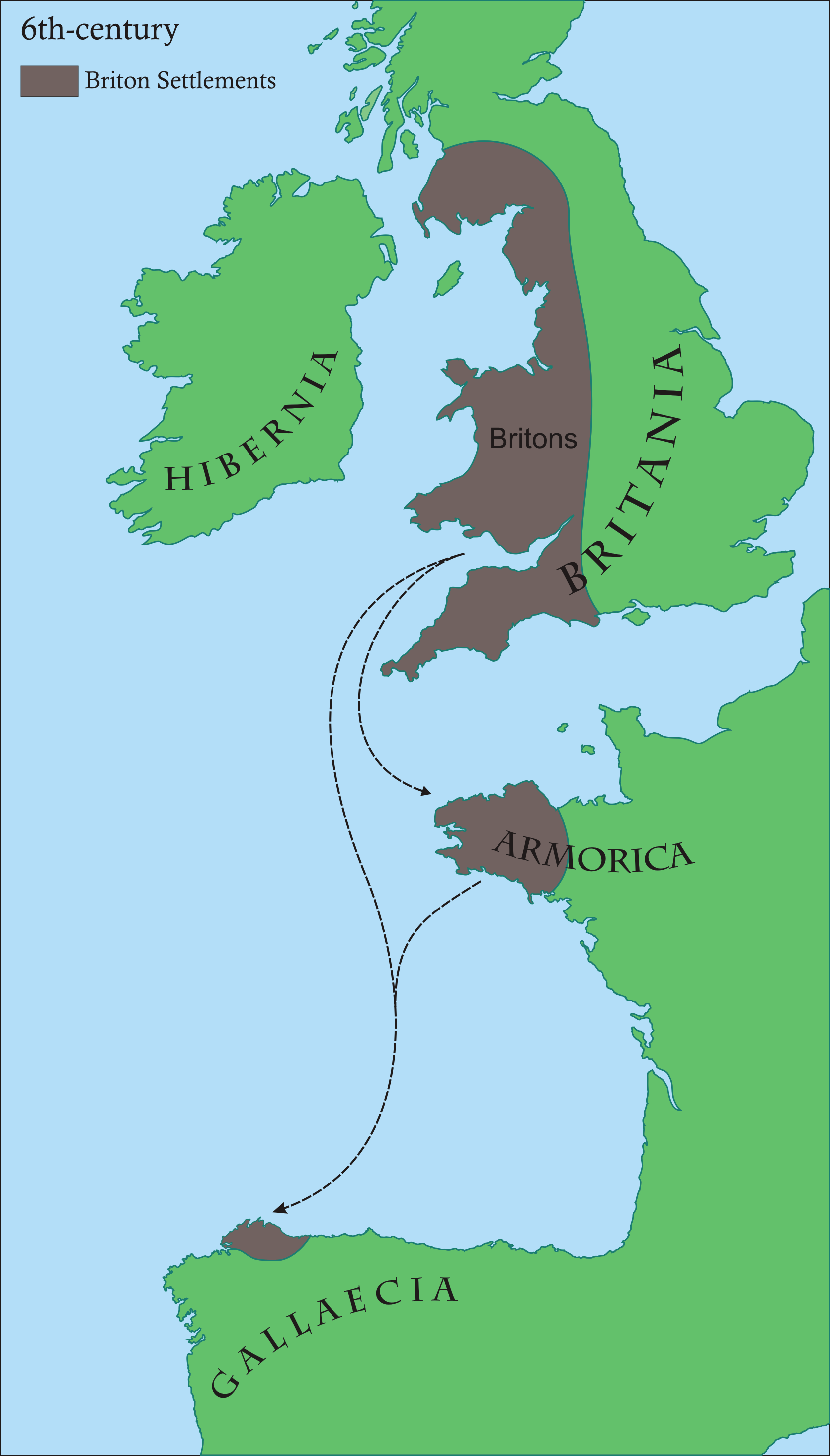
A comunidade britônica por volta do século VI. O mar era um meio de comunicação e não uma barreira

Independentemente da veracidade dessa história, o assentamento britônico (celta britânico) provavelmente aumentou durante a invasão anglo-saxônica da Grã-Bretanha nos séculos V e VI.
Estudiosos como Léon Fleuriot sugeriram um modelo de duas ondas de migração da Grã-Bretanha, que viu o surgimento de um povo bretão independente e estabeleceu o domínio da língua bretã britônica na Armórica. Seus pequenos reinos são agora conhecidos pelos nomes dos condados que os sucederam - Dumnônia (Devon), Cornualha, Leão (Caerleon); mas esses nomes em bretão e latim são, na maioria dos casos, idênticos aos de suas terras britânicas. (No entanto, em bretão e francês, Gwened ou Vannetais continuaram com o nome dos vênetos nativos). Embora os detalhes permaneçam confusos, essas colônias consistiam em dinastias relacionadas e casadas entre si, que se unificavam repetidamente (como pelo santo Judicaël, do século VII) antes de se fragmentarem novamente de acordo com as práticas de herança celta.

### Idade Média

#### Reino da Bretanha

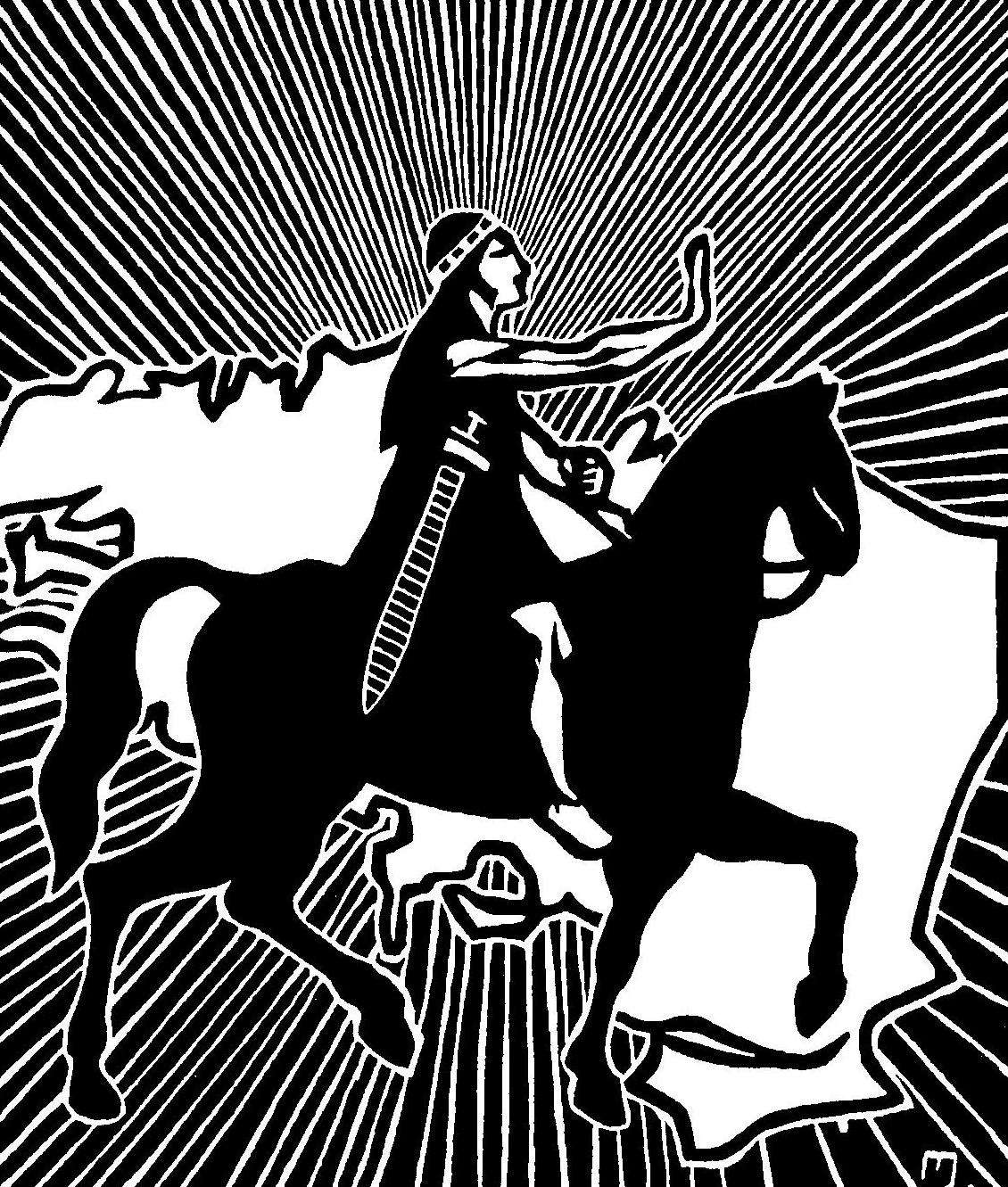
Uma gravura nacionalista de 1922 de Nominoe, primeiro rei da Bretanha

No início da era medieval, a Bretanha estava dividida entre três reinos: Domnonea, Cornouaille e Broërec. Esses reinos acabaram se fundindo em um único estado durante o século IX. A unificação da Bretanha foi realizada por Nominoe, rei entre 845 e 851 e considerado o pater patriae bretão. Entre os bretões imigrantes, havia alguns clérigos que ajudaram na evangelização da região, que ainda era pagã, especialmente nas áreas rurais.
Seu filho Erispoe garantiu a independência do novo reino da Bretanha e venceu a Batalha de Jengland contra Carlos II. Os bretões venceram outra guerra em 867, e o reino atingiu então sua extensão máxima: Recebeu partes da Normandia, Maine, Anjou e das Ilhas do Canal.

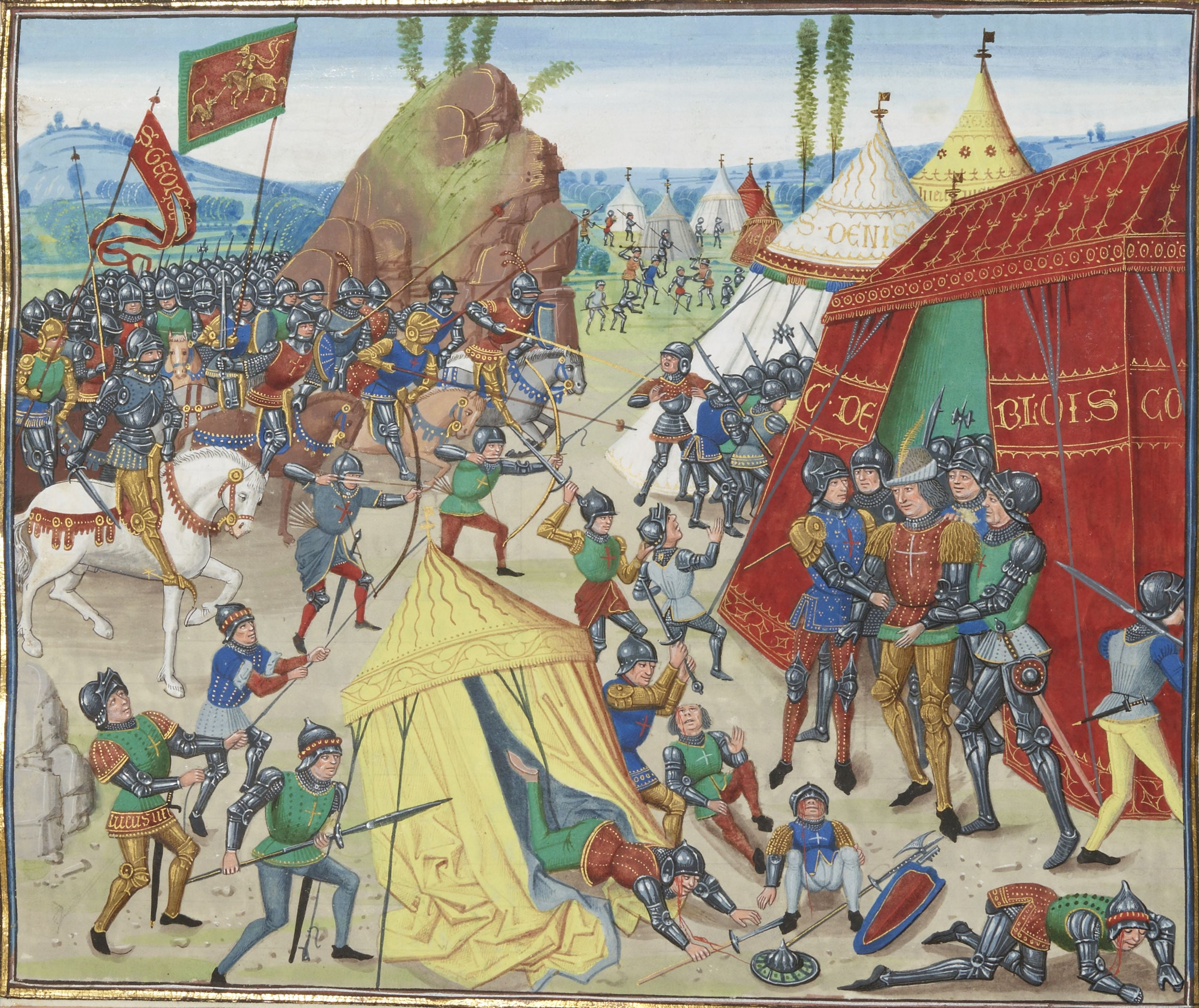
Batalha de La Roche-Derrien durante a Guerra da Sucessão Bretã

#### Ocupação víquingue
A Bretanha foi fortemente atacada pelos víquingues no início do século X. O reino perdeu seus territórios orientais, incluindo a Normandia e Anjou, e o condado de Nantes foi dado a Fulco I de Anjou em 909. No entanto, Nantes foi tomada pelos víquingues em 914. Nessa época, a Bretanha também era chamada de Lydwiccum.

#### Ducado da Bretanha
Nantes acabou sendo libertada por Alano II da Bretanha em 937, com o apoio do rei Etelstano da Inglaterra.
Alano II expulsou totalmente os víquingues da Bretanha e recriou um forte Estado bretão. Por ter ajudado a eliminar o problema, Alano prestou homenagem a Luís IV da França (que era sobrinho de Etelstano e havia retornado da Inglaterra no mesmo ano que Alano II) e, assim, a Bretanha deixou de ser um reino e se tornou um ducado.

#### Aliados normandos
Vários senhores bretões ajudaram Guilherme, o Conquistador, a invadir a Inglaterra, e os bretões formaram mais de um terço da força de desembarque em 1066. Eles receberam grandes propriedades no local (por exemplo, o primo em segundo grau de Guilherme, Alano, o Vermelho, e o irmão desse último, Brian da Bretanha). Os bretões ajudaram a libertar a Cornualha, substituindo os proprietários de terras anglo-saxões. Alguns desses senhores eram rivais poderosos.

#### Disputas internas
A Bretanha medieval estava longe de ser uma nação unida. O rei francês mantinha enviados na Bretanha, as alianças contratadas pelos senhores locais frequentemente se sobrepunham e não havia uma unidade bretã específica. Por exemplo, a Bretanha substituiu o latim pelo francês como idioma oficial no século XIII, 300 anos antes de a França fazer o mesmo, e o idioma bretão não tinha status formal.
A política externa do Ducado mudou muitas vezes; os duques geralmente eram independentes, mas frequentemente faziam alianças com a Inglaterra ou com a França, dependendo de quem os estivesse ameaçando naquele momento. Seu apoio a cada nação tornou-se muito importante durante o século XIV, porque os reis ingleses começaram a reivindicar o trono francês.
A Guerra de Sucessão Bretã, um episódio local da Guerra dos Cem Anos, viu a Casa de Blois, apoiada pelos franceses, lutar contra a Casa de Montfort, apoiada pelos ingleses. Os Montforts venceram em 1364 e desfrutaram de um período de total independência até o final da Guerra dos Cem Anos, porque a França estava enfraquecida e parou de enviar enviados reais para a Corte da Bretanha.
Os fracassos diplomáticos ingleses fizeram com que os comandantes da cavalaria bretã Arthur, conde de Richemont (que mais tarde se tornaria Artur III, duque da Bretanha) e seu sobrinho Pedro II, duque da Bretanha, desempenhassem papéis importantes no lado francês durante os estágios decisivos da guerra (incluindo as batalhas de Patay, Formigny, Castillon e o Tratado de Arras).
A Bretanha perdeu de forma importante a Guerra Louca contra a França em 1488, principalmente por causa de suas divisões internas que foram exacerbadas pela corrupção na corte de Francisco II, Duque da Bretanha. De fato, alguns senhores bretões rebeldes estavam lutando do lado francês.

### União com a Coroa Francesa e período moderno

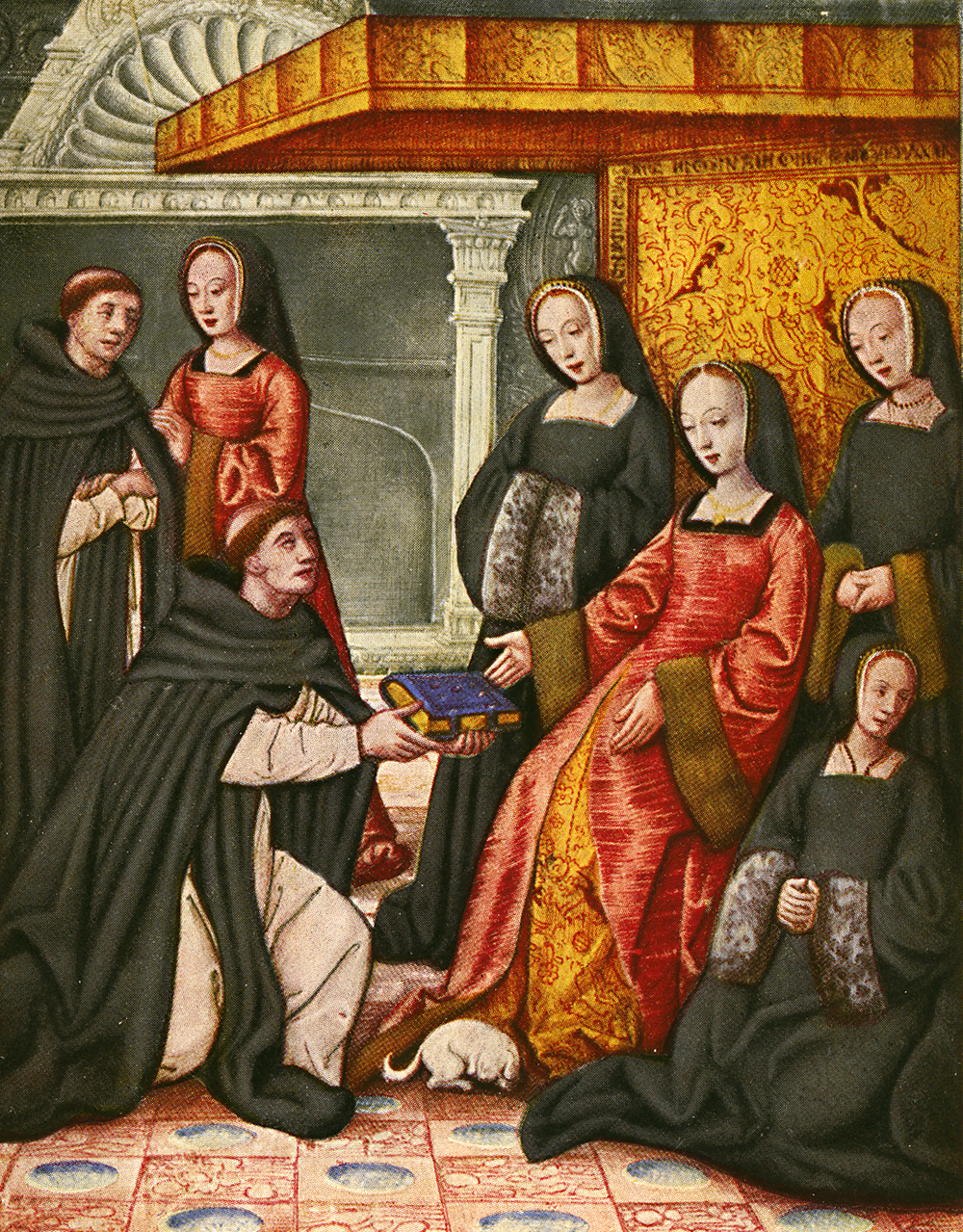
Ana da Bretanha é considerada na Bretanha uma governante consciente que defendeu o ducado contra a França

Como resultado da Guerra Louca, o duque Francisco II não podia casar sua filha Ana sem o consentimento do rei da França. Mesmo assim, ela se casou com o Sacro Imperador Romano em 1490, o que levou a uma crise com a França. Carlos VIII da França sitiou Rennes e cancelou o casamento. Ele acabou se casando com Ana da Bretanha. Depois que ele morreu sem filhos, a duquesa teve que se casar com seu herdeiro e primo Luís XII. Ana tentou, sem sucesso, preservar a independência da Bretanha, mas morreu em 1514, e a união entre as duas coroas foi formalmente realizada por Francisco I em 1532. Ele concedeu vários privilégios à Bretanha, como a isenção da gabela, um imposto sobre o sal que era muito impopular na França. Sob o Antigo Regime, a Bretanha e a França eram governadas como países separados, mas sob a mesma coroa, de modo que os aristocratas bretões na corte real francesa eram classificados como princes étrangers (príncipes estrangeiros).
Entre os séculos XV e XVIII, a Bretanha atingiu uma idade de ouro econômica. A região estava localizada nas vias marítimas próximas à Espanha, Inglaterra e Holanda e se beneficiou com a criação de um império colonial francês. Os portos marítimos locais, como Brest e Saint-Brieuc, expandiram-se rapidamente, e Lorient, que inicialmente se chamava "L'Orient", foi fundada no século XVII. Saint-Malo era conhecida por seus corsários, Brest era uma importante base para a Marinha Francesa e Nantes prosperava com o comércio de escravos no Atlântico. Por sua vez, o interior fornecia cordas de cânhamo e lençóis de lona e linho. No entanto, o Colbertismo, que incentivou a criação de muitas fábricas, não favoreceu a indústria bretã porque a maioria das fábricas reais foi aberta em outras províncias. Além disso, vários conflitos entre a França e a Inglaterra levaram esta última a restringir seu comércio, e a economia bretã entrou em recessão durante o século XVIII.

#### A questão da centralização
Duas revoltas significativas ocorreram nos séculos XVII e XVIII: a Revolta do Papier Timbré (1675) e a Conspiração de Pontcallec (1719). Ambas surgiram de tentativas de resistir à centralização e afirmar as exceções constitucionais bretãs aos impostos.

#### O êxodo bretão
Muitos bretões cruzaram o Atlântico para apoiar a Guerra da Independência dos Estados Unidos, incluindo muitos marinheiros, como Armand de Kersaint, e soldados, como Charles Armand Tuffin, marquês de la Rouërie.

### Revolução Francesa - divisão da Bretanha em cinco departamentos

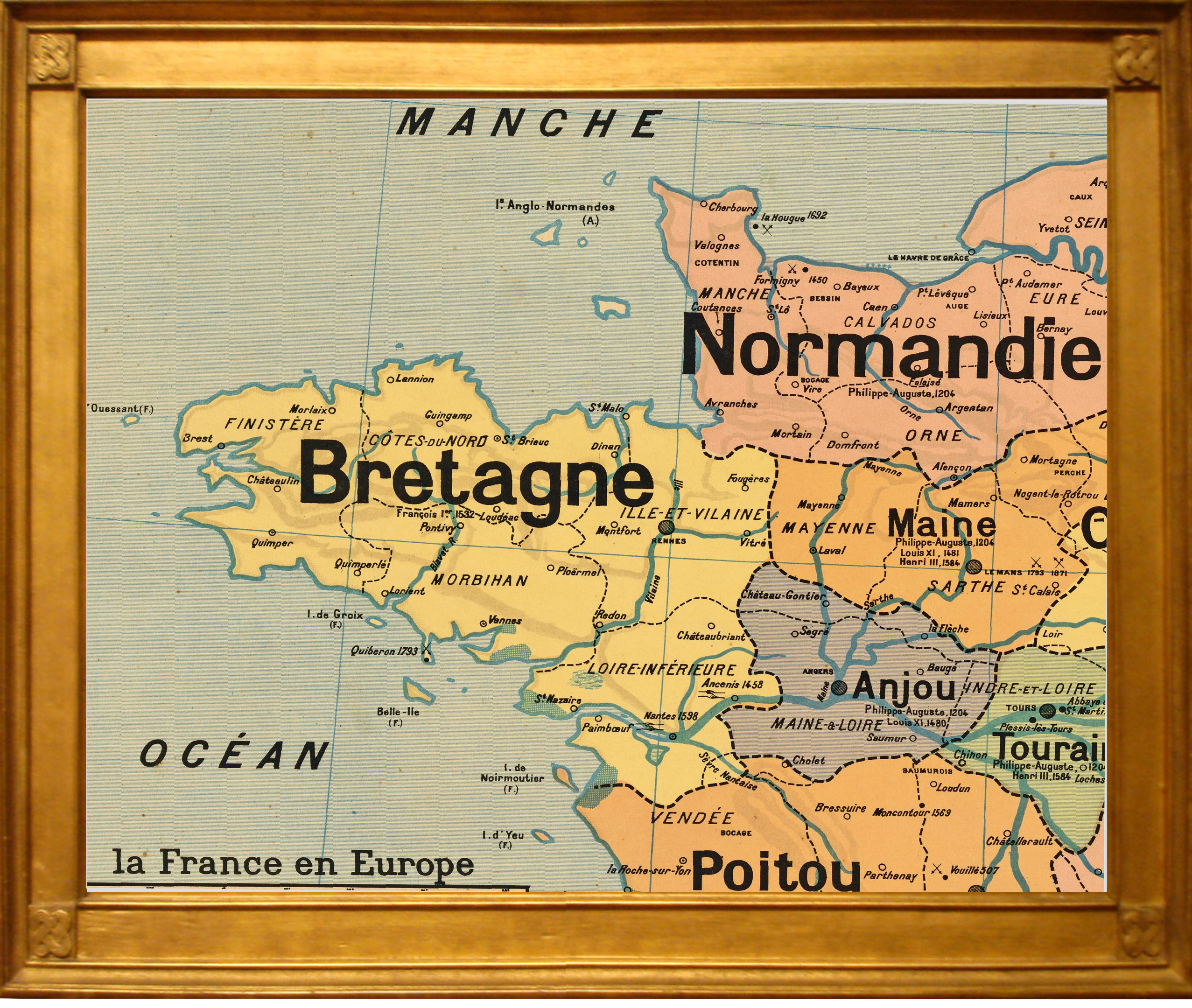
Província da Bretanha (1789) - mostrando as fronteiras internas de cinco novos departamentos: Côtes-du-Nord (atual Côtes-d'Armor), Finistère, Ille-et-Vilaine, Loire-Inférieure (atual Loire-Atlantique) e Morbihan

O Ducado foi legalmente abolido com a Revolução Francesa, que começou em 1789, e em 1790 a província da Bretanha foi dividida em cinco departamentos: Côtes-du-Nord (mais tarde Côtes-d'Armor), Finistère, Ille-et-Vilaine, Loire-Inférieure (mais tarde Loire-Atlantique) e Morbihan. A Bretanha perdeu todos os privilégios especiais que existiam sob o Ducado. Três anos depois, a área se tornou um centro de resistência realista e católica à Revolução durante a Chouannerie.
Durante o século XIX, a Bretanha permaneceu em recessão econômica, e muitos bretões emigraram para outras regiões francesas, especialmente para Paris. Essa tendência permaneceu forte até o início do século XX. No entanto, a região também estava se modernizando, com novas estradas e ferrovias sendo construídas e alguns lugares sendo industrializados. Nantes se especializou na construção naval e no processamento de alimentos (açúcar, frutas e legumes exóticos, peixes), Fougères na produção de vidro e calçados, e a metalurgia era praticada em pequenas cidades como Châteaubriant e Lochrist, conhecida por seus movimentos trabalhistas.

Os amotinados de Fouesnant presos pela Guarda Nacional de Quimper em 1792

A região permaneceu profundamente católica e, durante o Segundo Império, os valores conservadores foram fortemente reafirmados. Quando a República foi restabelecida em 1871, houve rumores de que as tropas bretãs foram desconfiadas e maltratadas em Camp Conlie durante a Guerra Franco-Prussiana, devido ao temor de que fossem uma ameaça à República.

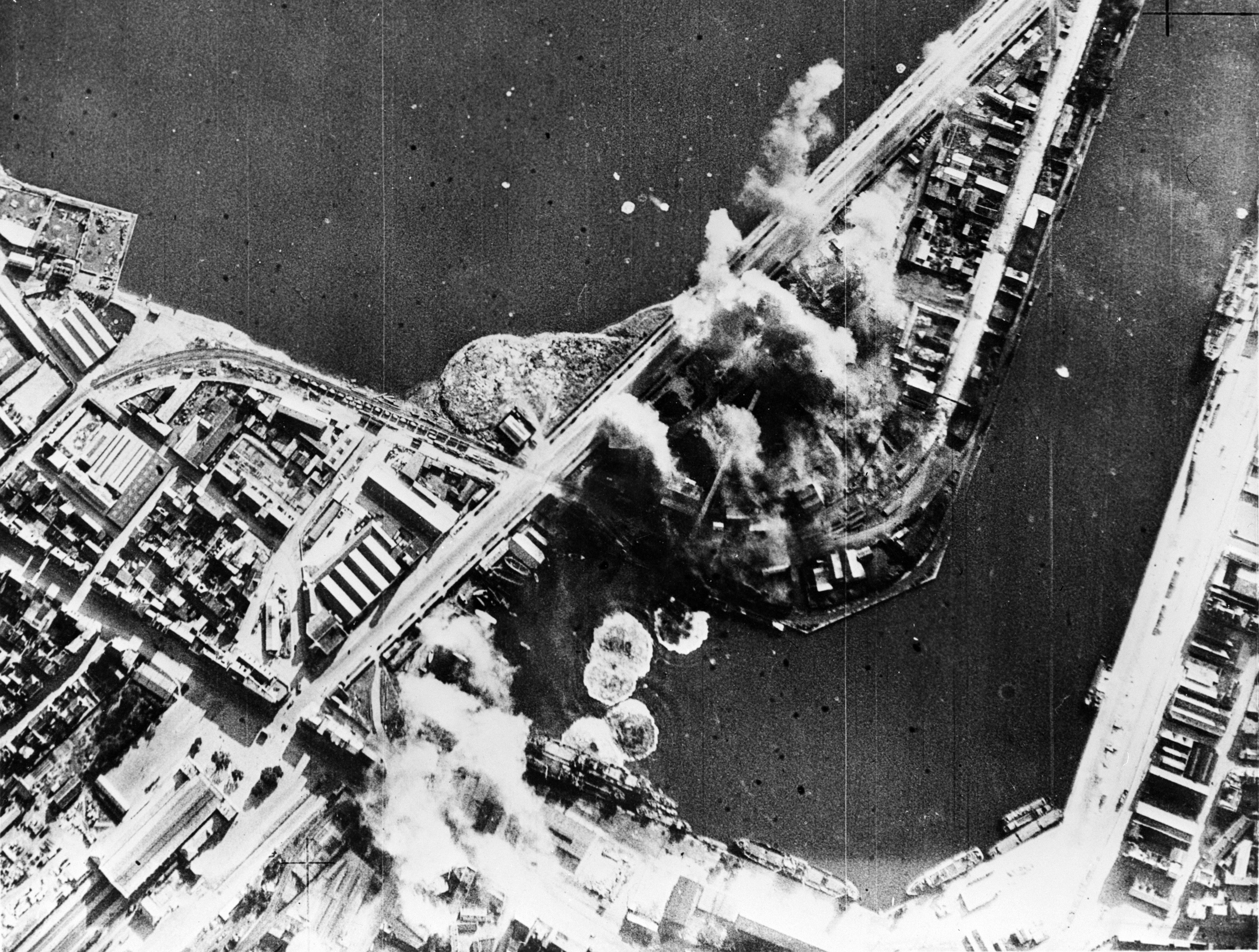
Um ataque da Força Aérea Real a Saint-Malo em 1942

Durante o século XIX, o idioma bretão começou a declinar vertiginosamente, principalmente devido à política de franconização conduzida pela Terceira República. Por um lado, as crianças não tinham permissão para falar bretão na escola e eram punidas pelos professores se o fizessem. É famoso o fato de que as placas nas escolas diziam: "É proibido falar bretão e cuspir no chão" ("Il est interdit de parler Breton et de cracher par terre").

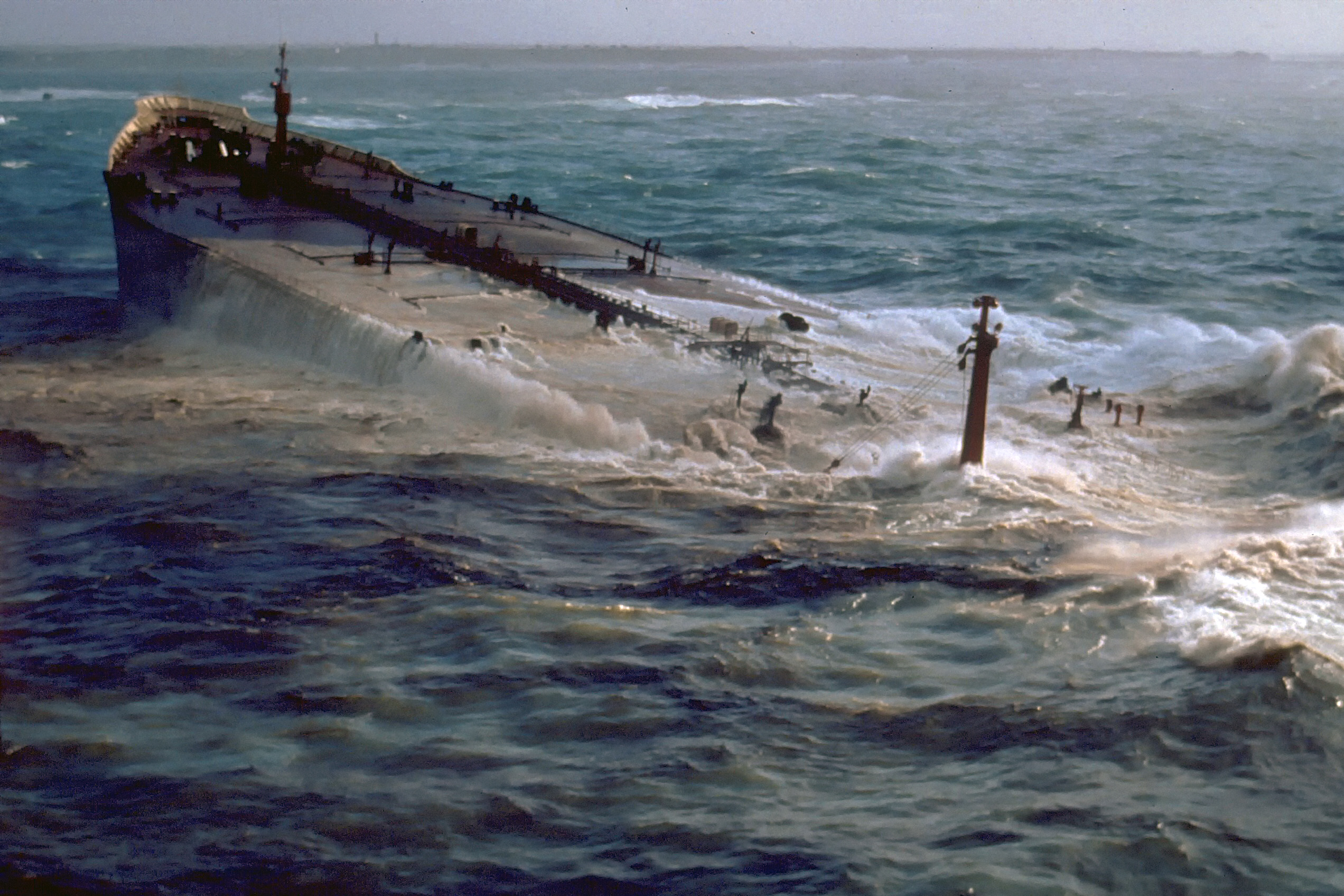
O derramamento de óleo do Amoco Cadiz em 1978 afetou significativamente a costa bretã

Ao mesmo tempo, o renascimento celta levou à fundação da União Regionalista Bretã (URB) e, mais tarde, a movimentos de independência ligados aos partidos de independência irlandeses, galeses, escoceses e da Cornualha no Reino Unido, e ao pan-celticismo. Entretanto, o público desses movimentos permaneceu muito baixo e suas ideias não atingiram um grande número de pessoas até o século XX. O movimento Seiz Breur, criado em 1923, permitiu um renascimento artístico bretão, mas seus laços com o nazismo e o colaboracionismo do Partido Nacional Bretão durante a Segunda Guerra Mundial enfraqueceram o nacionalismo bretão no período pós-guerra.
A Bretanha perdeu 240.000 homens durante a Primeira Guerra Mundial. A Segunda Guerra Mundial também foi catastrófica para a região. Ela foi invadida pela Alemanha nazista em 1940 e libertada após a Operação Cobra, em agosto de 1944. No entanto, as áreas ao redor de Saint-Nazaire e Lorient só se renderam em 10 e 11 de maio de 1945, vários dias após a capitulação alemã. As duas cidades portuárias foram praticamente destruídas pelos ataques aéreos dos Aliados, como Brest e Saint-Malo, e outras cidades, como Nantes e Rennes, também sofreram.
Em 1956, a Bretanha foi legalmente reconstituída como a Região da Bretanha, embora a região tenha excluído a capital ducal de Nantes e os arredores. No entanto, a Bretanha manteve sua distinção cultural, e um novo renascimento cultural surgiu durante as décadas de 1960 e 1970. Escolas bilíngues foram abertas, cantores começaram a compor músicas em bretão e catástrofes ecológicas, como o derramamento de óleo do Amoco Cadiz ou o derramamento de óleo do Erika e a poluição da água causada pela criação intensiva de porcos, favoreceram novos movimentos para proteger o patrimônio natural.

## Governo e política

### Subdivisões tradicionais
A Bretanha como entidade política desapareceu em 1790, quando foi dividida em cinco departamentos. Os départements (departamentos) bretões correspondem mais ou menos às nove dioceses católicas que surgiram no início da Idade Média. Eles eram frequentemente chamados de "pays" ou "bro" ("país" em francês e bretão, respectivamente) e também serviam como distritos fiscais e militares. A Bretanha também é dividida entre a Baixa Bretanha ("Basse Bretagne" e "Breizh Izel"), que corresponde à metade ocidental, onde o bretão é tradicionalmente falado, e a Alta Bretanha ("Haute Bretagne" e "Breizh Uhel"), que corresponde à metade oriental, onde o galo é tradicionalmente falado. As dioceses bretãs históricas foram:
- Alta Bretanha:
  - O Pays nantais, ao redor de Nantes, correspondente ao departamento de Loire-Atlantique.
  - Pays rennais, ao redor de Rennes, que faz parte do departamento de Ille-et-Vilaine.
  - Pays de Dol, ao redor de Dol-de-Bretagne, correspondendo à parte norte do departamento de Ille-et-Vilaine.
  - O Pays de Saint-Brieuc, em torno de Saint-Brieuc, que faz parte do departamento de Côtes-d'Armor.
  - O Pays de Saint-Malo, ao redor de Saint-Malo, dividido entre Ille-et-Vilaine, Côtes-d'Armor e Morbihan.
- Baixa Bretanha:
  - O Pays vannetais, ao redor de Vannes, correspondente ao departamento de Morbihan.
  - Cornouaille, ao redor de Quimper, dividida entre Finistère e Côtes-d'Armor.
  - Léon, ao redor de Saint-Pol-de-Léon, correspondendo à parte norte do departamento de Finistère.
  - O Trégor, ao redor de Tréguier, fazendo parte do departamento de Côtes-d'Armor.

Durante a Revolução Francesa, quatro dioceses foram suprimidas e as cinco restantes foram modificadas para ter as mesmas fronteiras administrativas que os departamentos.

### Capitais

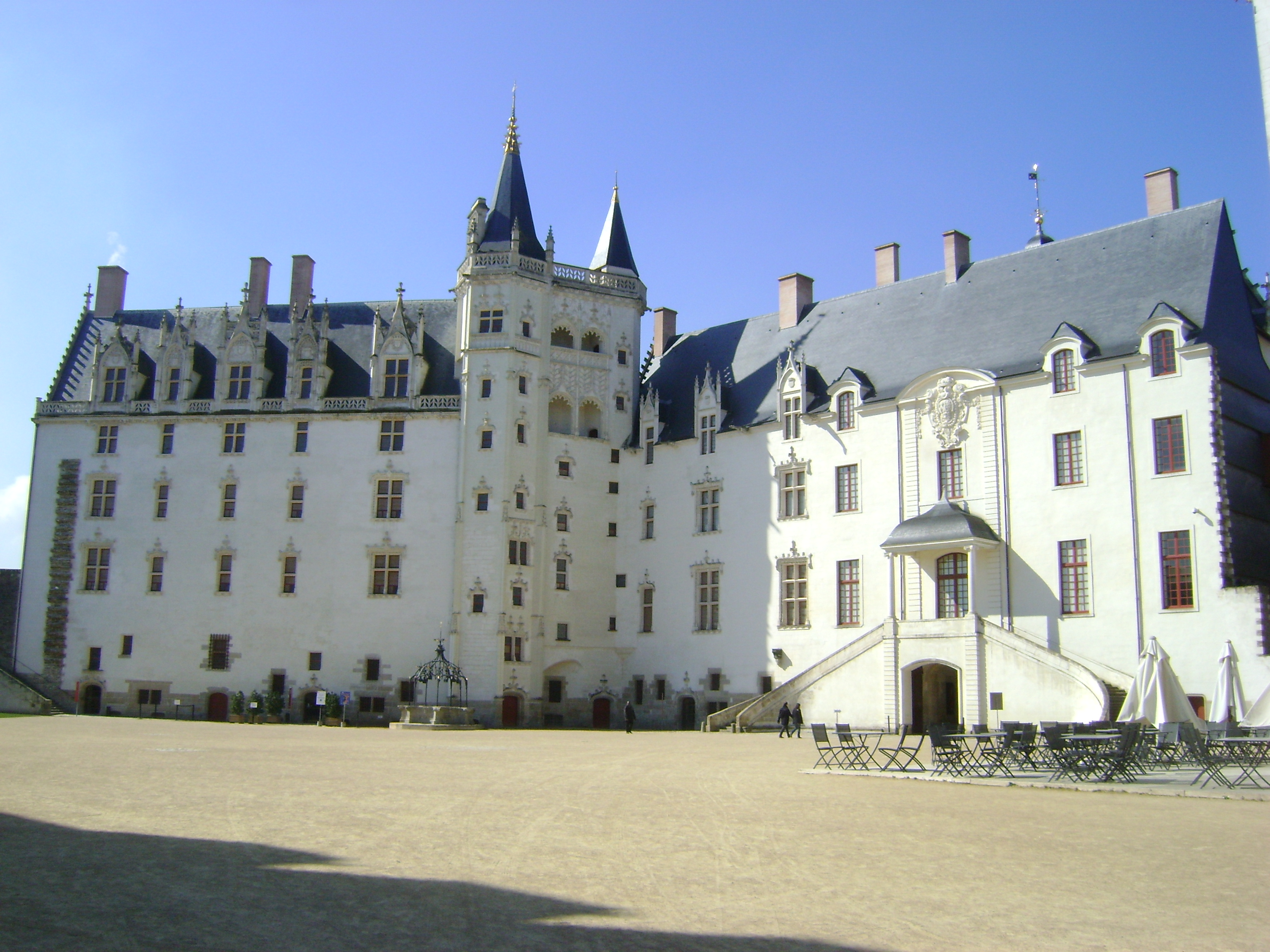
O Castelo dos Duques da Bretanha em Nantes, residência permanente dos últimos duques

A Bretanha tem várias capitais históricas. Quando era um ducado independente, os états de Bretagne que podem ser comparados a um parlamento, reuniam-se em várias cidades: Dinan, Ploërmel, Redon, Rennes, Vitré, Guérande e, acima de tudo, Vannes, onde se reuniram 19 vezes, e Nantes, 17 vezes. A corte e o governo também eram muito móveis, e cada dinastia preferia seus próprios castelos e propriedades. Os duques viviam principalmente em Nantes, Vannes, Redon, Rennes, Fougères, Dol-de-Bretagne, Dinan e Guérande. Todas essas cidades, exceto Vannes, estão localizadas na Alta Bretanha e, portanto, não estão na área de língua bretã.
Entre todas essas cidades, somente Nantes, Rennes e Vannes, que eram as maiores, podiam realmente possuir o status de capital. Os duques eram coroados em Rennes e tinham um grande castelo lá; no entanto, ele foi destruído durante o século XV. Vannes, por sua vez, foi a sede da Câmara de Contas e do Parlamento até a união com a França. O Parlamento foi então transferido para Rennes, e a Câmara de Contas, para Nantes. Nantes, apelidada de "a cidade dos duques da Bretanha", também foi a residência permanente dos últimos duques. O Château des ducs de Bretagne ("Castelo dos Duques da Bretanha") ainda se encontra no centro da cidade. Atualmente, Rennes é a única capital oficial da região da Bretanha. É também a sede de uma província eclesiástica que abrange a Bretanha e a região de País do Loire.

### Subdivisões atuais

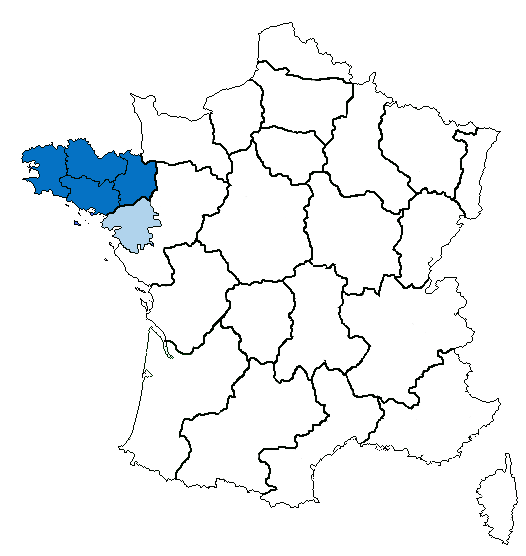
A região da Bretanha compreende quatro departamentos históricos bretões. Loire-Atlantique, em azul claro, faz parte da região País do Loire

Durante a Revolução Francesa, a Bretanha foi dividida em cinco departamentos, cada um composto por três ou quatro arrondissements. Os arrondissements são ainda divididos em cantões, que são compostos por uma ou várias comunas. As comunas e os départements têm um conselho local eleito por seus cidadãos, mas os arrondissements e os cantões não são administrados por funcionários eleitos. Os cantões servem como um distrito eleitoral para a eleição dos conselhos dos départements e os arrondissements são administrados por um subprefeito nomeado pelo presidente francês. O presidente também nomeia um prefeito em cada departamento.
Como os departamentos são pequenos e numerosos, o governo francês tentou criar regiões mais amplas durante o século XX. Para os nacionalistas bretões, foi uma oportunidade de recriar a Bretanha como uma entidade política e administrativa, mas a nova região precisava ser economicamente eficiente. Nantes e seu departamento, Loire-Atlantique, causaram preocupação porque estavam fora do centro, mais integrados ao Vale do Loire do que à península bretã. O governo francês e os políticos locais também temiam que Nantes, por causa de sua população e de seu antigo status de capital bretã, mantivesse uma concorrência prejudicial com Rennes para obter as instituições e os investimentos regionais.
Vários projetos de regiões francesas foram propostos desde a década de 1920, e as regiões definitivas foram desenhadas em 1956. A nova Bretanha tinha quatro departamentos, e Loire-Atlantique formava a região País do Loire, juntamente com partes de Anjou, Maine e Poitou. Em 1972, as regiões receberam suas competências atuais, com um conselho regional eleito. Desde então, a região da Bretanha tem seu próprio conselho e órgãos administrativos.

### Reunificação

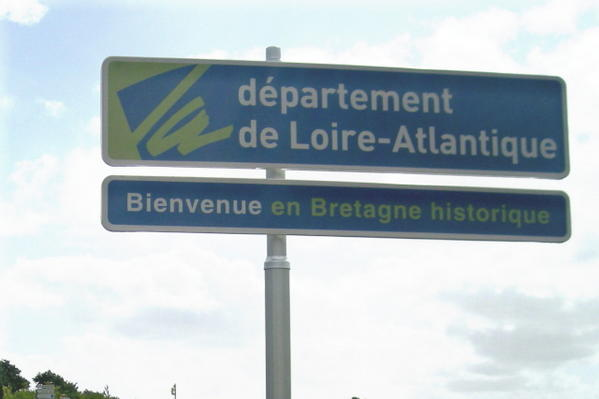
Esta placa de trânsito em Loire-Atlantique diz "bem-vindo à Bretanha histórica"

Quando a região da Bretanha foi criada, vários políticos locais se opuseram à exclusão de Loire-Atlantique, e a questão ainda permanece.
Os obstáculos à reunificação são os mesmos de 1956: ter Nantes na Bretanha poderia prejudicar a posição de Rennes e criar um desequilíbrio econômico entre a Baixa e a Alta Bretanha. Além disso, a região do País do Loire não poderia existir sem Loire-Atlantique, pois perderia seu capital político e econômico. Sem o Loire-Atlantique, os outros departamentos não formariam mais uma região eficiente e teriam que integrar regiões vizinhas, como o Centro-Vale do Loire e a Nova Aquitânia.
Entretanto, várias instituições apoiaram a reunificação, como o conselho regional da Bretanha desde 2008 e o conselho do Loire-Atlantique desde 2001. Alguns políticos, como Jean-Marc Ayrault, ex-primeiro-ministro francês e ex-prefeito de Nantes, defendem a criação de uma "região do Grande Oeste", que englobaria a Bretanha e a região do País do Loirde. As pesquisas mostram que 58% dos bretões e 62% dos habitantes de Loire-Atlantique são a favor da reunificação.

### Tendências políticas
Até o final do século XX, a Bretanha era caracterizada por uma forte influência católica e conservadora. Entretanto, algumas áreas, como a região industrial em torno de Saint-Nazaire e Lorient e os arredores de Tréguier, são redutos tradicionais de socialistas e comunistas. Os partidos de esquerda, principalmente o Partido Socialista e os Verdes, tornaram-se mais poderosos após a década de 1970 e, desde 2004, formam a maioria no Conselho Regional da Bretanha. Os conselhos de Loire-Atlantique e Ille-et-Vilaine também são ocupados pela esquerda desde 2004.
O Partido Socialista tem ocupado o conselho de Côtes-d'Armor desde 1976 e o conselho de Finistère desde 1998. Por sua vez, Morbihan continua sendo um reduto da direita. Os partidos locais têm um público muito pequeno, exceto a Union Démocratique Bretonne ("União Democrática Bretã"), que tem assentos no Conselho Regional e em outras assembleias locais. Ela defende mais autonomia para a região e suas posições são muito próximas às dos partidos socialistas. Ele também tem uma forte orientação ecológica. A audiência dos partidos de extrema direita é menor na Bretanha do que no resto da França.

## Geografia e história natural

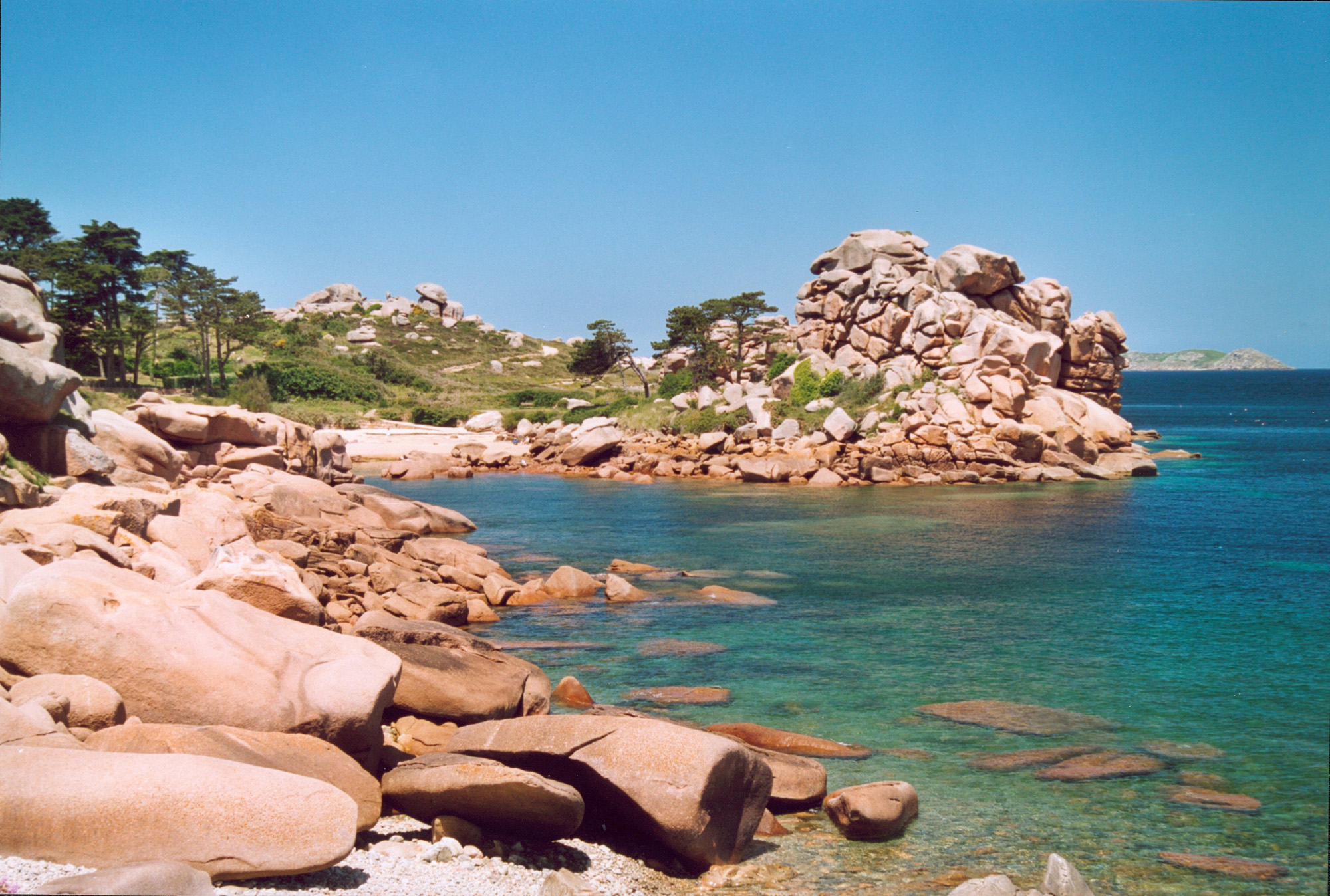
A Côte de Granit Rose ao redor de Trégastel

A Bretanha é a maior península francesa. Ela tem cerca de 34.030 km² e se estende em direção ao noroeste e ao Oceano Atlântico. Faz fronteira ao norte com o Canal da Mancha, ao sul com o Golfo da Biscaia e as águas localizadas entre a costa oeste e a Ilha de Ouessant formam o Mar de Iroise.
A costa bretã é muito recortada, com muitos penhascos, rias e cabos. O Golfo de Morbihan é um vasto porto natural com cerca de quarenta ilhas que é quase um mar fechado. No total, cerca de 800 ilhas ficam fora do continente; a maior delas é Belle Île, no sul. A Bretanha tem mais de 2.860 km de litoral, representando um terço do litoral total da França.
A região é geralmente montanhosa, porque corresponde à extremidade ocidental do Maciço Armoricano, uma cadeia muito antiga que também se estende pela Normandia e pela região do País do Loire. Devido à essa continuidade, a fronteira da Bretanha com o resto da França não é marcada por nenhum marco geográfico forte, além do rio Couesnon, que separa a Bretanha da Normandia.

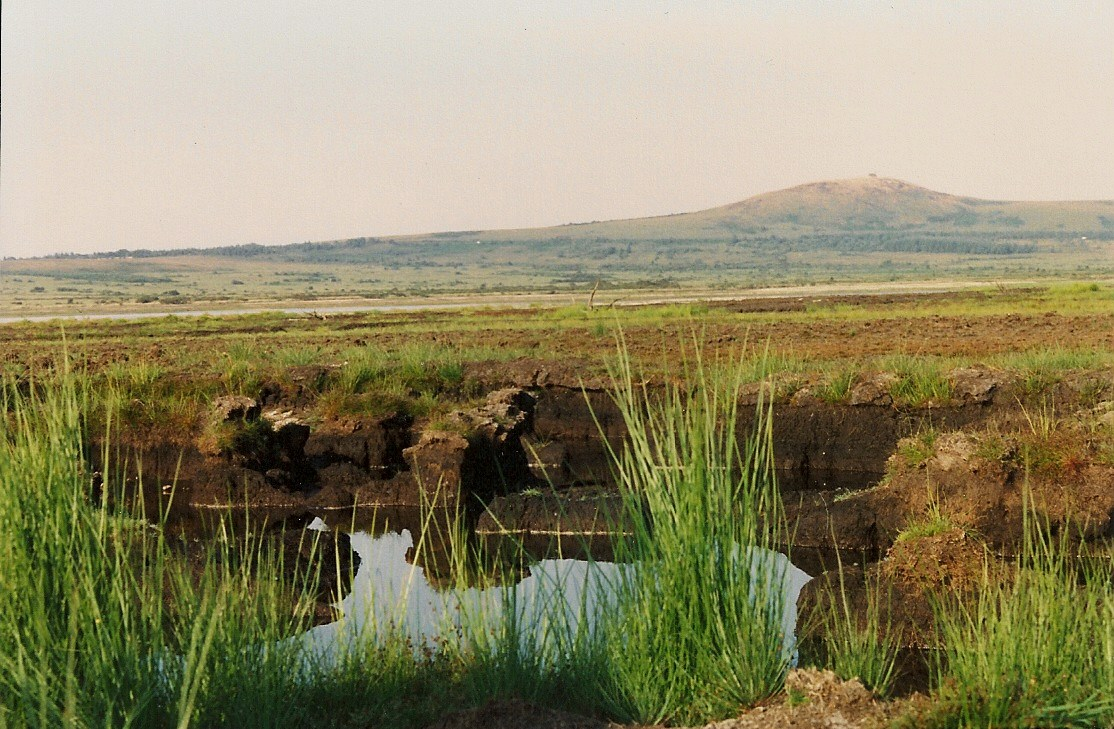
Um pântano ao redor dos Monts d'Arrée

O Maciço Armoricano atinge sua elevação máxima fora da Bretanha, na vizinha Mayenne, a 417 m, e se inclina em direção ao oeste antes de se endireitar em sua extremidade ocidental, com as Montagnes Noires e os Monts d'Arrée. A colina mais alta da Bretanha é o Roc'h Ruz, nos Monts d'Arrée, com 385 m. Ela é seguida de perto por várias colinas vizinhas que culminam em cerca de 384 m acima do nível do mar.
As áreas costeiras geralmente são chamadas de Armor ou Arvor ("à beira-mar" em bretão), e o interior é chamado de Argoat ("à beira da floresta"). Os melhores solos eram primitivamente cobertos por grandes florestas que foram progressivamente substituídas por bocage durante a Idade Média. O bocage bretão, com seus pequenos campos cercados por sebes grossas, quase desapareceu desde a década de 1960 para se adequar às necessidades e aos métodos agrícolas modernos, principalmente a mecanização.
Ainda existem várias florestas, como a floresta de Paimpont, que às vezes se diz ser a Brocéliande arturiana. As áreas pobres e rochosas são cobertas por grandes charnecas e pântanos, e a Bretanha tem vários pântanos, como o Brière, incluído em um parque natural regional. Outro parque regional abrange os Monts d'Arrée e a costa marítima de Iroise. O Mar de Iroise também é uma reserva de biosfera da UNESCO.

### Geologia

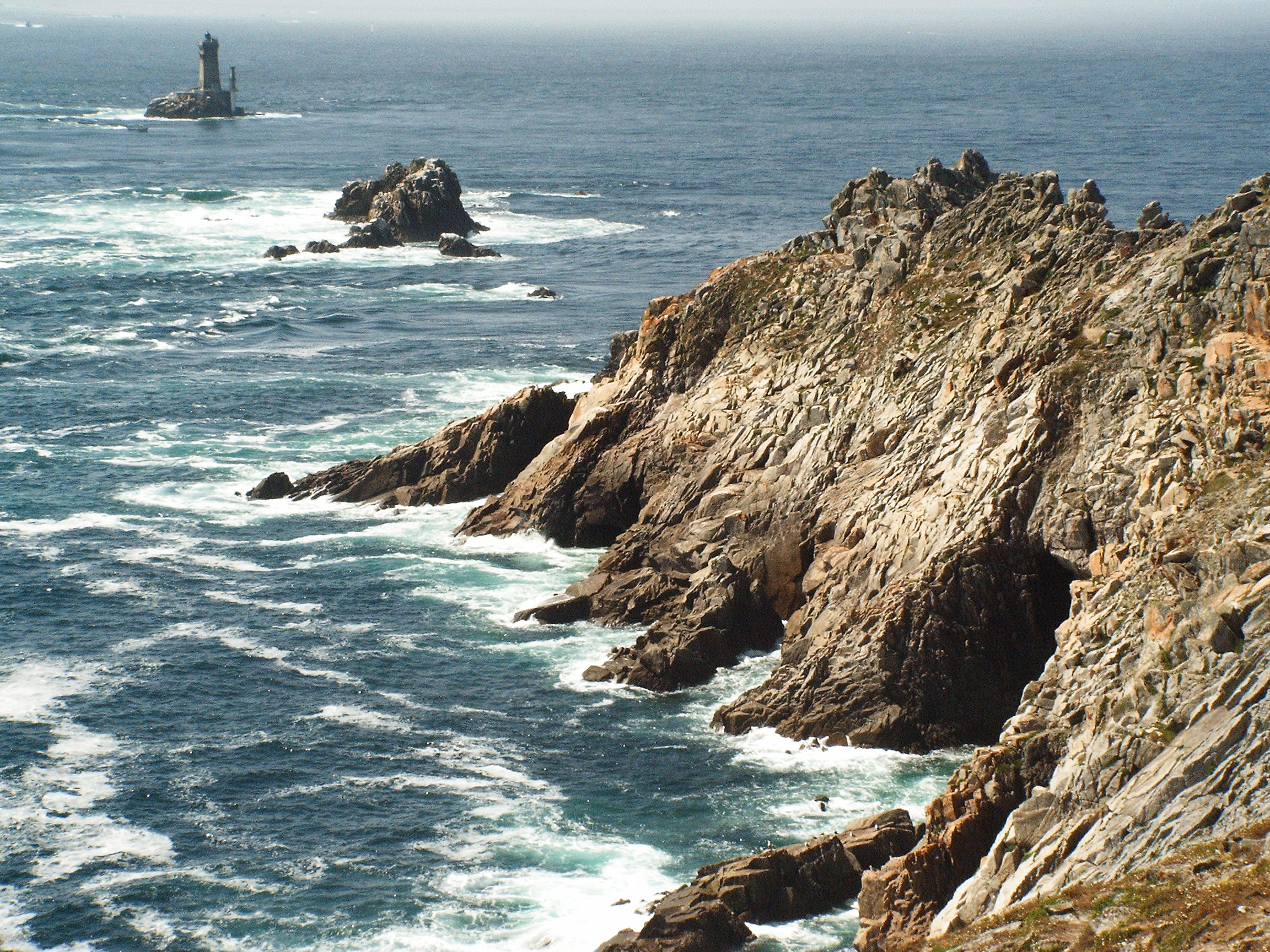
A Pointe du Raz, uma das extremidades mais ocidentais da Bretanha e da França Metropolitana

A península bretã surgiu durante a Orogenia cadomiana, que formou seu litoral norte, entre Guingamp e Fougères. A parte sul surgiu durante a Orogenia hercínica. Ao mesmo tempo, uma intensa atividade vulcânica deixou grandes quantidades de granito. Entre os períodos Cadomiano e Hercínico, a região foi submersa várias vezes e o mar deixou fósseis e rochas sedimentares, principalmente xisto e arenito. Devido à ausência de calcário, os solos da Bretanha são geralmente ácidos.
O Maciço Armoricano se endireitou e se achatou várias vezes durante a formação dos Pirenéus e dos Alpes. As mudanças no nível do mar e no clima levaram a uma forte erosão e à formação de mais rochas sedimentares. O metamorfismo é responsável pelo característico xisto azul local e pelo rico subsolo da ilha de Groix, composto por glauofânio e epídoto.
Durante as glaciações quaternárias, a Bretanha foi coberta por loess e os rios começaram a preencher os vales com depósitos aluviais. Os próprios vales foram o resultado de uma forte atividade tectônica entre as placas africana e eurasiática. A atual paisagem bretã não adquiriu sua forma final antes de um milhão de anos atrás. O subsolo bretão é caracterizado por uma enorme quantidade de fraturas que formam um grande aquífero contendo vários milhões de metros quadrados de água.

### Clima
A Bretanha fica na zona temperada do norte. Ela tem um clima oceânico variável, semelhante ao da Cornualha. As chuvas ocorrem regularmente, mas dias ensolarados e sem nuvens também são comuns. Nos meses de verão, as temperaturas na região podem chegar a 30 °C, mas o clima permanece confortável, especialmente quando comparado com as regiões francesas localizadas ao sul do Loire. A diferença de temperatura entre o verão e o inverno é de cerca de 15 graus, mas varia de acordo com a proximidade do mar. Em geral, o clima é mais ameno no litoral do que no interior, mas as chuvas ocorrem com a mesma intensidade em ambos. Os Monts d'Arrée, apesar de sua baixa elevação, têm muito mais chuvas do que o restante da região. A costa sul, entre Lorient e Pornic, tem mais de 2.000 horas de sol por ano.

### Flora e fauna

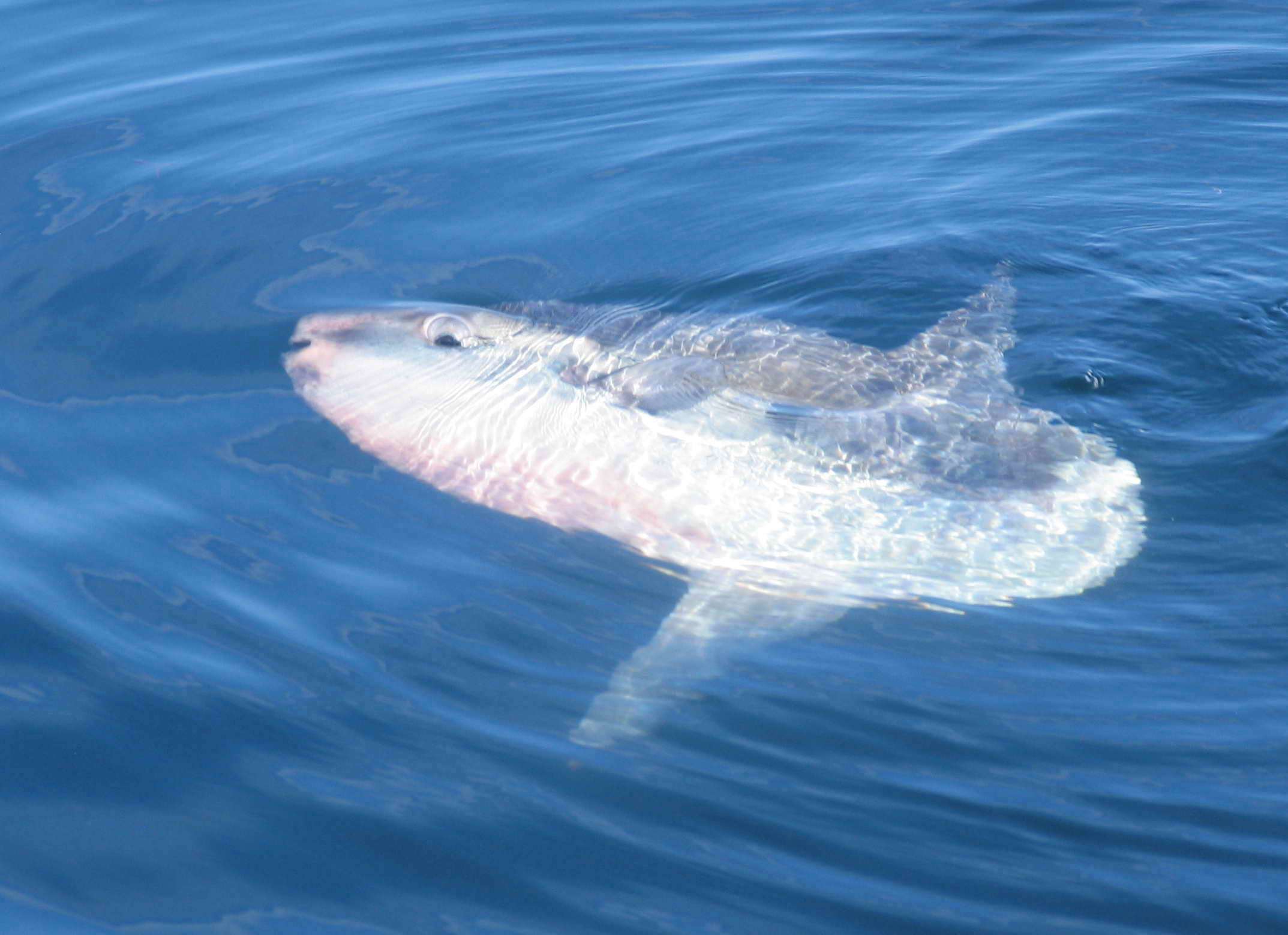
Um peixe-sol oceânico exibindo seu comportamento característico de aquecer-se horizontalmente a várias milhas de Penmarch

A vida selvagem da Bretanha é típica da França, com várias distinções. Por um lado, a região, devido ao seu longo litoral, tem uma rica fauna oceânica, e alguns pássaros não podem ser vistos em outras regiões francesas. Por outro lado, as espécies encontradas no interior são geralmente comuns na França e, como a Bretanha é uma península, o número de espécies é menor em sua extremidade oeste do que na parte leste.
Uma variedade de aves marinhas pode ser vista perto do litoral, que abriga colônias de corvos-marinhos, gaivotas, tordas-mergulheiras, gansos-patolas, airos e papagaios-do-mar do Atlântico. A maioria dessas aves se reproduz em ilhas e rochas isoladas e, portanto, são difíceis de serem observadas. O interior é o lar de espécies europeias comuns, incluindo faisões, andorinhas-das-chaminés, galinholas, andorinhão-preto e perdizes.

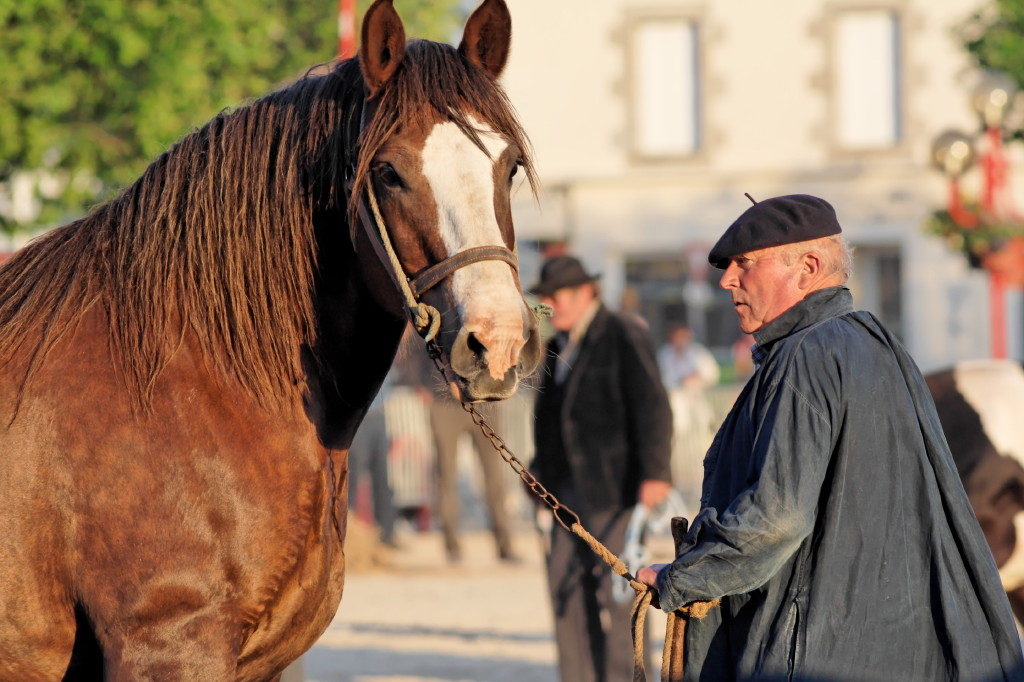
Um cavalo bretão

Assim como a Cornualha, o País de Gales e a Irlanda, as águas da Bretanha atraem animais marinhos, incluindo tubarões-peregrinos, focas-cinzentas, tartarugas-de-couro, golfinhos, botos, águas-vivas, caranguejos e lagostas. O robalo é comum ao longo da costa, os gatas vivem na plataforma continental, e os peixes-rato e os tamboris povoam as águas profundas. Entre os peixes de rio que se destacam estão a truta, o salmão do Atlântico, o lúcio, o sável e a lampreia. Os rios bretões também são o lar de castores e lontras e de algumas espécies americanas invasoras, como o ratão-do-banhado, que destrói o ecossistema e acelerou a extinção do vison-europeu.
Entre os invertebrados, a Bretanha é o lar do escargot de Quimper, do mexilhão perlífero de água doce e do lagostim de garras brancas. Os maiores mamíferos bretões morreram durante o período moderno, incluindo o lobo. Atualmente, os mamíferos de destaque incluem veados, javalis, raposas, lebres e várias espécies de morcegos.
A Bretanha é amplamente conhecida pelo cavalo bretão, uma raça local de cavalo de tração, e pelo cão Spaniel bretão. A região também tem suas próprias raças de gado, algumas das quais estão à beira da extinção: a Bretonne Pie Noir, a Froment du Léon, a Armorican e a Nantaise.
As florestas, dunas, charnecas e pântanos bretões abrigam diversas plantas icônicas, como as variedades endêmicas de cistus, aster e linaria, a hippocrepis comosa, e o lotus maritimus.

## Educação

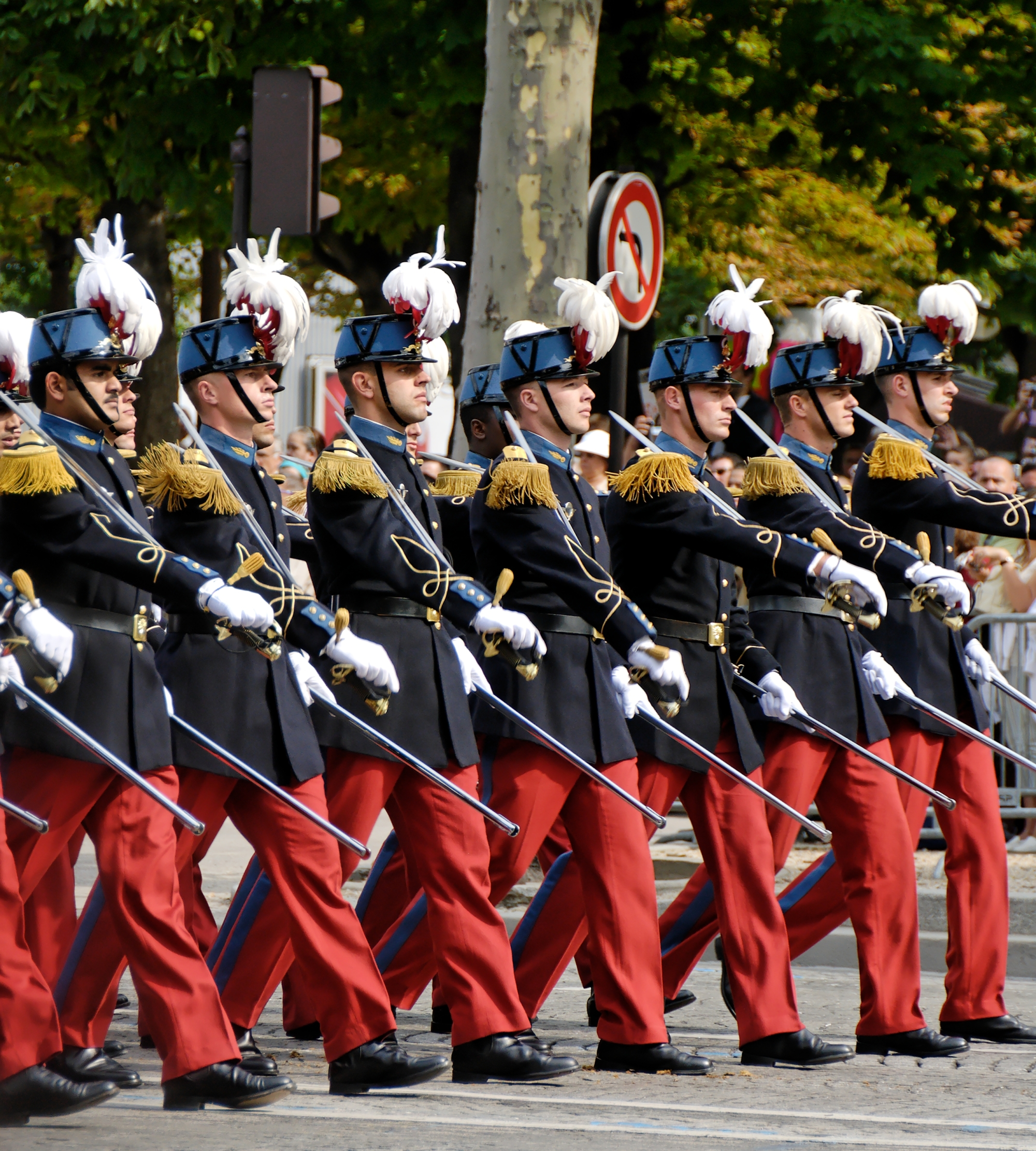
Um batalhão da academia militar de Saint-Cyr-Coëtquidan

A Bretanha tem o mesmo sistema educacional que o resto da França. Como em outras regiões francesas, a educação formal antes do século XIX era exclusividade da elite. Antes de 1460, a Bretanha não possuía uma universidade, e os estudantes bretões tinham que ir para Angers, Poitiers ou Caen. A Universidade de Nantes foi fundada sob o comando do duque Francisco II, que queria afirmar a independência bretã da França. Todas as disciplinas tradicionais eram ensinadas lá: artes, teologia, direito e medicina. Durante o século XVII, ela tinha cerca de 1.500 alunos. Ela entrou em declínio no século XVIII, principalmente porque Nantes estava prosperando com o comércio de escravos no Atlântico e não dava atenção às suas instituições culturais.
Um prefeito acabou pedindo que a universidade fosse transferida para Rennes, mais dedicada à cultura e à ciência, e as faculdades foram progressivamente transferidas para lá depois de 1735. A transferência foi interrompida pela Revolução Francesa, e todas as universidades francesas foram dissolvidas em 1793.
Napoleão reorganizou o sistema educacional francês em 1808. Ele criou novas universidades e inventou duas instituições de ensino secundário: os collèges e os lycées, que foram abertos em várias cidades para educar meninos e formar uma nova elite. Uma nova Universidade de Rennes foi progressivamente recriada durante o século XIX.
Nesse meio tempo, várias leis foram promovidas para abrir escolas, principalmente para meninas. Em 1882, Jules Ferry conseguiu aprovar uma lei que tornou a educação primária na França gratuita, não clerical (laica) e obrigatória. Assim, escolas gratuitas foram abertas em quase todos os vilarejos da Bretanha.

### Linguagem da humilhação
Jules Ferry também promoveu políticas educacionais estabelecendo o idioma francês como o idioma da República, e a educação obrigatória foi um meio de erradicar os idiomas e dialetos regionais. Na Bretanha, era proibido aos alunos falar bretão ou galo, e os dois eram fortemente depreciados. Práticas humilhantes destinadas a eliminar o idioma e a cultura bretões prevaleceram nas escolas públicas até o final da década de 1960.
Em resposta, as escolas Diwan foram fundadas em 1977 para ensinar o bretão por imersão. Elas ensinaram alguns milhares de jovens, desde o ensino fundamental até o ensino médio, e ganharam mais fama devido ao alto nível de resultados nos exames escolares.
Uma abordagem bilíngue também foi implementada em algumas escolas estaduais depois de 1979, e algumas escolas católicas fizeram o mesmo depois de 1990. Além disso, a Bretanha, com a região vizinha do País do Loire, continua sendo um reduto da educação privada católica, com cerca de 1.400 escolas.

### Outros institutos de ensino
Durante o século XX, a educação terciária foi desenvolvida com a criação da Escola Central de Nantes em 1919, da Universidade de Nantes em 1961, da ESC Bretagne Brest em 1962, da Universidade da Bretanha Ocidental em 1971, da Escola Nacional Superior das Telecomunicações da Bretanha em 1977 e da Universidade do Sul da Bretanha em 1995. A Universidade Católica do Oeste, com sede em Angers, também abriu turmas em várias cidades bretãs. Em 1969, a Universidade de Rennes foi dividida entre a Universidade de Rennes I e a Universidade de Rennes II - Alta Bretanha. Após a Segunda Guerra Mundial, a Escola Militar Especial de Saint-Cyr a principal academia militar francesa, estabeleceu-se em Coëtquidan.

## Economia

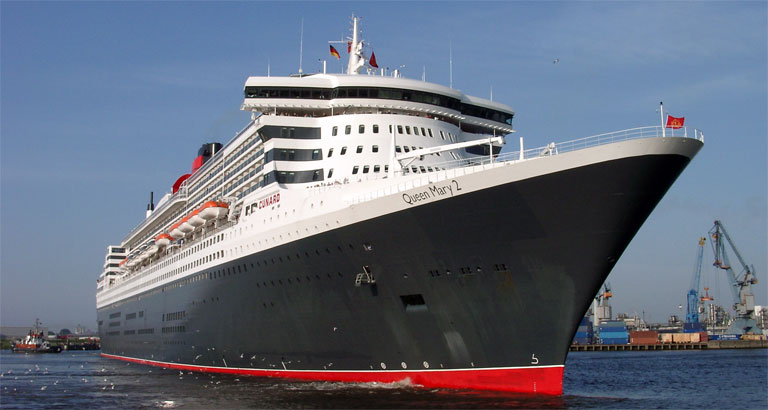
O RMS Queen Mary 2, que já foi o maior navio de passageiros do mundo, foi construído em Saint-Nazaire

A Bretanha, com exceção de algumas áreas como Lorient, Nantes e Saint-Nazaire, nunca foi muito industrializada. Atualmente, a pesca e a agricultura continuam sendo atividades importantes. A Bretanha tem mais de 40.000 fazendas, a maioria voltada para a criação de gado, suínos e aves, bem como para a produção de cereais e vegetais. O número de fazendas tende a diminuir, mas, como resultado, elas se fundem em propriedades muito grandes. A Bretanha é o principal produtor de vegetais da França (feijão verde, cebola, alcachofra, batata, tomate...). Os cereais são cultivados principalmente para alimentar o gado. O vinho, especialmente o muscadet, é produzido em uma pequena região ao sul de Nantes. A Bretanha é também a principal região da França para a pesca. A atividade emprega cerca de 15.000 pessoas, e mais de 2.500 empresas trabalham no processamento de peixes e frutos do mar.

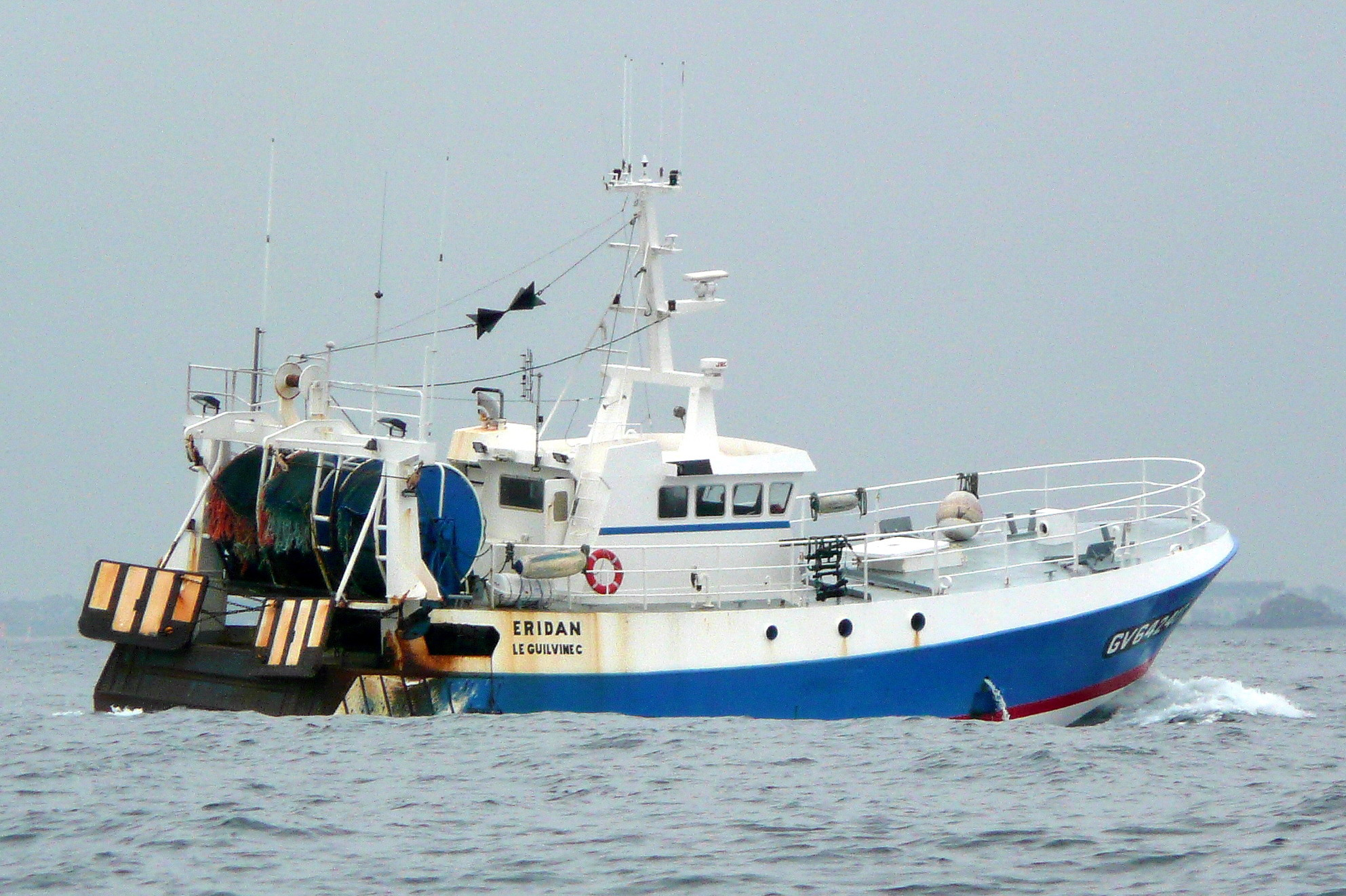
Um arrastão de Le Guilvinec

Embora relativamente novo, o setor bretão tem crescido constantemente desde 1980. O processamento de alimentos (carne, vegetais...) representa um terço dos empregos industriais, mas outras atividades também são importantes para a economia local. A construção naval, tanto comercial quanto militar, está implantada em Saint-Nazaire (Chantiers de l'Atlantique), Lorient e Brest; a Airbus tem fábricas em Saint-Nazaire e Nantes; e a Peugeot tem uma grande fábrica em Rennes. A Bretanha é a segunda maior região francesa em telecomunicações e a quinta em eletrônicos, duas atividades desenvolvidas principalmente em Rennes, Lannion e Brest. O turismo é particularmente importante para a costa marítima e a Bretanha é uma das regiões mais visitadas da França. Em abril de 2019, a seção de viagens do The Guardian incluiu duas localidades da Bretanha em sua lista de 20 dos mais belos vilarejos da França. Os dois eram Rochefort-en-Terre com "seu mercado coberto, igreja do século XII, castelo medieval, castelo do século XIX e mansões dos séculos XVI e XVII" e Locronan, onde "os escritórios da Companhia das Índias Orientais ainda estão na praça do vilarejo, bem como as residências dos comerciantes do século XVII".
A taxa de desemprego na Bretanha é mais baixa do que em outras regiões francesas e geralmente fica em torno de 6 ou 7% da população ativa. Devido à crise financeira global iniciada em 2007, o desemprego aumentou para 8,7% na região da Bretanha e 8,4% em Loire-Atlantique no final de 2012. No entanto, esses números permanecem abaixo da taxa nacional francesa (9,9% no mesmo período). Alguns setores, como construção, indústria, alimentação ou transporte, geralmente têm dificuldades para encontrar funcionários.
Em 2018, o produto interno bruto da Região da Bretanha atingiu 99 bilhões de euros. Foi a nona região mais rica da França e produziu 4% do PIB nacional. O PIB per capita bretão foi de cerca de 29.694 euros em 2018. Foi menor que o resultado francês, 30.266 euros, e abaixo do europeu, 30.900 euros. O PIB do departamento de Loire-Atlantique é de cerca de 26 bilhões de euros, e o PIB dos cinco departamentos históricos bretões seria de cerca de 108 bilhões de euros.

## Demografia

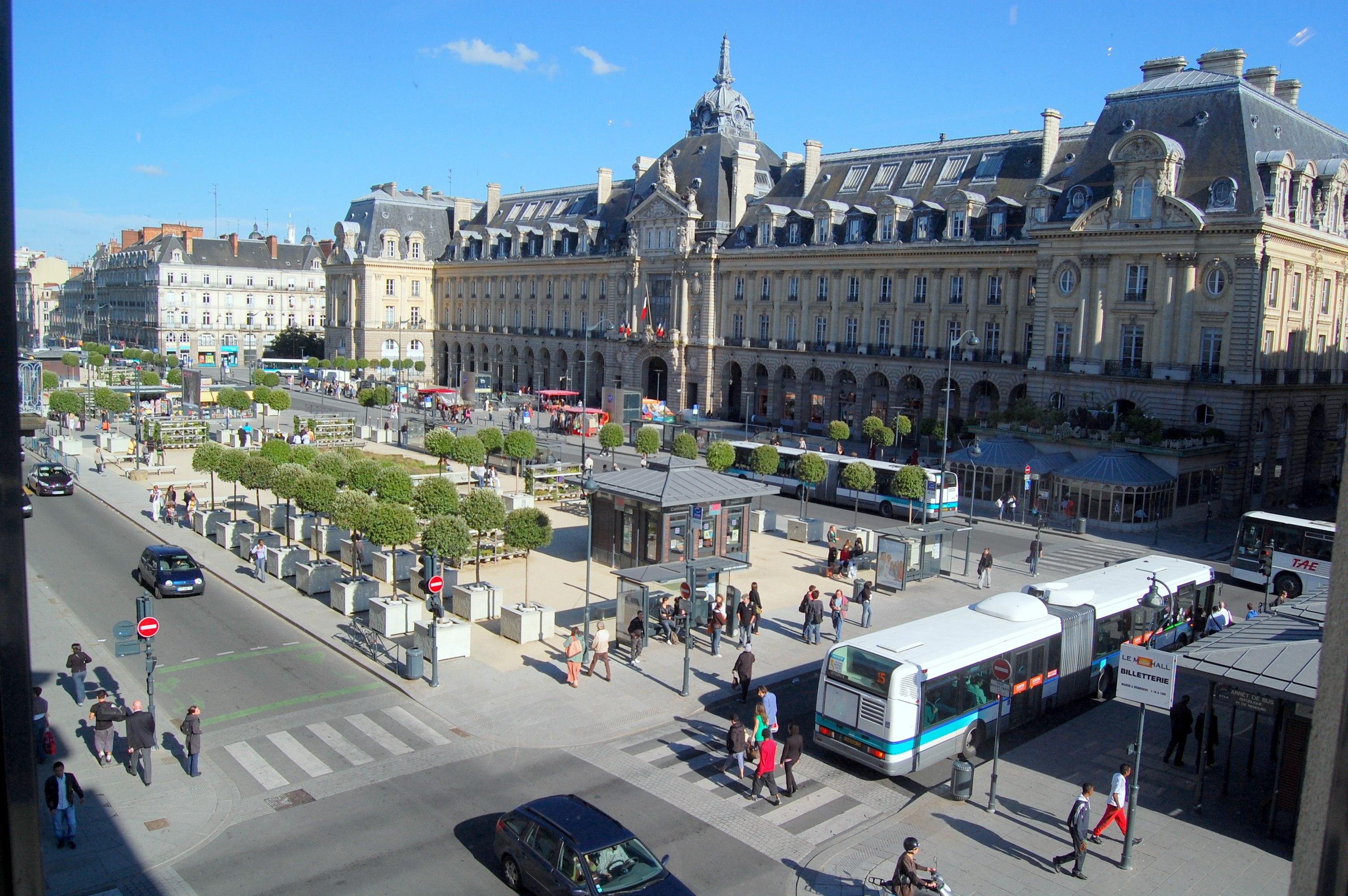
Rennes, a cidade mais populosa da região da Bretanha e a segunda da Bretanha histórica, atrás apenas de Nantes

Em 2017, a população da região da Bretanha foi estimada em 3.318.904 e Loire-Atlantique tinha cerca de 1.394.909 habitantes, portanto, a população histórica da Bretanha pode ser estimada em 4.713.813, a mais alta de sua história. A população da região da Bretanha cresceu 0,9% entre 1999 e 2000, e a taxa de crescimento atingiu mais de 1% em Ille-et-Vilaine e Morbihan. A região em torno de Rennes e o sul são as áreas mais atraentes, enquanto a população está diminuindo no centro e nas partes mais ocidentais. Embora a maioria das áreas metropolitanas esteja crescendo, as próprias cidades tendem a estagnar ou regredir, como Brest, Lorient, Saint-Brieuc e Saint-Malo. Em 2017, Ille-et-Vilaine tinha 1.060.199 habitantes, seguida por Finistère, com 909.028 habitantes, Morbihan, com 750.863 habitantes, e Côtes-d'Armor, com 598.814 habitantes.
As maiores cidades da Região da Bretanha em 2017 eram Rennes, com 216.815 habitantes, Brest 140.064, Quimper 62.985, Lorient 57.149, Vannes 53.352, Saint-Malo 46.097 e Saint-Brieuc 44.372. Todas as outras comunas tinham menos de 25.000 habitantes. A Bretanha também é caracterizada por um grande número de cidades pequenas, como Vitré, Concarneau, Morlaix ou Auray. Loire-Atlantique possui duas grandes cidades, Nantes, com 309.346 habitantes e uma área urbana que abrange 972.828, e Saint-Nazaire, com 69.993 habitantes. A população de Loire-Atlantique está crescendo mais rapidamente do que a da região da Bretanha e é o 12º departamento francês mais populoso. No entanto, desde a década de 1990, Rennes tem sido consistentemente classificada como uma das áreas metropolitanas de crescimento mais rápido da França.
Em 1851, a Bretanha tinha cerca de 2,7 milhões de habitantes e o crescimento demográfico permaneceu baixo até a segunda metade do século XX, principalmente devido a uma importante emigração. A Bretanha tinha 3,2 milhões de habitantes em 1962 e o crescimento se deveu principalmente a Loire-Atlantique e ao crescimento constante de Nantes. Sem os números do Loire-Atlantique, a população bretã era de apenas 2,4 milhões em 1962, quase inalterada em relação à sua população de 2,3 milhões em 1851. Após a década de 1960, toda a região teve um forte crescimento demográfico devido ao declínio da emigração tradicional para regiões francesas mais ricas. Em vez disso, a Bretanha se tornou atraente, principalmente para famílias, jovens aposentados e pessoas ativas com mais de 35 anos de idade.

### Identidade regional

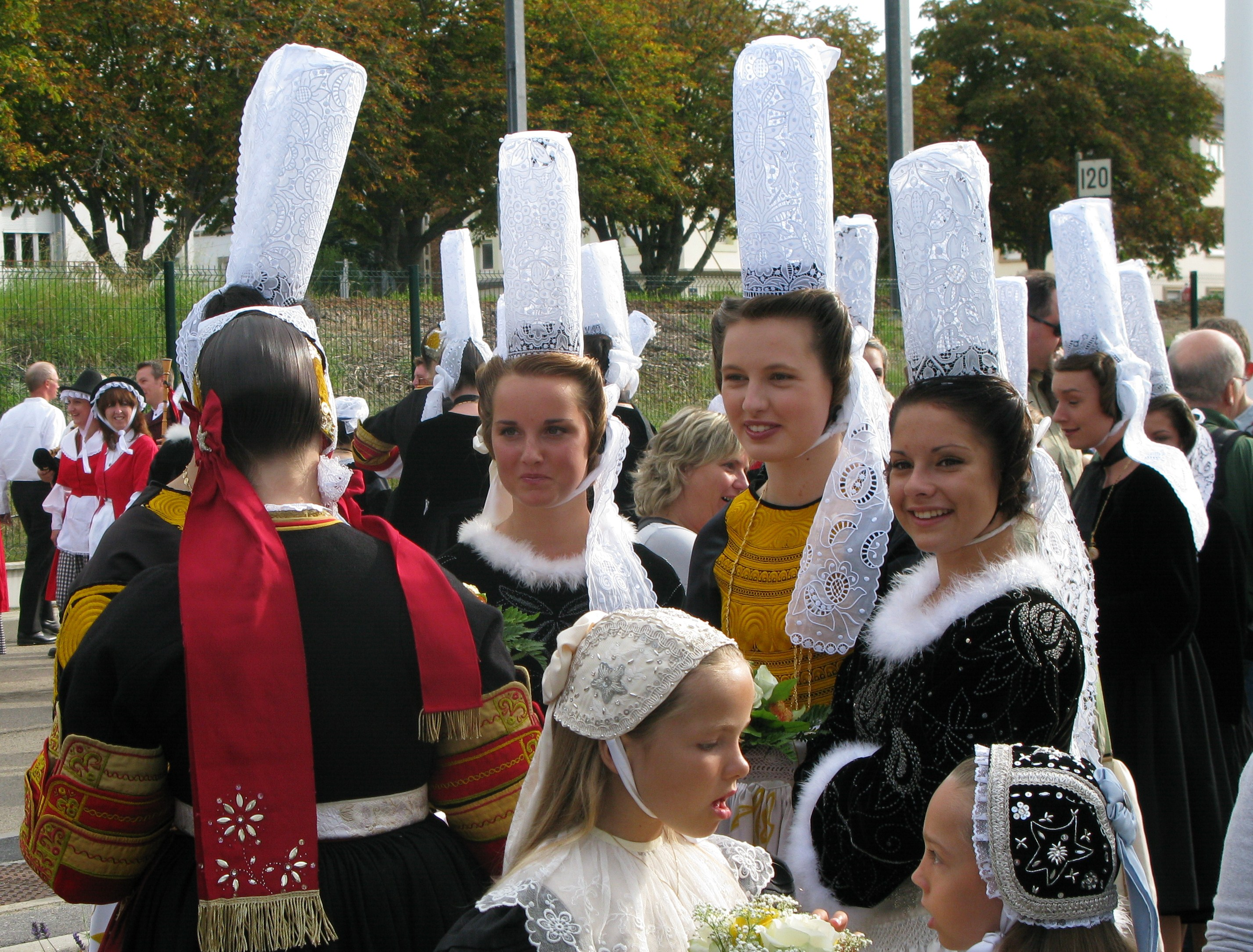
Mulheres bretãs usando o cocar distintivo bigouden, um dos símbolos da identidade bretã

Os partidos políticos bretões não têm amplo apoio e seu sucesso eleitoral é pequeno. Entretanto, os bretões têm uma forte identidade cultural. De acordo com uma pesquisa realizada em 2008, 50% dos habitantes da região da Bretanha se consideravam tanto bretões quanto franceses, 22,5% se sentiam mais bretões do que franceses e 15,4% mais franceses do que bretões. Uma minoria, 1,5%, se considerava bretã, mas não francesa, enquanto 9,3% não se consideravam bretões de forma alguma.
51,9% dos participantes da pesquisa concordaram que a Bretanha deveria ter mais poder político, e 31,1% acharam que deveria permanecer igual. Apenas 4,6% eram a favor da independência e 9,4% estavam indecisos.
Uma pesquisa de 2012 realizada nos cinco departamentos da Bretanha histórica mostrou que 48% dos entrevistados se consideravam pertencentes primeiramente à França, 37% à Bretanha e 10% à Europa. Ela também mostrou que a identidade bretã é mais forte entre as pessoas com menos de 35 anos. 53% delas consideram que pertencem primeiramente à Bretanha. 50% dos entrevistados mais velhos se consideram pertencentes primeiramente à França. A identidade bretã primária é a mais baixa entre os entrevistados com mais de 65 anos: 58% consideram que pertencem primeiro à França, com a identidade europeia em segundo lugar. 21% dos entrevistados com mais de 65 anos se consideram europeus em primeiro lugar. A autoidentificação bretã é mais forte entre as pessoas que votam na esquerda. É mais forte entre os empregados do que entre os empregadores.

### Idiomas regionais

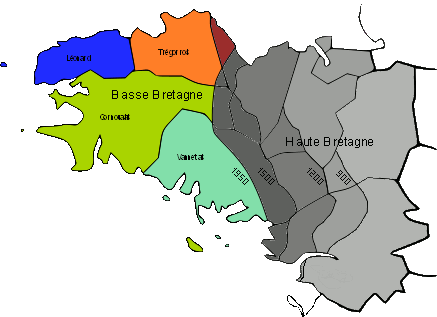
A Baixa Bretanha (em cores), onde o idioma bretão é tradicionalmente falado, e a Alta Bretanha (em tons de cinza), onde o idioma galo é tradicionalmente falado. A mudança de tons indica o avanço do galo e do francês, e o recuo do bretão a partir de 900

O francês, o único idioma oficial da República Francesa, é falado atualmente pela grande maioria dos habitantes da Bretanha, para os quais geralmente é sua língua materna. Entretanto, o francês não era amplamente conhecido na região antes do século XIX, e existem dois idiomas regionais na Bretanha: o bretão e o galo. Eles são separadas por uma fronteira linguística que tem recuado constantemente desde a Idade Média.
A fronteira atual vai de Plouha, no Canal da Mancha, até a Península de Rhuys, no Golfo de Biscaia. Devido a suas origens e práticas, o bretão e o galo podem ser comparados ao gaélico escocês e à língua escocesa na Escócia. Ambos foram reconhecidos como "langues de Bretagne" (idiomas da Bretanha) pelo Conselho Regional da Bretanha desde 2004.

#### Bretão

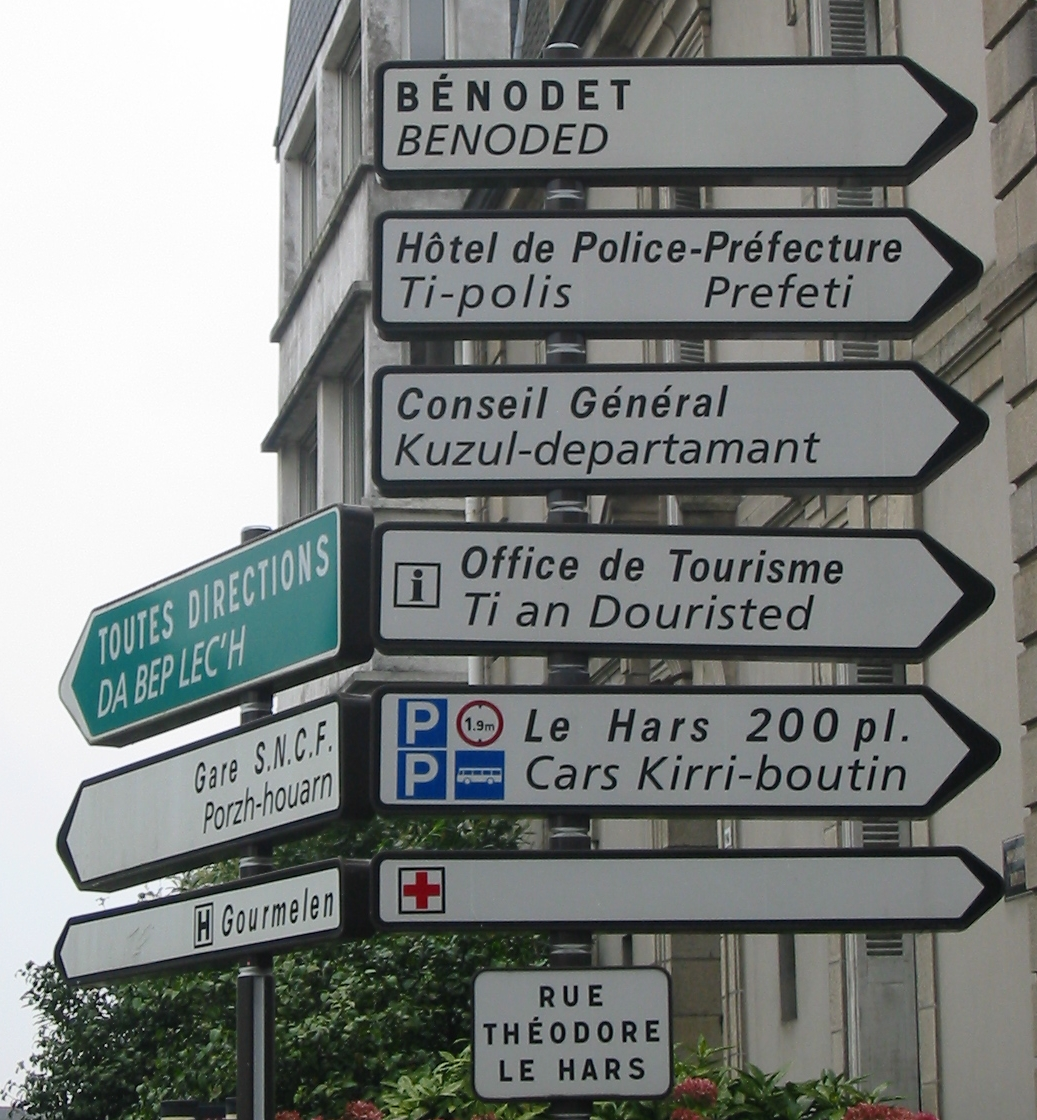
Placas de trânsito bilíngues podem ser vistas em áreas tradicionais de língua bretã

O bretão é uma língua celta derivada da língua britônica histórica e está intimamente relacionada ao córnico e ao galês. Foi importado para a Armórica Ocidental durante o século V pelos bretões que fugiam da invasão anglo-saxônica da Grã-Bretanha. O bretão continuou sendo o idioma da população rural, mas, desde a Idade Média, a burguesia, a nobreza e o alto clero falam francês.
As políticas governamentais dos séculos XIX e XX tornaram a educação obrigatória e, ao mesmo tempo, proibiram o uso do bretão nas escolas para forçar os não falantes de francês a adotar o idioma francês. No entanto, até a década de 1960, o bretão era falado ou compreendido por muitos dos habitantes do oeste da Bretanha. Na década de 1970, foram abertas escolas de bretão e as autoridades locais começaram a promover o idioma, que estava à beira da extinção porque os pais haviam parado de ensiná-lo aos filhos.
Tendo diminuído de mais de um milhão de falantes por volta de 1950 para cerca de 200.000 na primeira década do século XXI, dos quais 61% têm mais de 60 anos de idade, o bretão é classificado como "gravemente ameaçado" pelo Livro Vermelho das Línguas Ameaçadas. Entretanto, o número de crianças que frequentam aulas bilíngues aumentou 33% entre 2006 e 2012, chegando a 14.709.
O idioma bretão tem vários dialetos que não têm limites precisos, mas formam um continuum. A maioria deles é muito semelhante entre si, com apenas algumas diferenças fonéticas e lexicais. Os três principais dialetos falados no extremo oeste da Bretanha são:
- o Cornouillais, em torno de Quimper,
- o Léonard, ao redor de Saint-Pol-de-Léon, e
- o Trégorrois, ao redor de Tréguier, estão agrupados no grupo KLT (Kerne-Leon-Treger),

em oposição ao Vannetais, falado em torno de Vannes, que é o dialeto bretão mais diferenciado.
De acordo com uma pesquisa do INSEE de 1999, 12% dos adultos da Bretanha falam bretão.

#### Galo

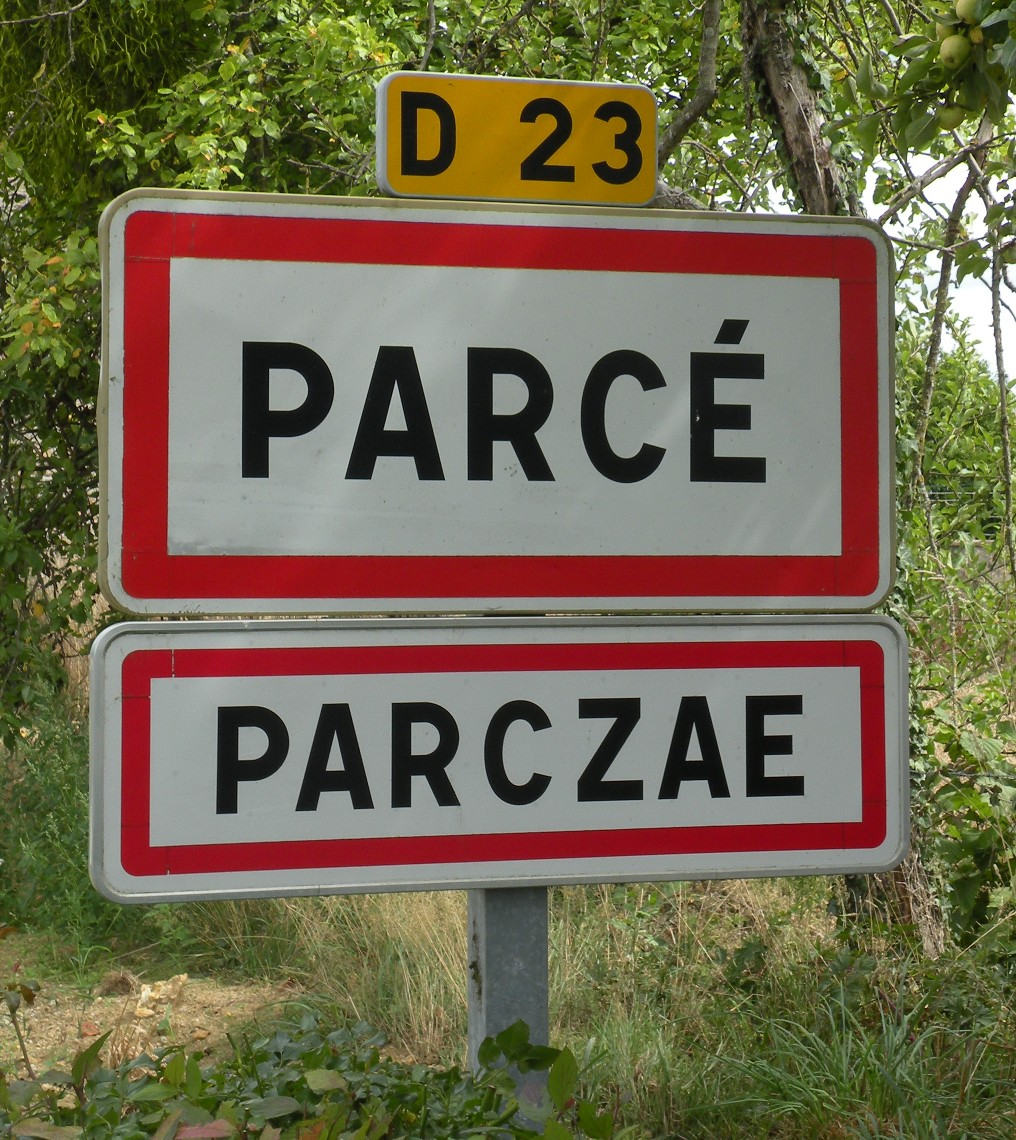
Os sinais em galo são muito raros e os sistemas de escrita que eles usam são desconhecidos pela maioria dos falantes

O galo é falado na metade oriental da Bretanha. Não se trata de uma língua celta. Como o francês, também é descendente do latim (e é classificado no ramo Línguas de oïl), mas tem algumas influências celtas, especialmente em seu vocabulário, enquanto o francês tem influências tanto do celta (gaulês) quanto do franco (a língua germânica que chegou depois do latim em grande parte do resto da França).
Ao contrário do bretão, o galo não tem uma longa história de promoção e ainda é frequentemente visto como um dialeto rural pobre. Além disso, devido à sua relação linguística com o galo, o francês se impôs mais facilmente como idioma principal na Alta Bretanha do que nas áreas de língua bretã. O galo era simplesmente considerado uma forma incorreta de falar francês, e não um idioma separado. A transmissão do galo de pais para filhos é extremamente baixa e os esforços para padronizar e publicar livros em galo não reverteram o declínio do idioma e sua falta de prestígio.
O galo também está ameaçado pelo renascimento da língua bretã, porque o bretão está ganhando terreno em territórios que antes não faziam parte da principal área de língua bretã e, acima de tudo, porque o bretão aparece como a língua nacional da Bretanha, não deixando lugar para o galo.
O galo nunca havia sido escrito antes do século XX, e vários sistemas de escrita foram criados. No entanto, eles raramente são conhecidos pela população e os sinais em galo são muitas vezes ilegíveis, mesmo para falantes fluentes. Em Loire-Atlantique, onde o galo não é promovido pelas autoridades locais, muitas pessoas nem mesmo conhecem a palavra galo e não têm ideia de que há sistemas de escrita e publicações.
Estima-se que a comunidade galo tenha entre 28.300 e 200.000 falantes. O idioma é ensinado de forma não obrigatória em algumas escolas, escolas de ensino médio e universidades, especialmente em Ille-et-Vilaine.

### Religião

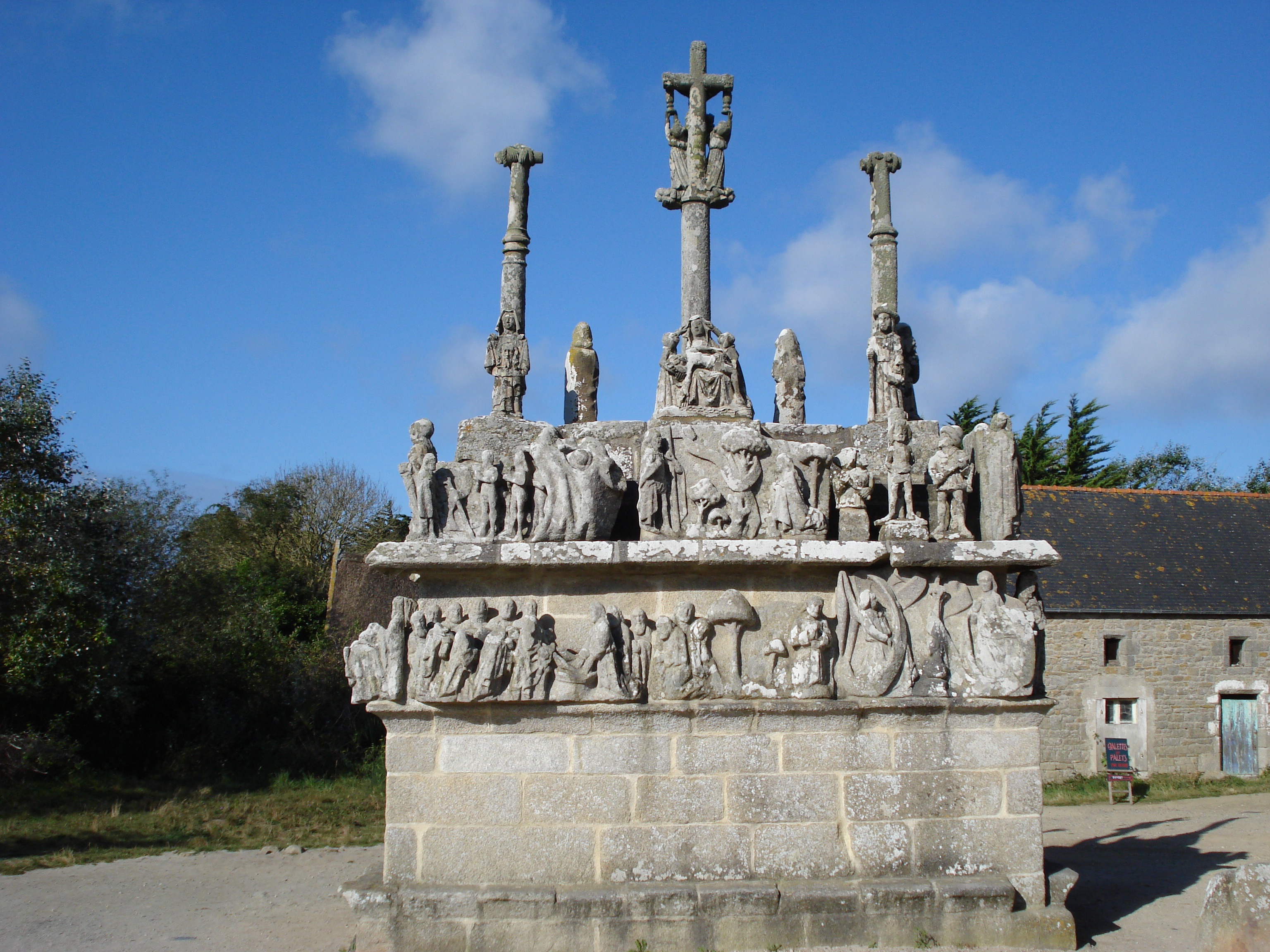
Os "cruzeiros" esculpidos podem ser encontrados em muitos vilarejos da Baixa Bretanha

Os bretões são majoritariamente católicos e a cristianização ocorreu durante a era romana gaulesa e franca. Durante a emigração britânica para a Bretanha, vários missionários cristãos, principalmente galeses, chegaram à região e fundaram dioceses. Eles são conhecidos como os "Sete santos fundadores":
- São Malo em Saint-Malo;
- São Sansão em Dol-de-Bretagne;
- São Brioco em Saint-Brieuc;
- São Tudual em Tréguier;
- São Paulo Aureliano em Saint-Pol-de-Léon;
- São Corentino em Quimper;
- São Padarno em Vannes.

Outros missionários antigos notáveis são Gildas e o santo irlandês Columbano. Os bretões reconhecem mais de 300 "santos" locais, embora apenas alguns sejam oficialmente aceitos pela Igreja Católica. Desde ao menos o século XIX, a Bretanha é conhecida como uma das regiões mais devotamente católicas da França, juntamente com a região vizinha de País do Loire. A proporção de alunos que frequentam escolas particulares católicas é a mais alta da França. A santa padroeira da Bretanha é Santa Ana, mãe da Virgem Maria, mas Santo Ivo de Kermartin, um padre do século XIII, chamado Saint-Yves em francês e Sant-Erwan em bretão, também pode ser considerado como seu padroeiro. Sua festa, em 19 de maio, é o dia nacional da Bretanha.

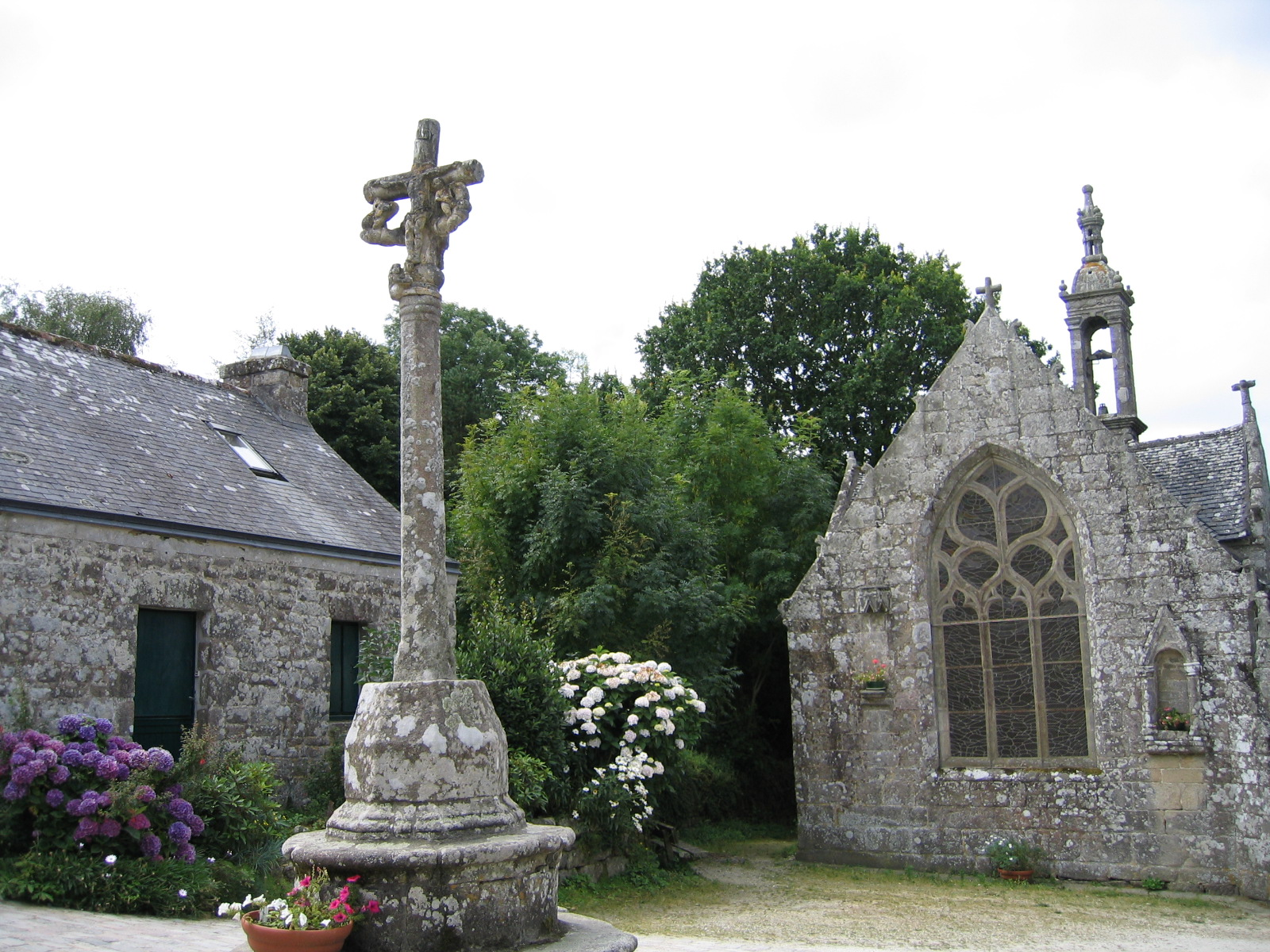
Uma capela e um calvário em Locronan, Finistère

Muitas tradições e costumes distintos também foram preservados na Bretanha. Entre eles, os "Pardons" ("perdões") são uma das demonstrações mais tradicionais do catolicismo popular. Essas cerimônias penitenciais ocorrem em alguns vilarejos da Baixa Bretanha no dia da festa do santo da paróquia. Os penitentes formam uma procissão e caminham juntos até um santuário, uma igreja ou qualquer lugar sagrado. Alguns perdões têm fama de serem longos, e todos terminam com grandes refeições e festas populares.

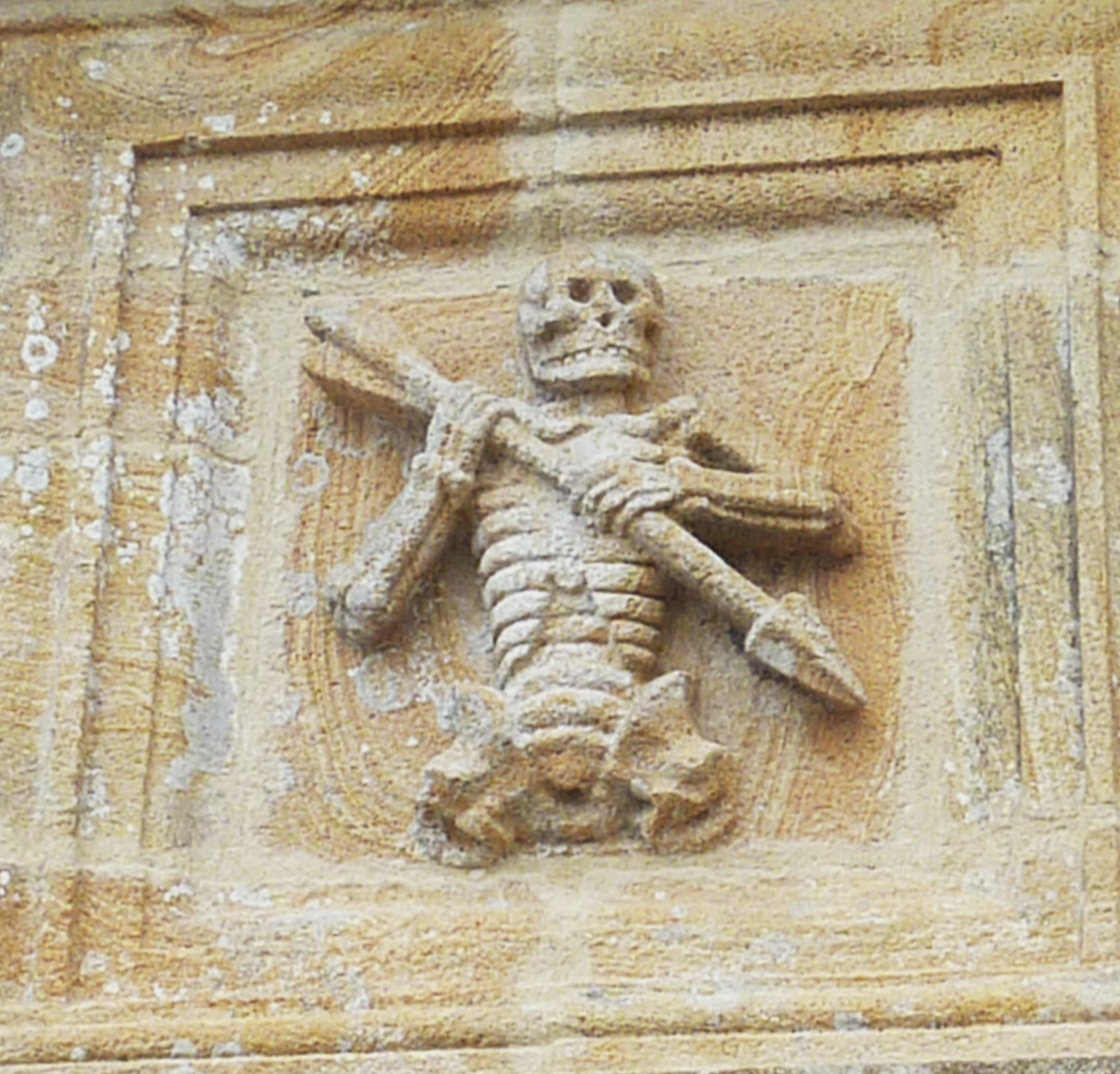
Um Ankou (servo da morte) esculpido em Ploudiry

Há uma peregrinação muito antiga chamada Tro Breizh ("passeio pela Bretanha"), em que os peregrinos caminham pela Bretanha do túmulo de um dos sete santos fundadores para outro. Historicamente, a peregrinação era feita em uma única viagem (uma distância total de cerca de 600 km) para todos os sete santos. Atualmente, no entanto, os peregrinos completam o circuito ao longo de vários anos. Em 2002, o Tro Breizh incluiu uma peregrinação especial ao País de Gales, fazendo simbolicamente a jornada inversa dos galeses Santo Paol, Brieg e Samsão.
A figura folclórica mais poderosa é o Ankou ou o "Ceifador da Morte". Às vezes, um esqueleto envolto em uma mortalha com o chapéu bretão, às vezes descrito como um ser humano de verdade (o último morto do ano, dedicado a levar os mortos para a Morte), ele faz suas viagens à noite carregando uma foice virada para cima, que ele joga diante de si para colher sua safra. Às vezes ele vai a pé, mas na maioria das vezes viaja com uma carroça, a Karrig an Ankou, puxada por dois bois e um cavalo magro. Dois servos vestidos com a mesma mortalha e chapéu do Ankou empilham os mortos na carroça, e ouvi-la ranger à noite significa que você tem pouco tempo de vida.
Como as estatísticas religiosas oficiais são proibidas na França, não há números oficiais sobre as práticas religiosas na Bretanha. Entretanto, pesquisas sucessivas mostram que a região tem se tornado mais não religiosa ao longo do tempo. O catolicismo começou a declinar após a Segunda Guerra Mundial, durante a urbanização da Bretanha. Uma pesquisa realizada em 2006 mostrou que Morbihan era o único departamento a ter uma forte população católica, com cerca de 70% de seus habitantes pertencendo a essa religião. Loire-Atlantique e Côtes-d'Armor estavam entre os departamentos franceses menos católicos, com apenas 50% da população praticando o catolicismo, enquanto Ille-et-Vilaine e Finistère tinham cerca de 65%. Outras religiões são quase inexistentes, com exceção do Islã, que é praticado por 1 a 3% dos habitantes de Ille-et-Vilaine e Loire-Atlantique.

## Cultura

### Arquitetura

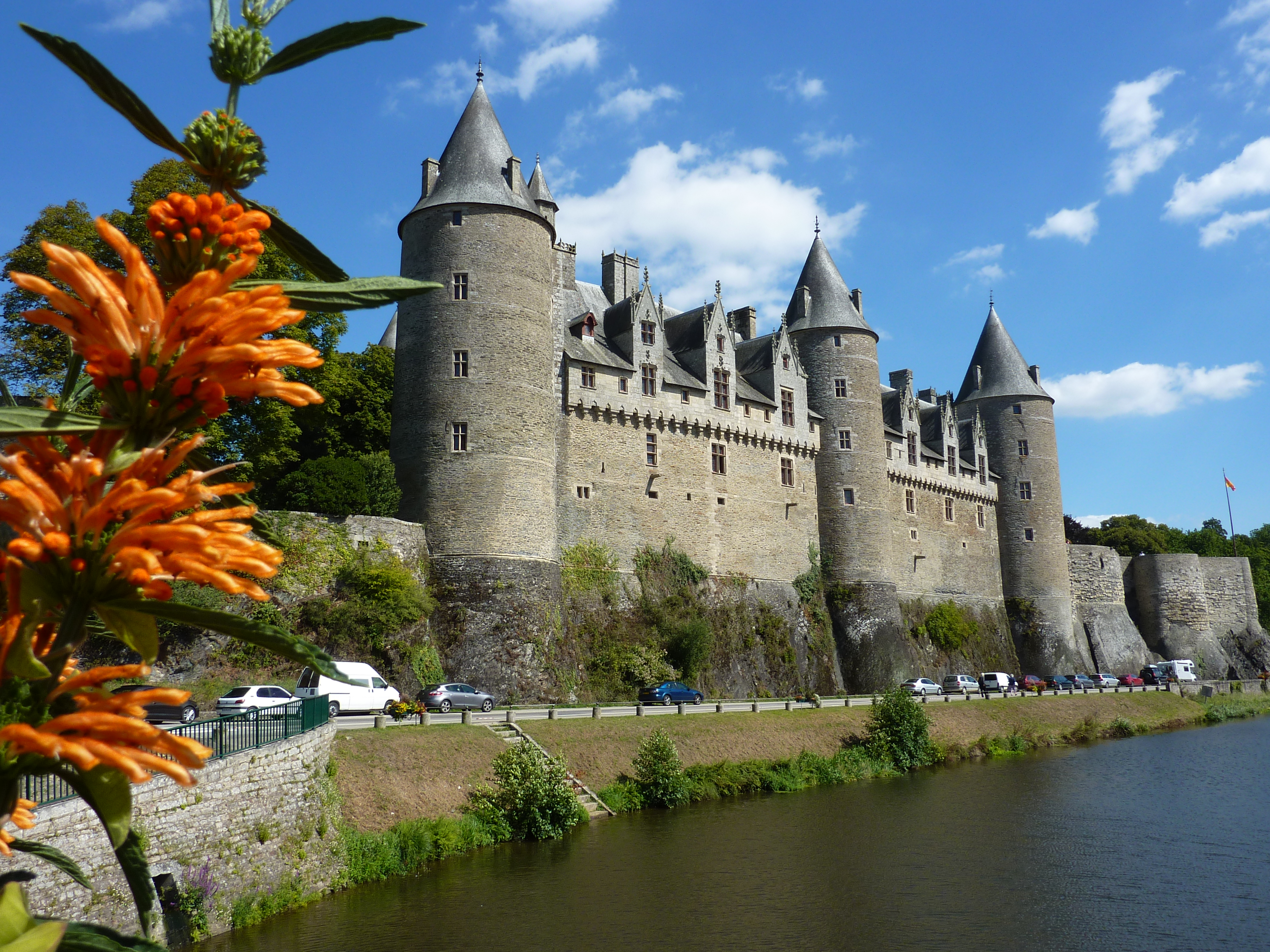
Castelo Josselin

A Bretanha é o lar de muitos monumentos megalíticos; as palavras "menir" e "dólmen" vêm do idioma bretão. Os maiores alinhamentos de menires são as rochas de Carnac. Outros locais importantes incluem os moledros de Barnenez, os megálitos de Locmariaquer, o menir de Champ-Dolent, a mamoa de Mane Braz e a tumba de Gavrinis. Os monumentos do período romano são raros, mas incluem um grande templo em Corseul e escassas ruínas de vilas e muralhas em Rennes e Nantes.
A Bretanha tem um grande número de construções medievais. Elas incluem inúmeras igrejas românicas e góticas francesas, geralmente construídas em arenito e granito locais, castelos e casas de enxaimel visíveis em vilarejos, vilas e cidades. Várias cidades bretãs ainda têm suas muralhas medievais, como Guérande, Concarneau, Saint-Malo, Vannes, Fougères e Dinan. As principais igrejas incluem a Catedral de Saint-Pol-de-Léon, a Catedral de Tréguier, a Catedral de Dol, a Catedral de Nantes e a Capela Kreisker. A maioria dos castelos bretões foi reconstruída entre os séculos XIII e XV, como o Château de Suscinio, o Château de Dinan, o Château de Combourg, o Château de Largoët, o Château de Tonquédec, o Castelo de Josselin e o Château de Trécesson. Dentre os castelos mais impressionantes estão o Château de Fougères, o Château de Vitré, o Château de Châteaubriant e o Château de Clisson.

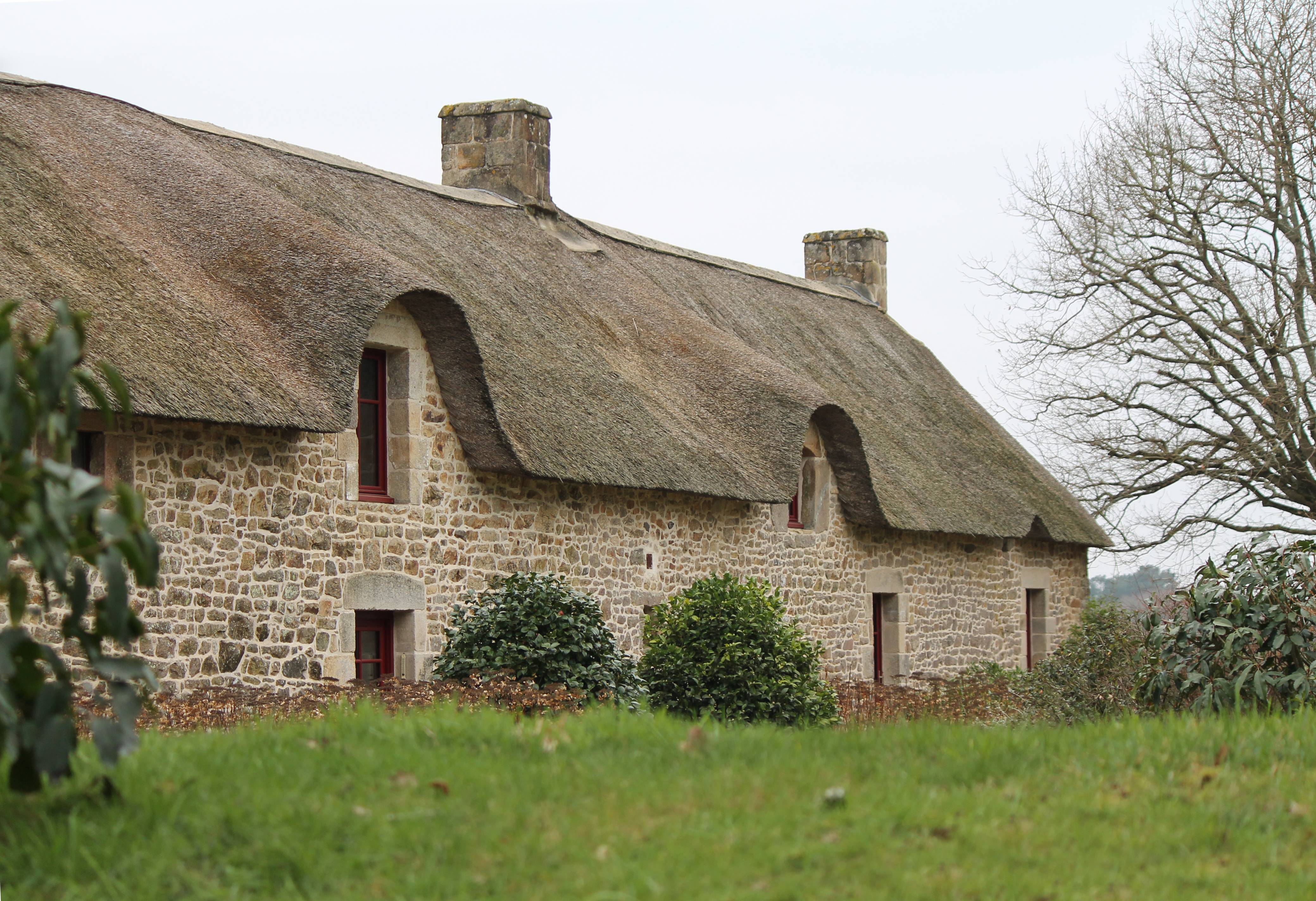
Uma casa tradicional em Plougoumelen

O Renascimento francês ocorreu quando a Bretanha perdeu sua independência. A arquitetura renascentista está quase ausente na região, exceto na Alta Bretanha. Os principais locais incluem o Château des ducs de Bretagne, a última residência permanente dos duques, que exibe a transição do estilo gótico tardio para o renascentista. O Château de Châteaubriant, uma antiga fortaleza, foi transformado em um vasto palácio em estilo italiano.

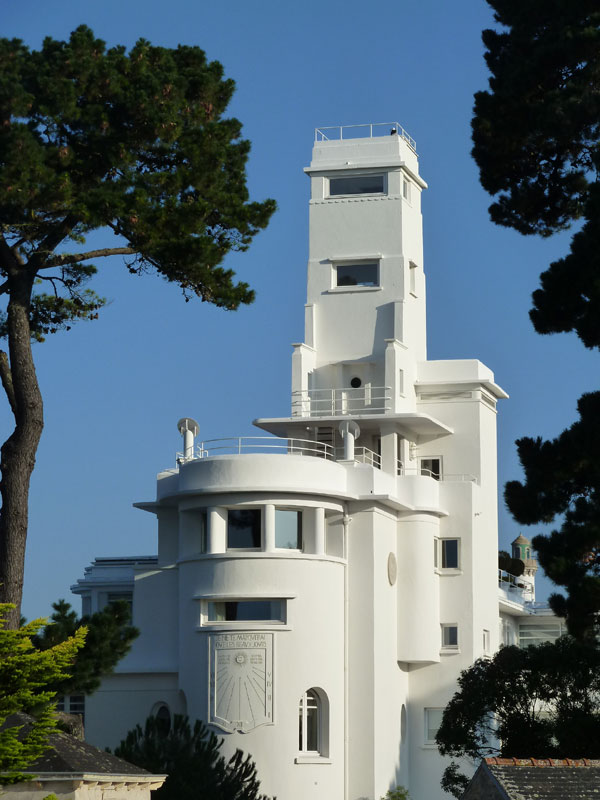
Uma vila Art Déco em Bénodet

Na Baixa Bretanha, o estilo medieval nunca desapareceu totalmente. Entretanto, as inovações locais permitiram algumas mudanças e o nascimento de um estilo particular. Sua característica mais marcante é o enclos paroissial, que exibe uma igreja elaboradamente decorada e cercada por um adro totalmente murado. Muitos vilarejos ainda possuem seus pátios, que datam dos séculos XVI e XVII e, às vezes, incluem uma escultura de cruzeiro elaboradamente entalhada.
Durante os séculos XVII e XVIII, os principais portos marítimos e cidades adquiriram uma aparência tipicamente francesa, com edifícios barrocos e neoclássicos. Nantes, que na época era o maior porto francês, recebeu um teatro, grandes avenidas e cais, e Rennes foi redesenhada após um incêndio em 1720. No mesmo período, os ricos armadores de Saint-Malo construíram muitas mansões chamadas malouinières ao redor de sua cidade. Ao longo da costa, Vauban e outros arquitetos franceses projetaram várias cidadelas, como em Le Palais e Port-Louis. Nas áreas rurais, as casas bretãs permaneciam simples, com um único andar e um padrão de casa longa. Elas eram construídas com materiais locais: principalmente granito na Baixa Bretanha e xisto na Alta Bretanha. Ardósias e juncos eram normalmente usados para o telhado. Durante o século XIX, a arquitetura bretã foi caracterizada principalmente pelo neogótico e pelo ecletismo. Clisson, a cidade bretã mais ao sul, foi reconstruída em um estilo romântico italiano por volta de 1820. Os faróis bretões foram construídos, em sua maioria, durante o século XIX. Os mais famosos são Ar Men, Phare d'Eckmühl, La Vieille e La Jument. O farol da Île Vierge é, com 77 metros, o mais alto da Europa.
No final do século XIX, vários resorts à beira-mar foram criados ao longo da costa e vilas e hotéis foram construídos nos estilos historicista, Art Nouveau e, mais tarde, Art Déco. Essas arquiteturas estão particularmente presentes em Dinard, La Baule e Bénodet. A arquitetura do século XX pode ser vista em Saint-Nazaire, Brest e Lorient, três cidades destruídas durante a Segunda Guerra Mundial e reconstruídas posteriormente, e nas obras dos arquitetos nacionalistas bretões, como James Bouillé e Olier Mordrel.

### Artes

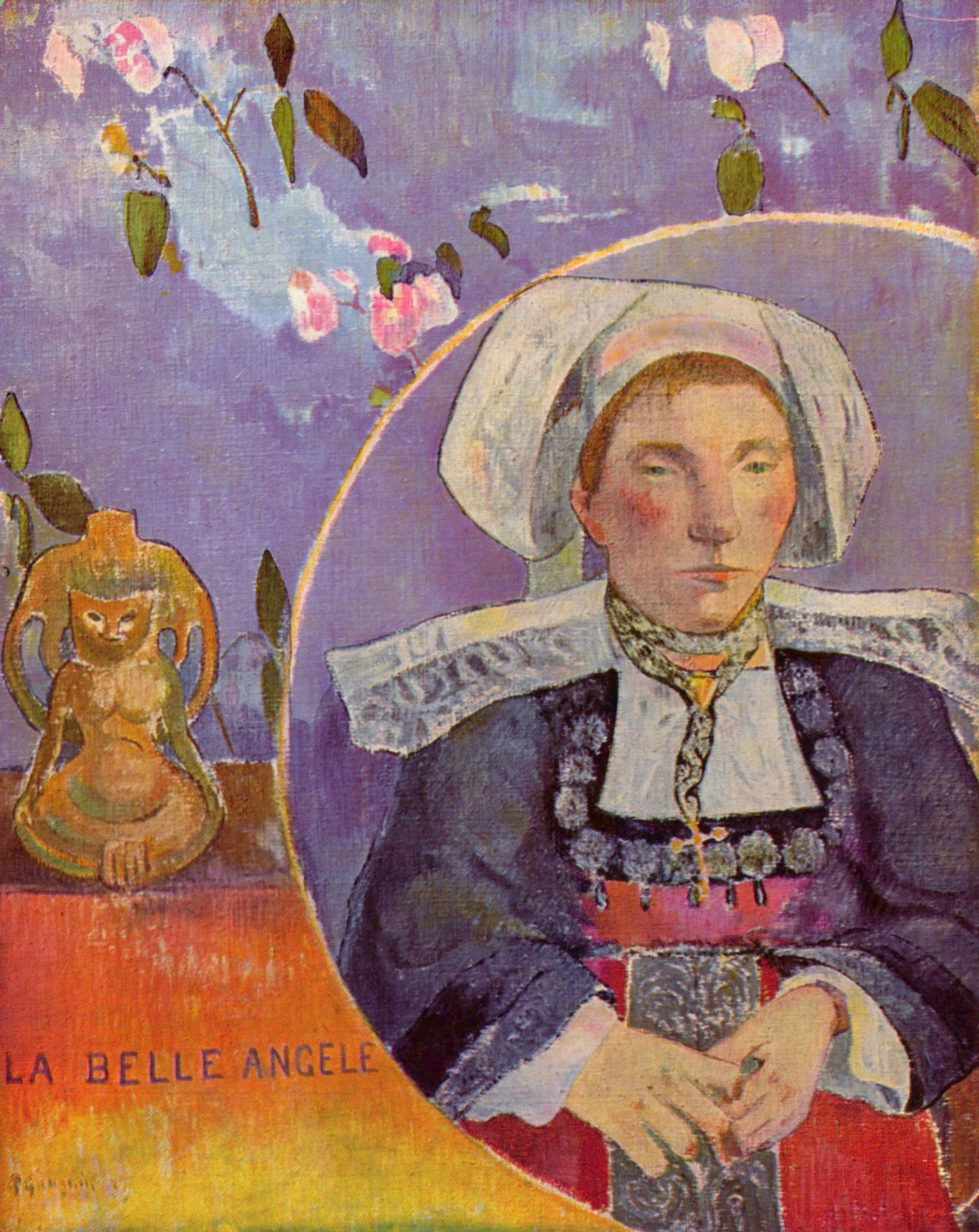
La Belle Angèle, de Paul Gauguin

Até o século XIX, o catolicismo era a principal inspiração para os artistas bretões. A região tem um grande número de retábulos barrocos, feitos entre os séculos XVII e XIX. Os escultores bretões também eram famosos por seus modelos de navios que serviam como ex-votos e por seus móveis ricamente decorados, que apresentam personagens bretões ingênuos e padrões tradicionais. A cama box é a peça de mobiliário bretão mais famosa. O estilo bretão teve um forte renascimento entre 1900 e a Segunda Guerra Mundial e foi usado pelo movimento Seiz Breur. Os artistas do Seiz Breur também tentaram inventar uma arte bretã moderna, rejeitando os padrões franceses e misturando técnicas tradicionais com novos materiais. Os principais artistas desse período foram o designer René-Yves Creston, os ilustradores Jeanne Malivel e Xavier Haas, e os escultores Raffig Tullou, Francis Renaud, Georges Robin, Joseph Savina, Jules-Charles Le Bozec e Jean Fréour.
A Bretanha também é conhecida por seu bordado, que pode ser visto em seus inúmeros modelos de toucas, e por sua produção de faiança, que começou no início do século XVIII. A faiança de Quimper é conhecida mundialmente por suas tigelas e pratos pintados à mão, e outras cidades, como Pornic, também mantêm uma tradição semelhante. As cerâmicas geralmente apresentam personagens bretões ingênuos em roupas tradicionais e cenas cotidianas. Os desenhos têm uma forte influência tradicional bretã, mas o orientalismo e o Art Déco também foram usados.
Devido à sua cultura distinta e à paisagem natural, a Bretanha inspirou muitos artistas franceses desde o século XIX. A Escola de Pont-Aven, que teve seus primórdios na década de 1850 e durou até o início do século XX, teve uma influência decisiva na pintura moderna. Os artistas que se estabeleceram lá queriam romper com o estilo acadêmico da École des Beaux-Arts e, mais tarde, com o impressionismo, quando este começou a declinar. Entre eles estavam Paul Gauguin, Paul Signac, Marc Chagall, Paul Sérusier e Raymond Wintz. Antes deles, a Bretanha também havia sido visitada por pintores acadêmicos e românticos, como Jean Antoine Théodore de Gudin e Jules Achille Noël, que procuravam paisagens marítimas dramáticas e tempestades.

### Música

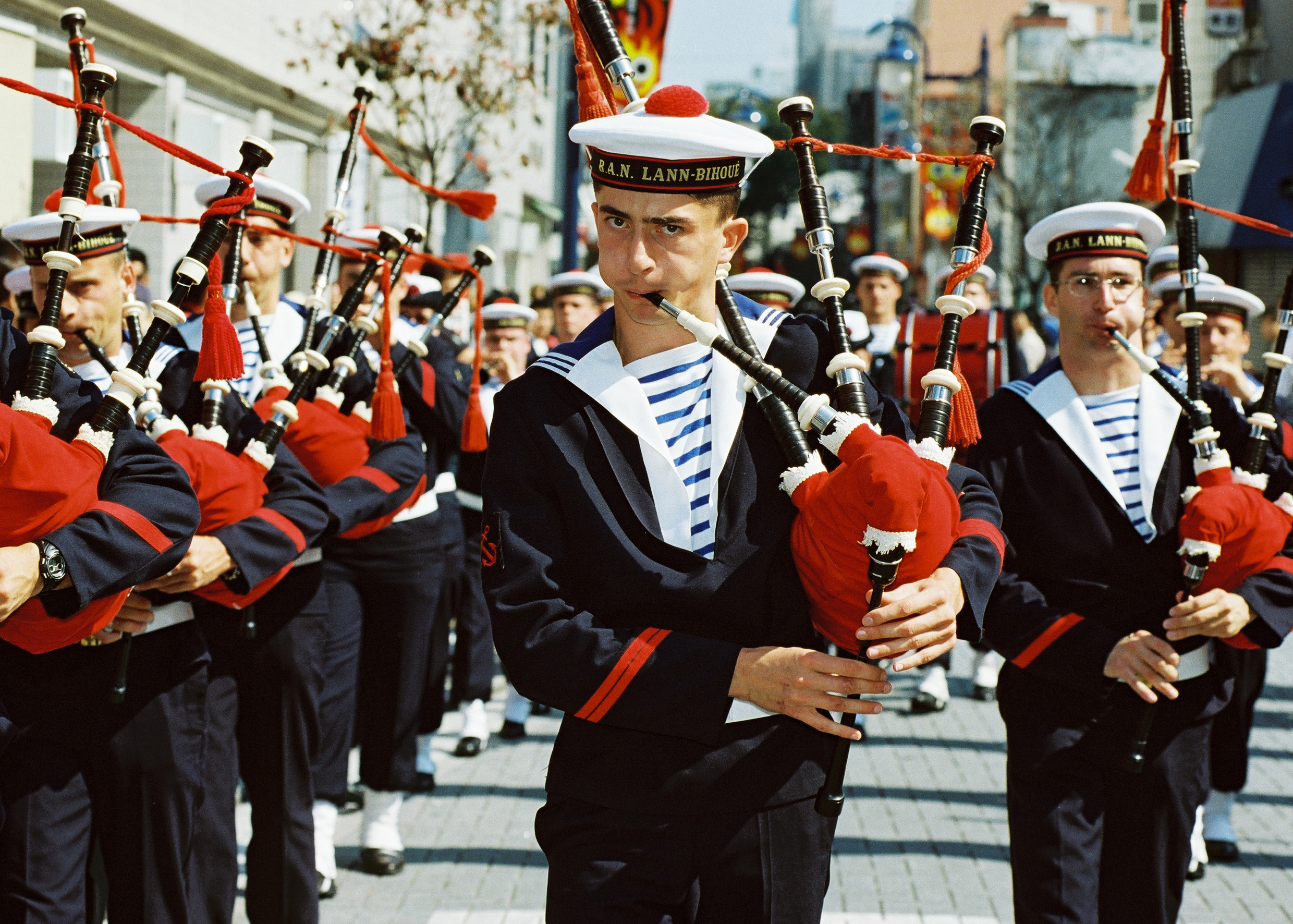
A bagad de Lann-Bihoué

Desde o início da década de 1970, a Bretanha experimentou um renascimento de sua música folclórica. Foram criados vários festivais, além de fest-noz (festas populares) menores. Os bagadoù, bandas compostas por gaitas de foles, bombardas e tambores (incluindo caixa), também são uma criação moderna, inspirada nas bandas de tubos escocesas. O bagadoù de Lann-Bihoué, um dos mais conhecidos, pertence à Marinha Francesa. É a única que não participa das competições anuais de bagadoù. A harpa celta também é comum, assim como os vocais e as danças. O Kan ha diskan é o tipo mais comum de canto. Os artistas cantam chamadas e respostas enquanto dançam. As danças bretãs geralmente implicam em círculos, correntes ou casais e são diferentes em cada região. As danças mais antigas parecem ser a passepied e a gavota, e as mais recentes derivam da quadrilha e das danças renascentistas francesas.
Na década de 1960, vários artistas bretões começaram a usar padrões contemporâneos para criar uma música pop bretã. Entre eles, Alan Stivell foi o que mais contribuiu para popularizar a harpa celta e a música bretã no mundo. Ele também usou o rock and roll americano em seus trabalhos e influenciou bandas bretãs dos anos 1970, como Kornog, Gwerz e Tri Yann, que reviveram canções tradicionais e as tornaram populares em toda a França. Soldat Louis é a principal banda de rock bretã, e os cantores bretões incluem Gilles Servat, Glenmor, Dan Ar Braz, Yann-Fañch Kemener, Denez Prigent, Nolwenn Korbell e Nolwenn Leroy. O grupo de hip hop Manau, de Paris, tem fortes inspirações bretãs e celtas.
Yann Tiersen, que compôs a trilha sonora de Le fabuleux destin d'Amélie Poulain, a banda de electro Yelle e a cantora de vanguarda Brigitte Fontaine também são da Bretanha. O compositor do século XIX, Louis-Albert Bourgault-Ducoudray, foi um dos primeiros compositores da Europa Ocidental a ser influenciado pelo que hoje é conhecido como world music.
Em 2022, Alvan e Ahez foram selecionados para representar a França no Festival Eurovisão da Canção de 2022. Sua música, Fulenn, é cantada inteiramente em bretão e fala sobre a lenda de Katel Kollet, uma senhora que dança com o diabo.

### Lendas e literatura

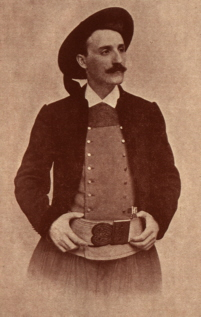
O cantor e compositor Théodore Botrel vestido com roupas tradicionais da Bretanha

A Bretanha está intimamente associada à Matéria da Bretanha e ao Rei Artur. De acordo com Wace, Brocéliande está localizada na Bretanha e, atualmente, é considerada a floresta de Paimpont. Lá, as ruínas de um castelo cercado por um lago são associadas à Dama do Lago, diz-se que um dólmen é a tumba de Merlin e um caminho é apresentado como o Vale Sem Retorno da fada Morgana. Também é dito que Tristão e Isolda viveram na Bretanha. Outra grande lenda bretã é a história de Ys, uma cidade engolida pelo oceano.
A literatura bretã antes do século XIX era predominantemente oral. A tradição oral mantida pelos poetas medievais desapareceu durante o século XV e os livros em bretão eram muito raros antes de 1850. Naquela época, os escritores locais começaram a coletar e publicar contos e lendas locais e escreveram obras originais. Publicada entre 1925 e a Segunda Guerra Mundial, a revista literária Gwalarn favoreceu uma literatura bretã moderna e ajudou a traduzir romances amplamente conhecidos para o bretão. Após a guerra, a revista Al Liamm prosseguiu com essa missão. Entre os autores que escrevem em bretão estão Auguste Brizeux, um poeta romântico, o bardo neodruídico Erwan Berthou, Théodore Hersart de La Villemarqué, que coletou as lendas locais sobre o Rei Artur, Roparz Hemon, fundador da Gwalarn, Pêr-Jakez Helias, Glenmor, Pêr Denez e Meavenn.
A literatura bretã inclui romances históricos do século XIX de Émile Souvestre, diários de viagem de Anatole Le Braz, poemas e romances de Charles Le Goffic, as obras do cantor e compositor Théodore Botrel e do escritor marítimo Henri Queffélec. A Bretanha também é o local de nascimento de muitos escritores, como François-René de Chateaubriand, Júlio Verne, Ernest Renan, Félicité Robert de Lamennais e Pierre Abélard Max Jacob, Alfred Jarry, Victor Segalen, Xavier Grall, Jean Rouaud, Irène Frain, Herve Jaouen, Alain Robbe-Grillet, Pierre-Jakez Hélias, Tristan Corbière, Paul Féval, Jean Guéhenno, Arthur Bernède, André Breton, Patrick Poivre d'Arvor.
Os quadrinhos de Asterix, ambientados na época de Júlio César e escritos na segunda metade do século XX, se passam na Armórica, atual Bretanha.

### Museus
O Museu da Bretanha, localizado em Rennes, foi fundado em 1856. Suas coleções são dedicadas principalmente à história da região. Os museus dedicados à pré-história e aos megálitos locais estão localizados em Carnac e Penmarch, enquanto várias cidades, como Vannes e Nantes, têm um museu que apresenta sua própria história.
O Museu de Belas Artes de Rennes possui uma grande coleção de antiguidades egípcias, gregas e romanas, além de desenhos e gravuras de Domenico Ghirlandaio, Parmigianino, Albrecht Dürer e Rembrandt. Sua coleção de arte francesa reúne obras de Georges de La Tour, François Boucher, Paul Gauguin, Auguste Rodin, Camille Corot e Robert Delaunay. Também possui obras de Pablo Picasso, Rubens, Peter Lely e Paolo Veronese. As coleções do Museu de Belas Artes de Nantes são mais dedicadas à arte moderna e contemporânea e contêm obras de Edward Burne-Jones, Jean-Auguste-Dominique Ingres, Eugène Delacroix, Gustave Courbet, Paul Signac, Tamara de Lempicka, Wassily Kandinsky, Max Ernst, Pierre Soulages e Piero Manzoni. Os Museus de Belas Artes de Brest e Quimper oferecem coleções semelhantes, com grandes quantidades de pinturas francesas, juntamente com as obras de alguns artistas italianos e holandeses. O Museu de Belas Artes de Pont-Aven é dedicado à Escola de Pont-Aven. Esculturas contemporâneas podem ser vistas no parque ao redor do Château de Kerguéhennec, em Bignan.
Os museus em Saint-Malo, Lorient e Douarnenez são dedicados a navios, tradições marítimas e história. O Musée national de la Marine tem um grande anexo em Brest e um submarino está aberto aos visitantes em Lorient. Na mesma cidade, também é possível visitar o Keroman Submarine Museum e a Cité de la voile Éric Tabarly, um museu dedicado à navegação. Em Saint-Nazaire, onde muitos navios transatlânticos foram construídos, incluindo o SS Normandie e o SS France, um museu que mostra os interiores dos transatlânticos foi instalado em uma base da Segunda Guerra Mundial. Nantes tem um museu dedicado a Júlio Verne, um Museu de História Natural e um museu de arqueologia e design, o Musée Dobrée.

### Festivais

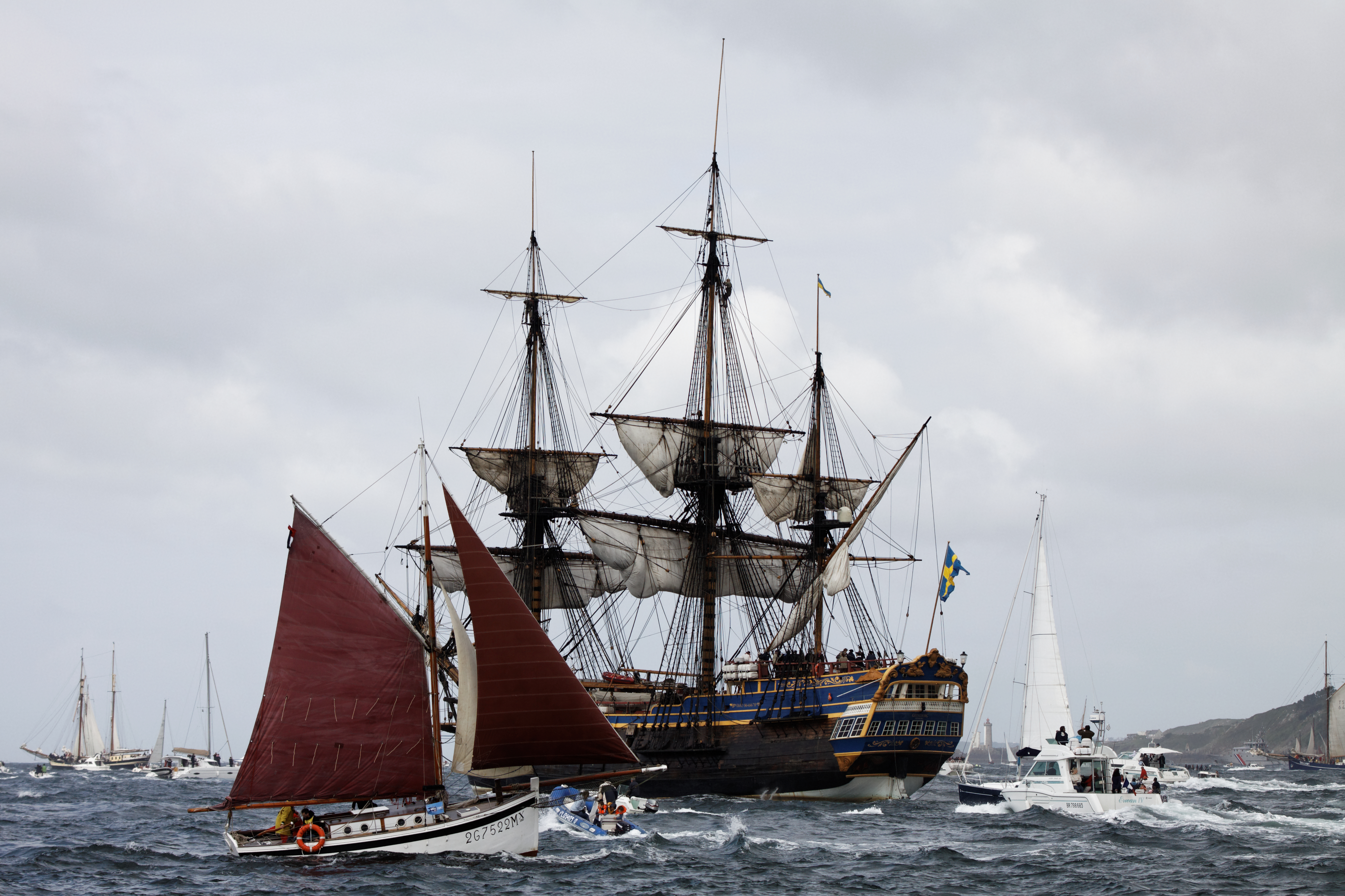
A réplica do navio Götheborg no encontro de navios altos de Brest em 2012

A Bretanha tem um calendário vibrante de festivais e eventos. Ela abriga alguns dos maiores festivais de música contemporânea da França, como o La Route du Rock em Saint-Malo, o Vieilles Charrues em Carhaix, o Rencontres Trans Musicales em Rennes, o Festival du Bout du Monde em Crozon, o Hellfest em Clisson e o Astropolis em Brest. O Festival Interceltique de Lorient recebe todos os anos participantes de todas as nações celtas e suas diásporas. La Folle Journée, em Nantes, é o maior festival de música clássica da França.
A cultura bretã é destacada durante a Fête de la Bretagne, que ocorre em muitos lugares no dia de Saint-Yves (19 de maio), e durante o Festival de Cornouaille em Quimper. Várias cidades também organizam encenações históricas e eventos que celebram as tradições locais, como o Filets Bleus em Concarneau, que celebra a pesca.
A Bretanha também tem alguns festivais de cinema, como o Three Continents Festival, em Nantes. O festival internacional de ficção científica Utopiales é realizado na mesma cidade. Brest e Douarnenez organizam grandes encontros de navios altos (consulte Brest Maritime Festival).

### Esporte

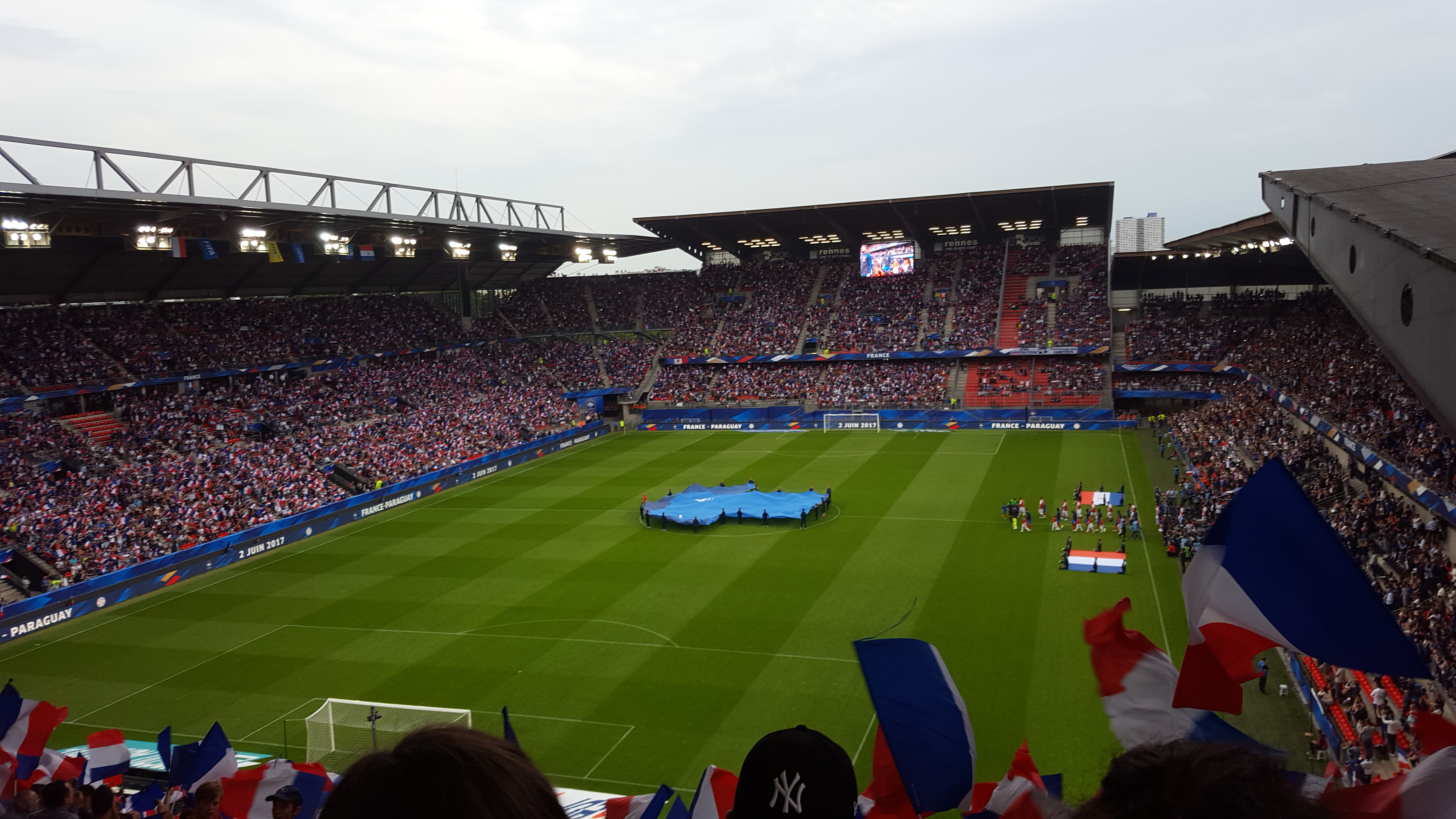
Roazhon Park em Rennes

O futebol, o ciclismo e a vela são os três esportes mais populares na Bretanha. Os principais times de futebol são o F.C. Nantes, o Stade Rennais F.C., o F.C. Lorient, o Stade Brestois 29, o Vannes OC e o En Avant de Guingamp. Os jogadores de futebol profissionais da região também formam a equipe nacional de futebol da Bretanha, que às vezes joga com equipes nacionais.
Vários bretões venceram o Tour de France: Bernard Hinault, Louison Bobet, Jean Robic e Lucien Petit-Breton como ciclistas, e Cyrille Guimard como diretor esportivo.
A navegação é particularmente importante para balneários como La Trinité-sur-Mer, Pornichet, Concarneau, Lorient e as îles de Glénan, onde há uma escola de prestígio. Um grande número de bretões se tornou marinheiro de renome, como: Éric Tabarly, Loïck Peyron, Jean Le Cam, Michel Desjoyeaux, Olivier de Kersauson, Thomas Coville, Vincent Riou e Marc Pajot. A Route du Rhum, a Transat Québec-Saint-Malo e o Jules Verne Trophy são as principais competições de vela bretã. As etapas do Solitaire du Figaro geralmente começam na Bretanha.
Gouren, um estilo de luta popular, é o esporte bretão mais popular. O boule bretonne está relacionado à petanca. O palets, comum na Alta Bretanha e em outras regiões francesas, também está relacionado à petanca, mas os jogadores usam discos de ferro em vez de bolas e precisam jogá-los em uma tábua de madeira.
O futebol gaélico também é um esporte em crescimento na região, com equipes de clubes e uma equipe de "condado" da Associação Atlética Gaélica (GAA) representando a Bretanha contra outros "condados" europeus, como a Galiza.

### Culinária

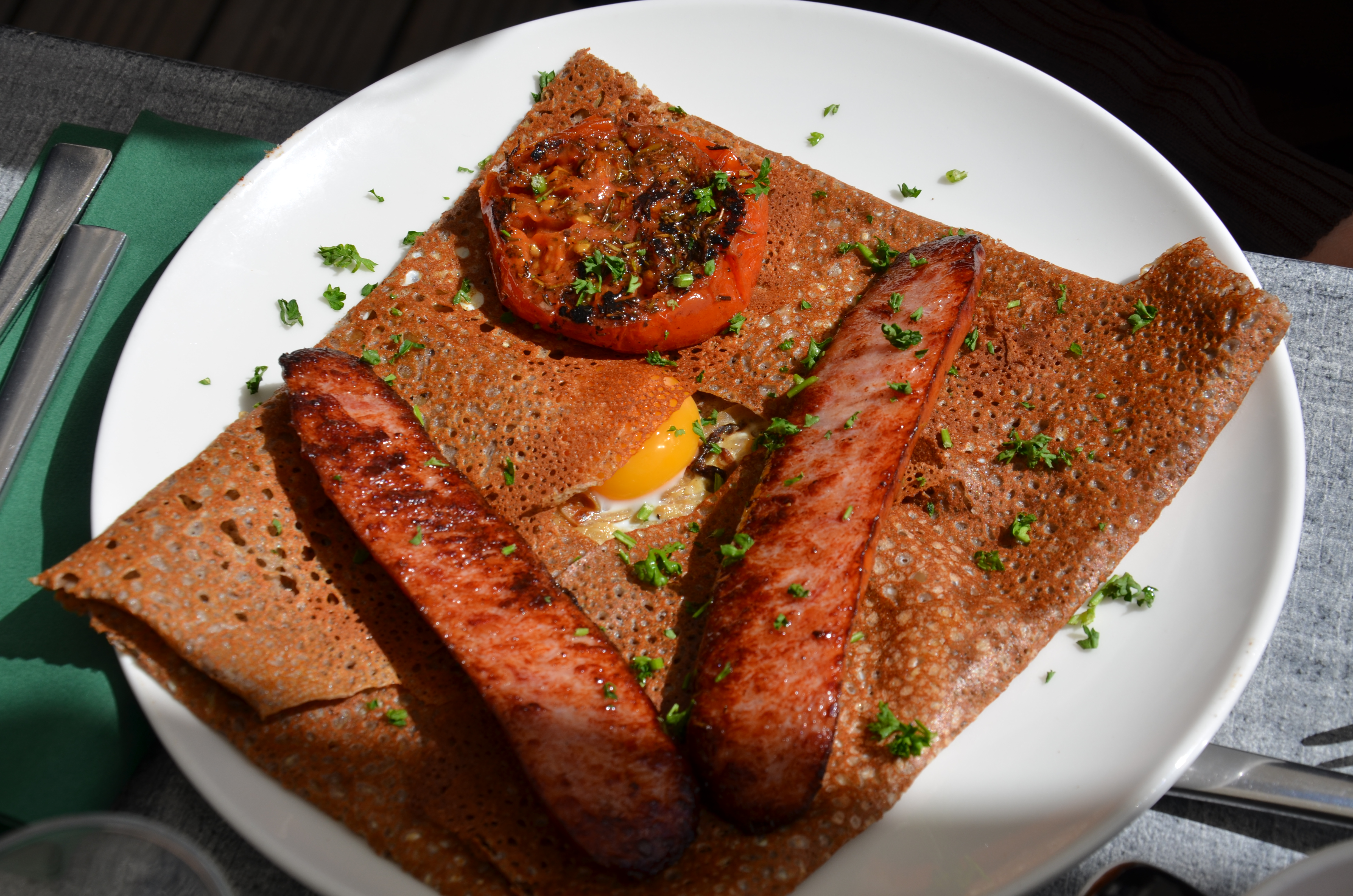
Galettes servidas com ovos e salsichas

Embora os vinhos brancos muscadet e gros plant sejam produzidos ao sul do Loire, a bebida tradicional da Bretanha é a sidra. A Bretanha é a segunda maior região produtora de sidra da França. A sidra bretã é tradicionalmente servida em uma tigela ou xícara. A Bretanha também tem uma longa tradição de fabricação de cerveja, cujas raízes remontam ao século XVII. Jovens cervejeiros artesanais estão mantendo viva uma variedade de tipos de cerveja, como a Coreff de Morlaix, Tri Martolod e Britt. Os álcoois mais fortes incluem o chouchen, uma espécie de hidromel feito com mel silvestre, e um eau de vive (aguardente) de maçã chamado lambig.
Os crepes e as galetes são os dois pratos bretões mais conhecidos. Os crepes, feitos e servidos com manteiga, são consumidos como sobremesa e as galetes são geralmente salgadas e feitas com trigo sarraceno. Tradicionalmente, elas substituíram o pão como alimento básico e podem ser servidas com queijo, linguiça, bacon, cogumelos ou ovos. Podem ser acompanhados de leitelho bretão chamado lait ribot. A Bretanha também tem um prato semelhante ao pot-au-feu conhecido como kig ha farz, que consiste em carne de porco ou de vaca cozida com bolinhos de trigo sarraceno.
Cercada pelo mar, a Bretanha oferece uma grande variedade de frutos do mar e peixes frescos, especialmente mexilhões e ostras. Entre as especialidades de frutos do mar está um ensopado de peixe chamado cotriade. O molho beurre blanc, inventado em Saint-Julien-de-Concelles, perto de Nantes, é frequentemente servido com peixe. A Bretanha também é conhecida por seu sal, colhido principalmente em Guérande e usado em caramelos de manteiga e leite. A região é notável por suas fábricas de biscoitos, muitas cidades têm suas próprias fábricas: Quimper, Lorient, Pont-Aven, Saint-Brieuc, BN e LU em Nantes, La Trinitaine em La Trinité-sur-Mer e Galettes Saint-Michel em Saint-Michel-Chef-Chef. Eles geralmente fazem seus biscoitos com manteiga salgada e os vendem em caixas de metal. Entre os doces bretões famosos estão o kouign amann ("bolo de manteiga" em bretão), feito com massa de pão e grandes quantidades de manteiga e açúcar, e o far, uma espécie de pudim doce de Yorkshire geralmente feito com ameixas.

## Transporte

### Viário

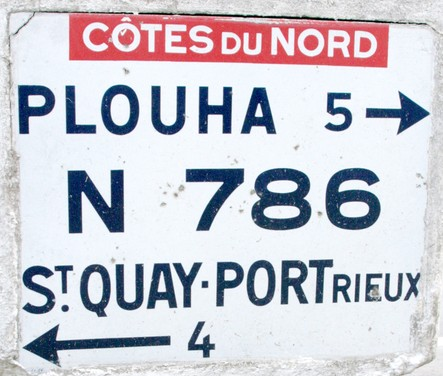
Uma placa de sinalização antiga na Route Nationale 786 em Tréveneuc

Até a década de 1970, a rede rodoviária da Bretanha era precária, pois o transporte marítimo e ferroviário prevalecia. O presidente francês Charles de Gaulle implementou um grande plano de construção de estradas na década de 1970, e a Bretanha recebeu mais de 10 bilhões de francos de investimentos durante 25 anos. Mais de 10.000 km de autoestradas foram construídos, permitindo que o transporte rodoviário bretão se multiplicasse por quatro. As rodovias bretãs não têm pedágio, ao contrário das rodovias francesas comuns.

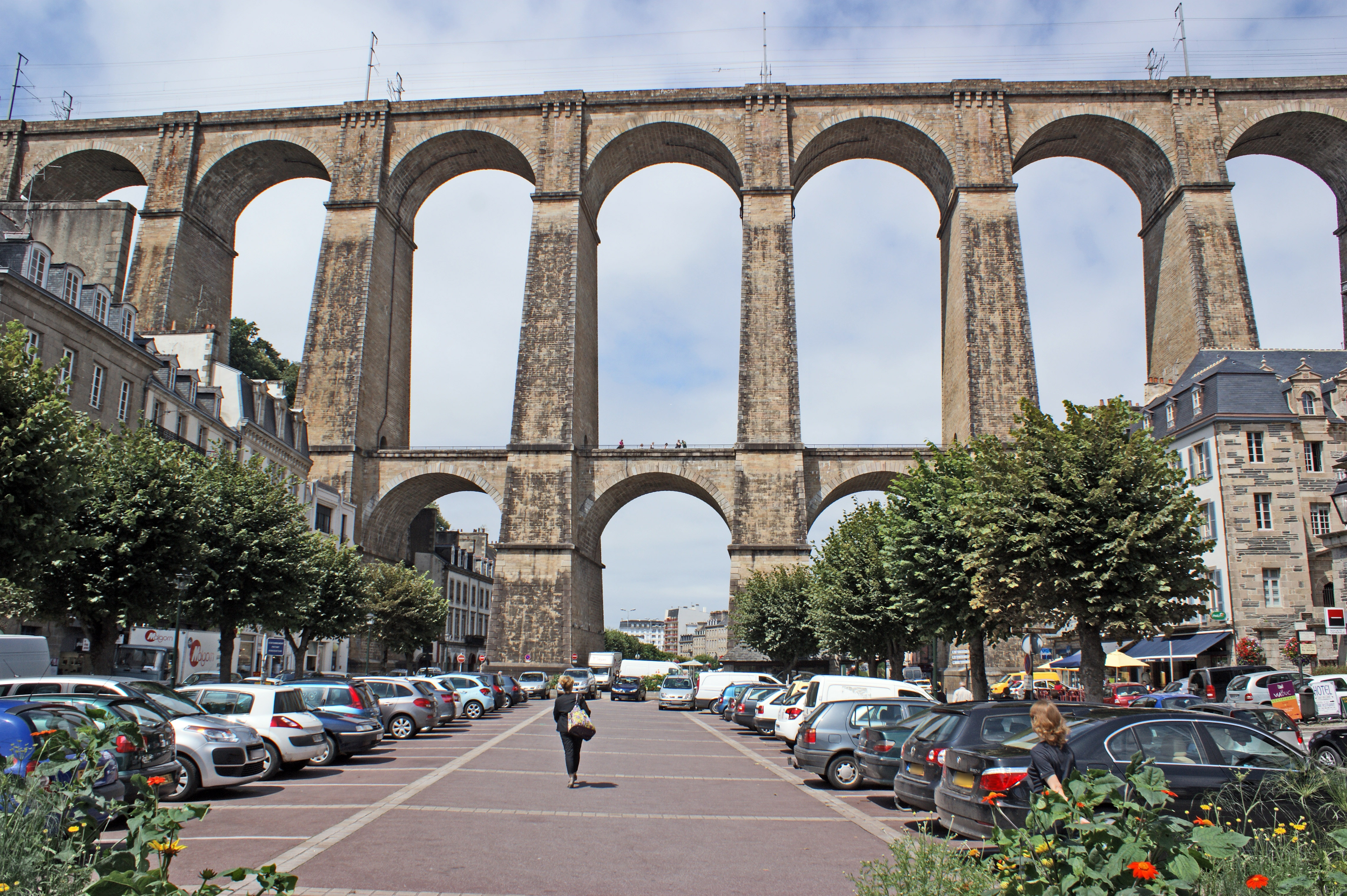
O viaduto ferroviário de Morlaix é um dos mais altos da França

A principal via rodoviária que liga as cidades e outros assentamentos ao longo da costa norte é a Route Nationale 12, que conecta as cidades de Rennes, Saint-Brieuc, Morlaix e Brest. Ela também fornece uma ligação para o sul da Normandia, terminando em Paris. No sul da Bretanha, a Route Nationale 165 desempenha um papel semelhante ao longo da costa sul, fornecendo conexões entre Nantes, Vannes, Lorient, Quimper e Brest. A Route Nationale 164 cruza o centro da península e conecta Rennes a Loudéac, Carhaix e Châteaulin, e a Route Nationale 166 liga Rennes a Vannes. A Route Nationale 137 fornece conexões entre Saint-Malo, Rennes e Nantes e termina em Bordeaux.

### Aéreo
O maior aeroporto da Bretanha é o Aeroporto Nantes Atlantique. Os destinos atendidos incluem o Reino Unido, a Itália, a Alemanha, a Irlanda e o Marrocos. O Aeroporto Brest Bretagne é o segundo maior aeroporto da Bretanha. Ele é seguido por Rennes - Saint-Jacques, Lorient South Brittany e Dinard - Saint-Malo. O aeroporto de Saint-Brieuc - Armor opera voos entre a Bretanha e as Ilhas do Canal. Outros aeroportos menores operam voos domésticos em Quimper e Lannion.

### Ferroviário
A Bretanha está em duas grandes linhas de TGV, uma que liga Paris a Nantes e Le Croisic, na costa sul, e outra que liga Paris a Rennes e Brest. Uma extensão do LGV Atlantique, que para em Le Mans, foi concluída em 2017, levando a linha até Rennes. Essa extensão é conhecida como LGV Bretagne-Pays de la Loire. Os serviços de TGV também ligam a região às principais cidades da França, como Lyon, Estrasburgo, Marselha e Lille. Os serviços regionais são operados pela TER Bretagne, fornecendo conexões entre pequenas cidades, como Vannes, Carhaix, Roscoff e Paimpol. A TER Bretagne também gerencia linhas de ônibus e conexões entre Rennes e Nantes. A TER Pays de la Loire opera trens entre Nantes e cidades menores em Loire-Atlantique.

### Marítimo

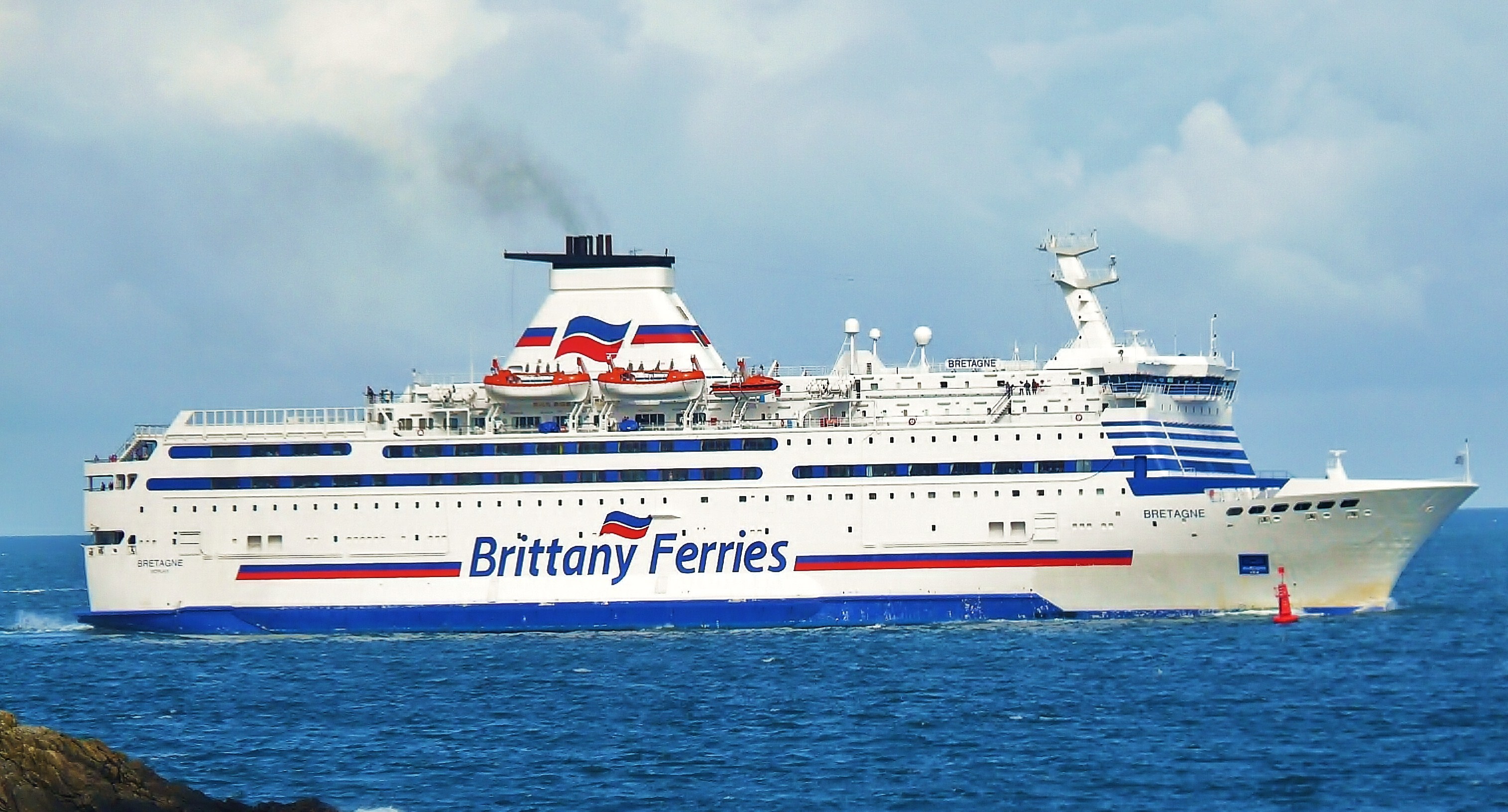
O Brittany Ferries MS Bretagne ao largo de Saint-Malo

Há serviços de balsa que transportam passageiros, veículos e cargas para a Irlanda, o Reino Unido e as Ilhas do Canal. As principais empresas são a Brittany Ferries, que opera linhas entre Plymouth e Roscoff, Portsmouth e Saint-Malo, e Roscoff e Cork. A Irish Ferries opera a rota Rosslare-Roscoff e a Condor Ferries liga Saint-Malo a Jersey.

### Ciclismo
O ciclismo sempre foi um dos principais esportes da Bretanha, mas o ciclismo de lazer e a infraestrutura para apoiá-lo têm crescido muito rapidamente. Uma extensa rede de ciclovias e rotas recomendadas para ciclistas foi aberta em toda a região. Algumas delas são rotas que usam principalmente estradas menores e são sinalizadas e mantidas pelas comunas individualmente, mas muitas são baseadas em ciclovias dedicadas, muitas vezes formadas pela conversão de trilhos de trem fora de uso. Essas ajudam a formar rotas como a "Vélodyssée" de Roscoff a Nantes e várias rotas principais sob o rótulo "V" (seguindo as placas V1, V2 etc.). O antigo caminho de reboque do canal Nantes-Brest agora está aberto aos ciclistas ao longo de toda a sua extensão de 385 km, embora em alguns lugares (diferentemente das ciclovias baseadas em trilhos) ele seja muito sinuoso e sair do caminho encurte a distância e ofereça variedade.

## Símbolos

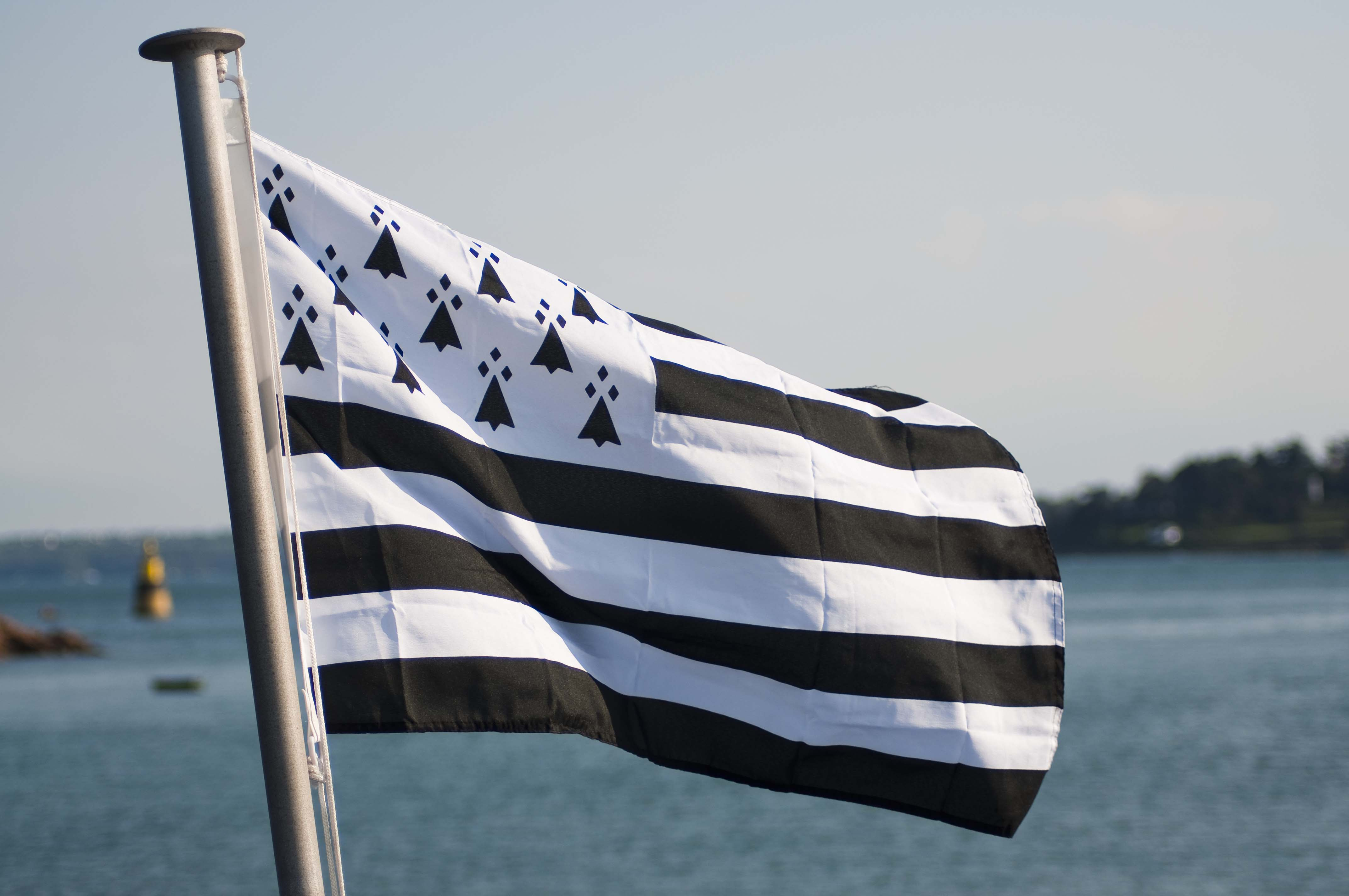
A bandeira moderna da Bretanha

A bandeira moderna da Bretanha foi desenhada em 1923. Ela se chama Gwenn ha Du ("branco e preto" em bretão) e apresenta onze manchas de arminho (seu número pode variar) e nove listras, sendo que as pretas representam as dioceses históricas de língua bretã e as brancas simbolizam as dioceses de língua galo. A bandeira foi criada para substituir o tradicional padrão simples de arminho, considerado muito aristocrático e monárquico. Ela foi inspirada na bandeira americana e na Red Ensign britânica. Desde a década de 1920, a bandeira se tornou muito popular e é hasteada em um grande número de instituições. Além da bandeira de arminho, as bandeiras históricas bretãs incluem a Kroaz Du, uma bandeira branca com uma cruz preta, o negativo perfeito da bandeira da Cornualha.

O arminho era o emblema de vários duques da Bretanha

O brasão de armas da Bretanha, com arminho liso, foi adotado por João III em 1316. O arminho já era usado na Bretanha muito antes, e não há nenhuma pista sobre sua origem. Provavelmente foi escolhido pelos duques por causa de sua semelhança com a flor-de-lis francesa. O arminho, como animal, tornou-se o emblema de João IV no final do século XIV. Posteriormente, ele apareceu em vários locais, incluindo igrejas e castelos. De acordo com as tradições populares, Ana da Bretanha estava caçando com sua corte quando viu um arminho branco que preferiu morrer a atravessar um pântano sujo. Esse episódio teria inspirado o lema da duquesa: "Potius mori quam foedari" ("antes a morte do que a desonra"). O lema foi posteriormente reutilizado por regimentos bretões, resistentes locais da Segunda Guerra Mundial e movimentos culturais.
O hino bretão, embora não seja oficial, é Bro Gozh ma Zadoù - ("Antiga Terra de Meus Pais"). Ele reutiliza tanto a música do hino galês quanto a de Bro Goth agan Tasow (o hino nacional da Cornualha cuja letra foi escrita no final do século XIX).
Os emblemas bretões coloquiais incluem o tríscele celta, os menires e os dólmens, os pratos locais, como as galetes, o cocar Bigouden e o tradicional chapéu preto redondo, o pescador e sua capa de chuva amarela etc. BZH é uma abreviação comum de "Breizh" ("Bretanha" em bretão) e as pessoas costumam colocar adesivos BZH nas placas de seus carros, embora isso seja proibido pelas leis francesas. .bzh é um domínio de topo da Internet aprovado para a cultura e os idiomas bretões.

## Galeria

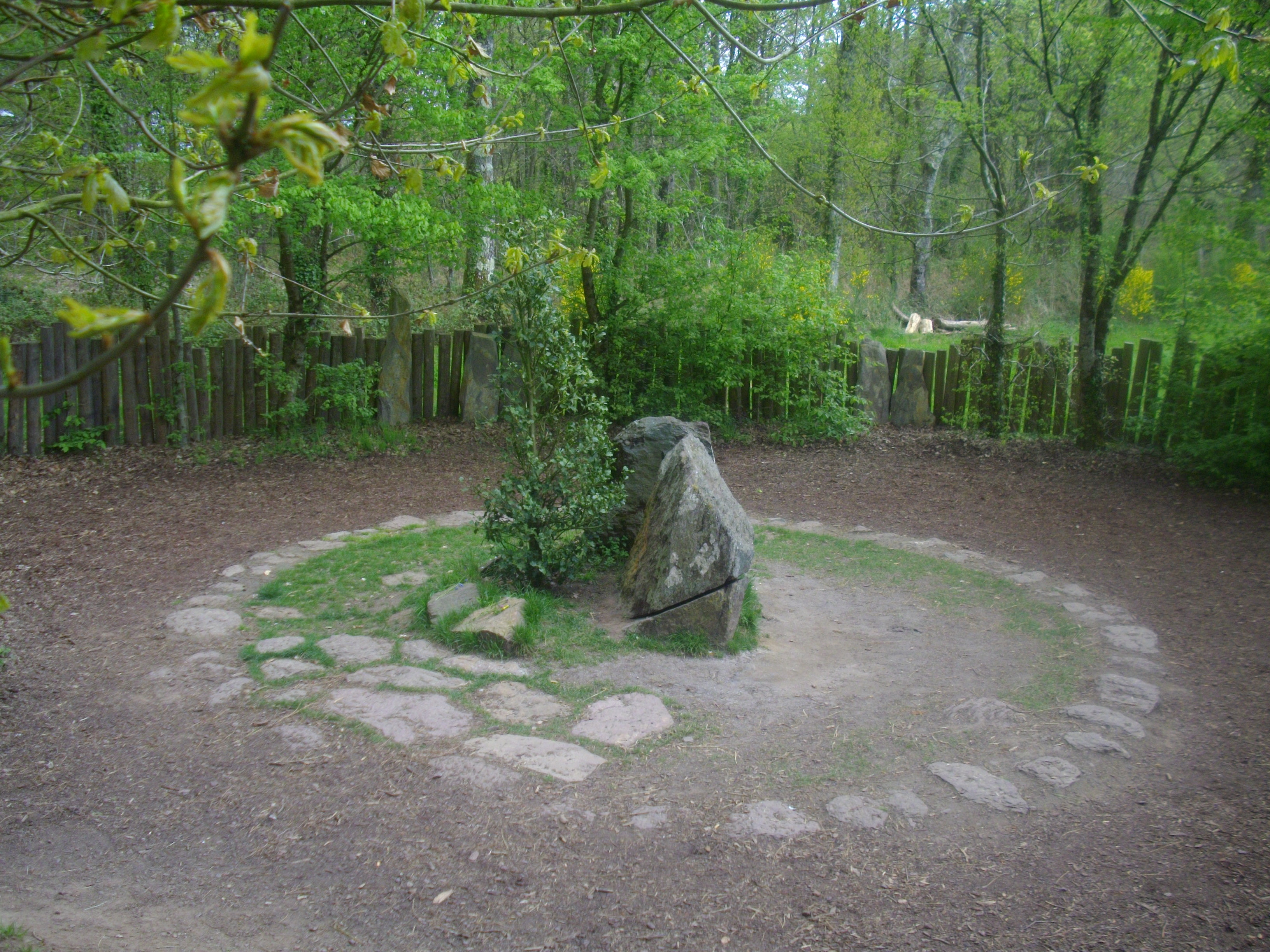
Túmulo de Merlin na floresta de Brocéliande, Paimpont
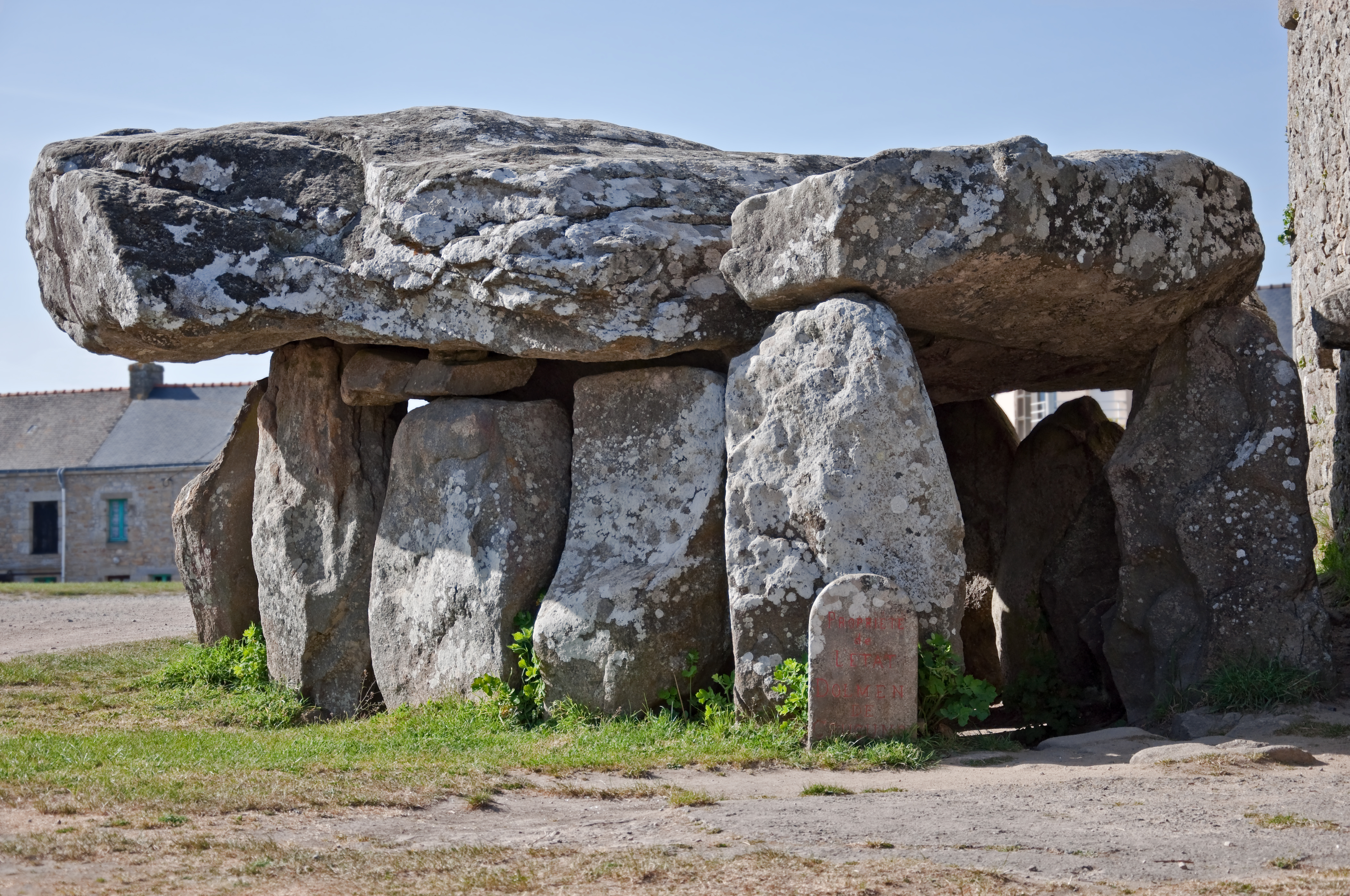
Um dólmen em Plouharnel
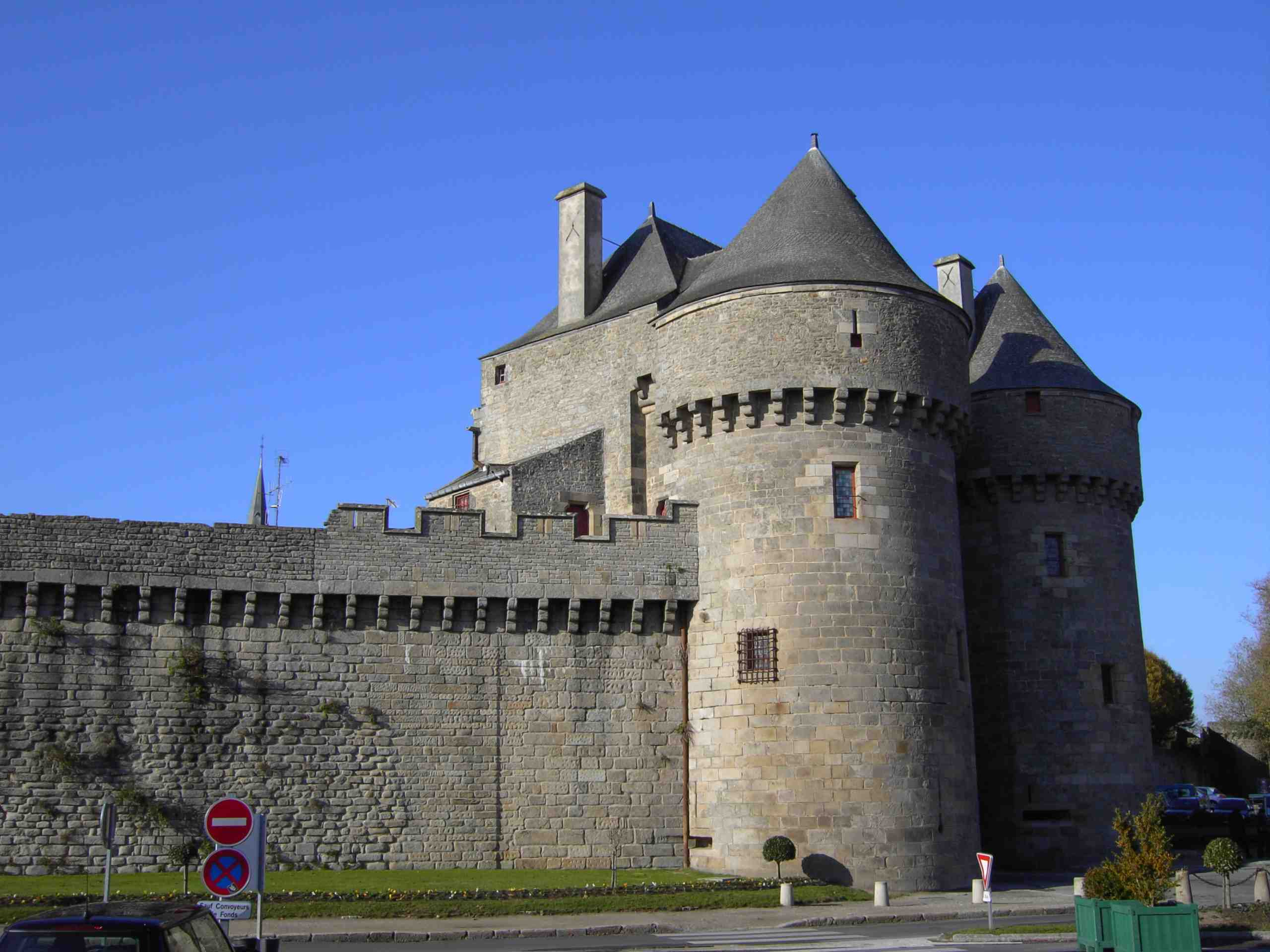
A muralha da cidade de Guérande
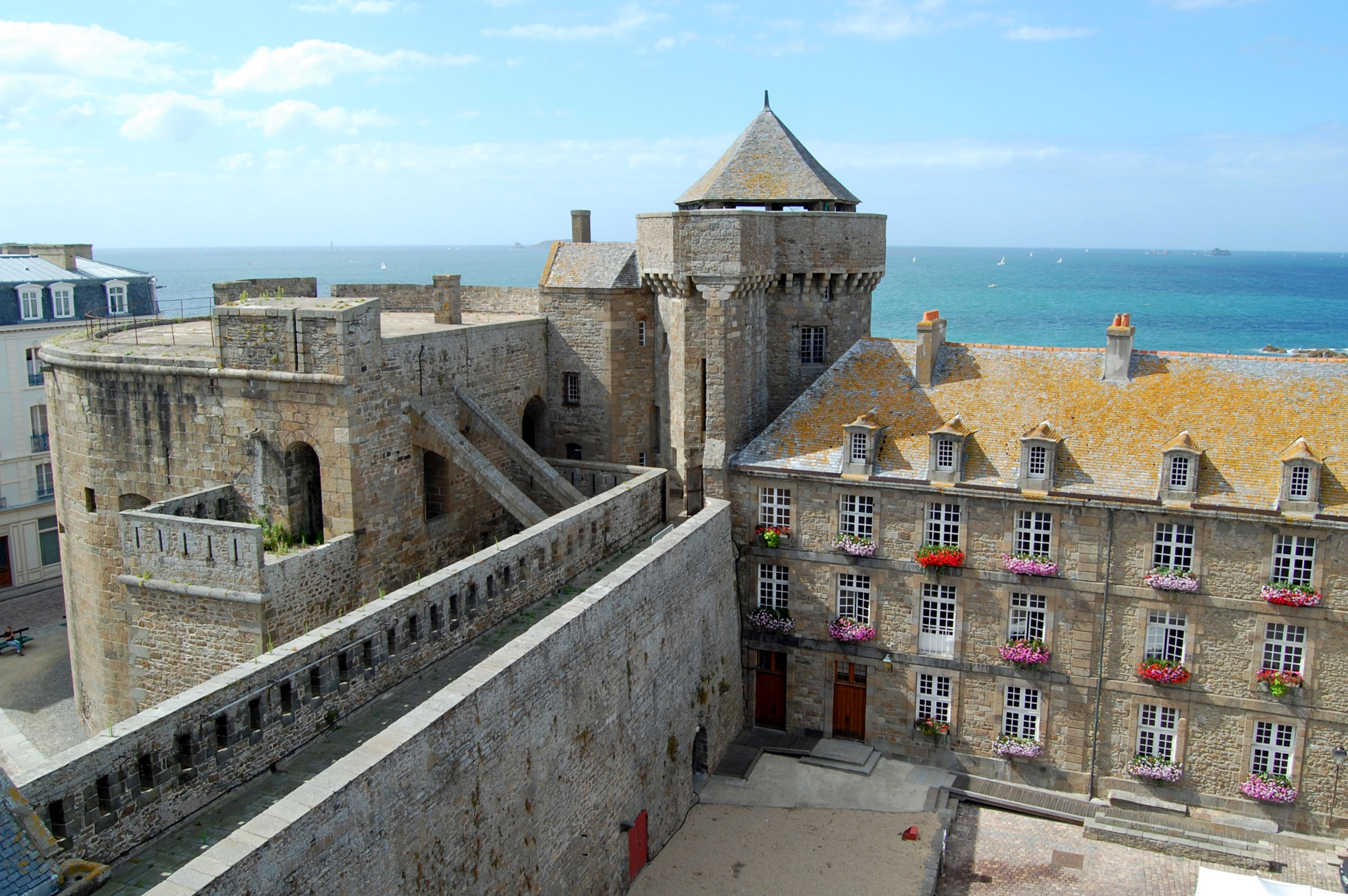
Castelo de Saint-Malo, Torre Qui Qu'en Grogne
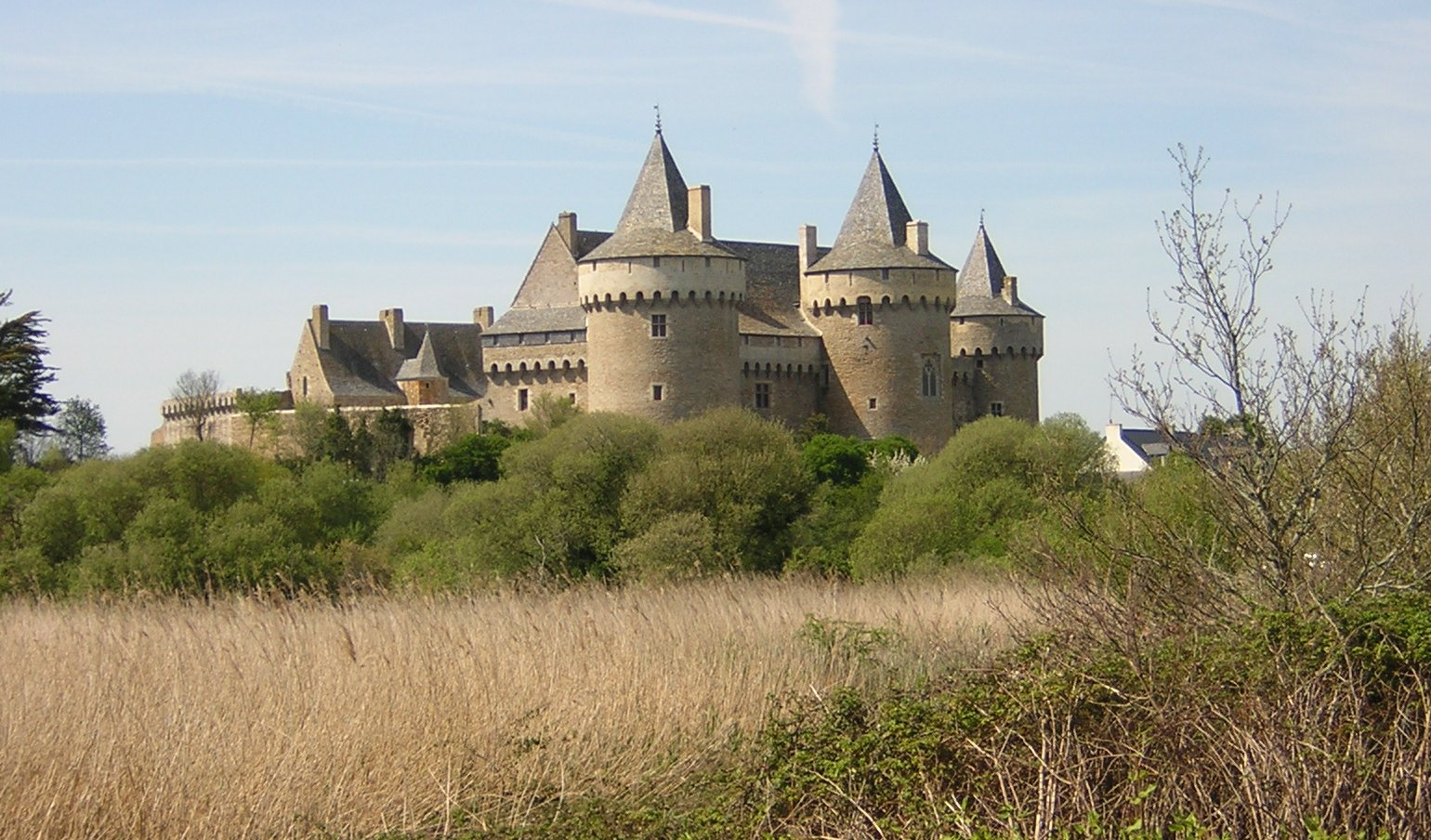
Château de Suscinio
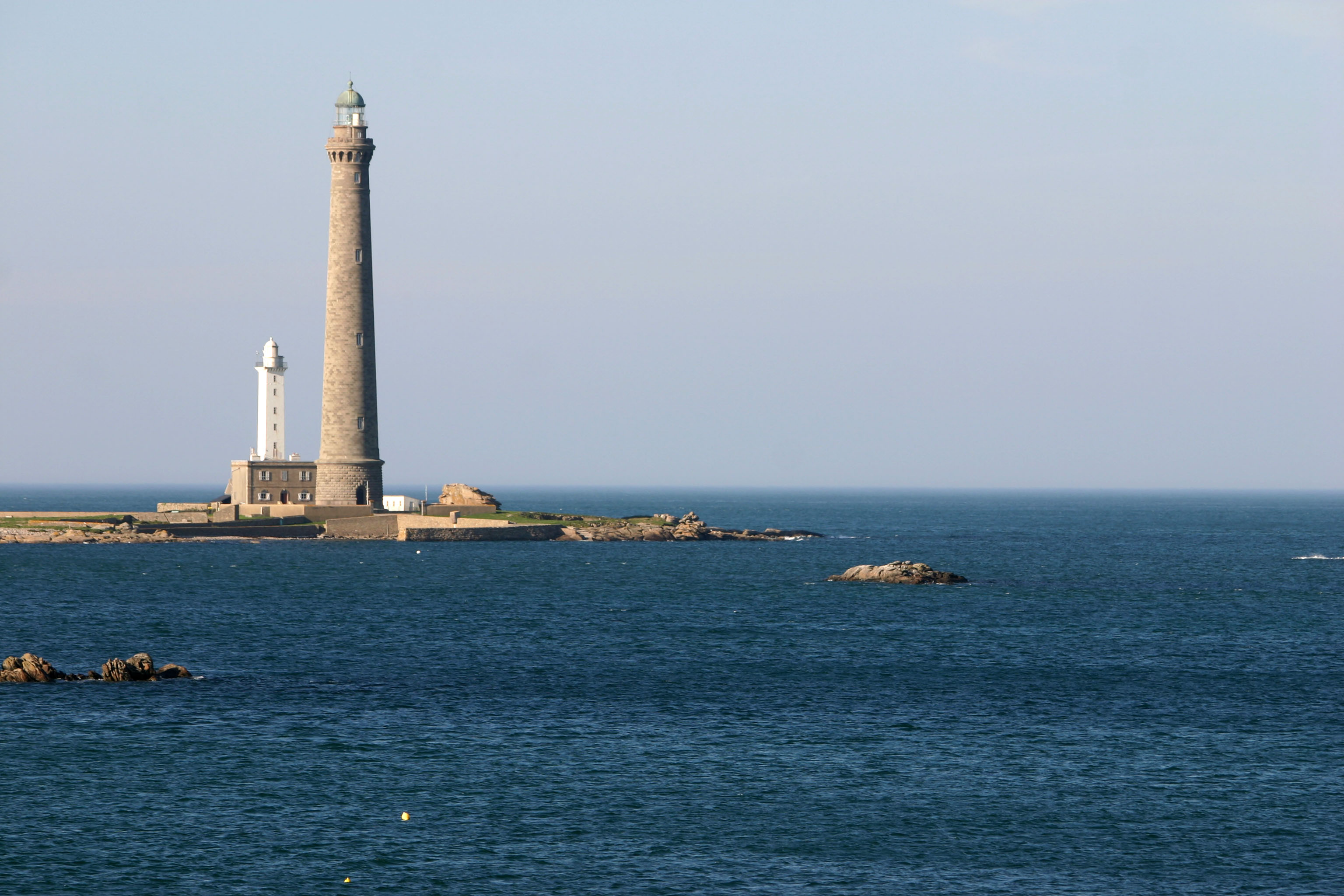
Farol da Île Vierge
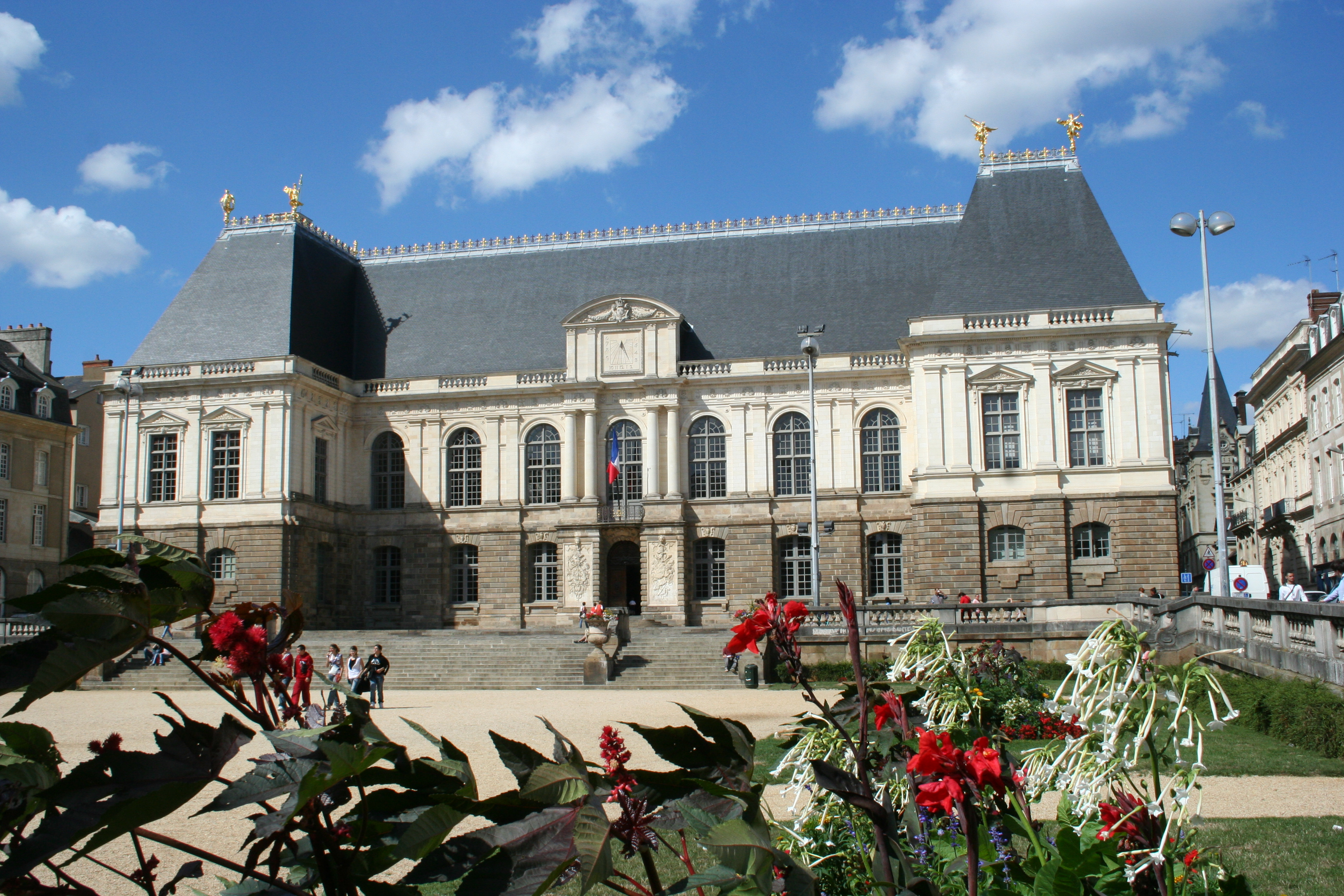
Parlamento da Bretanha em Rennes
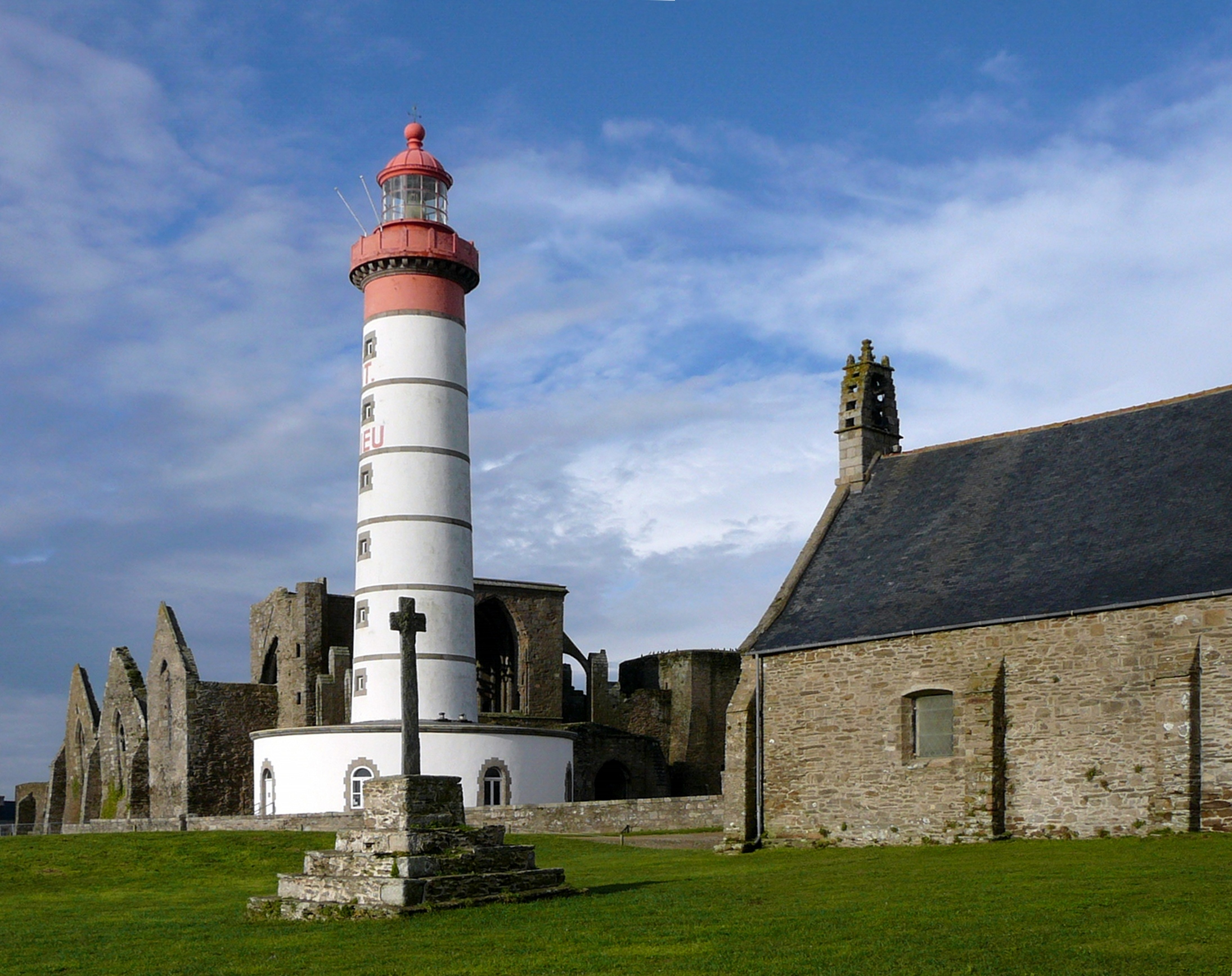
Abadia e farol de Saint-Mathieu
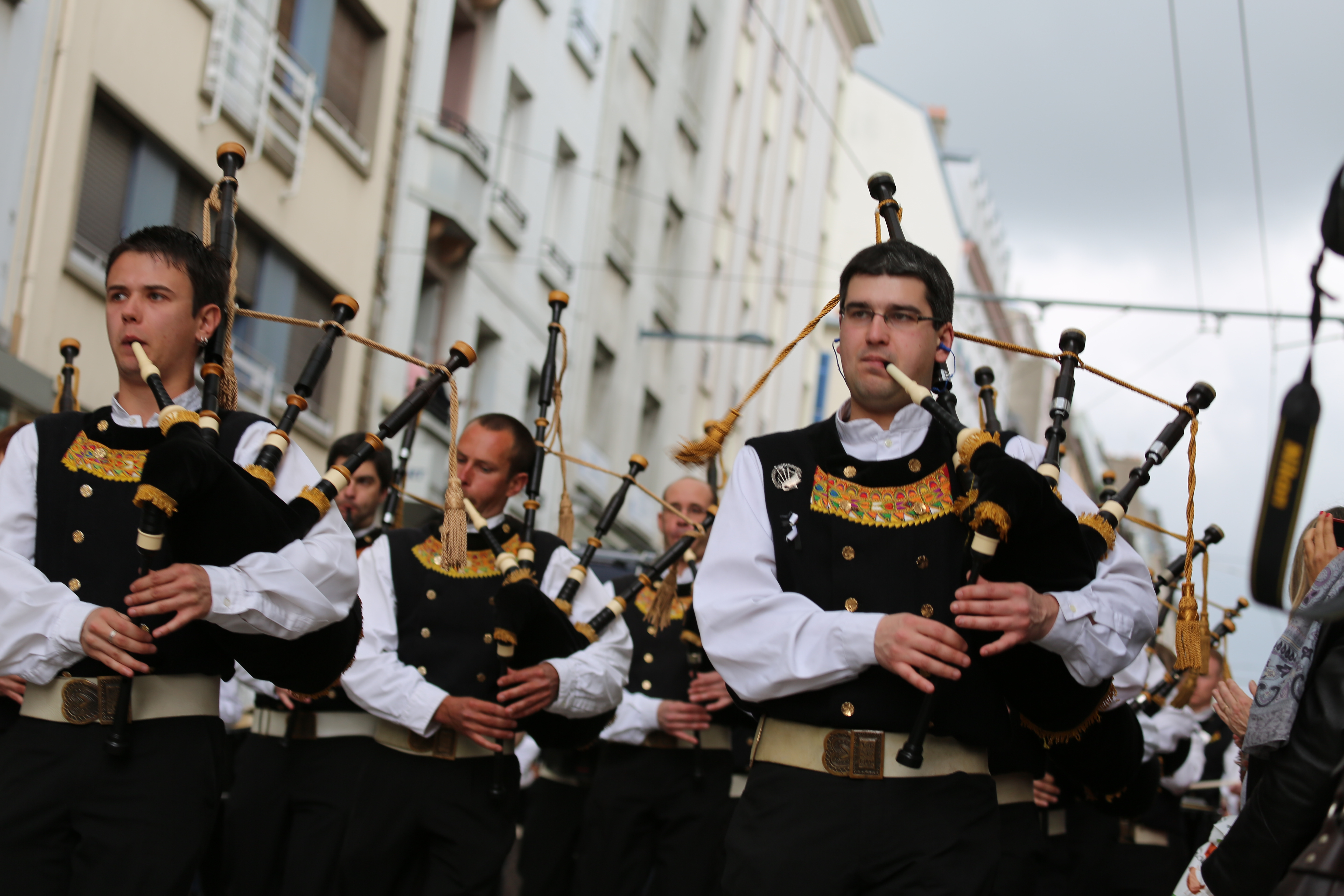
Ar Meilhoù Glaz, um bagad de Quimper
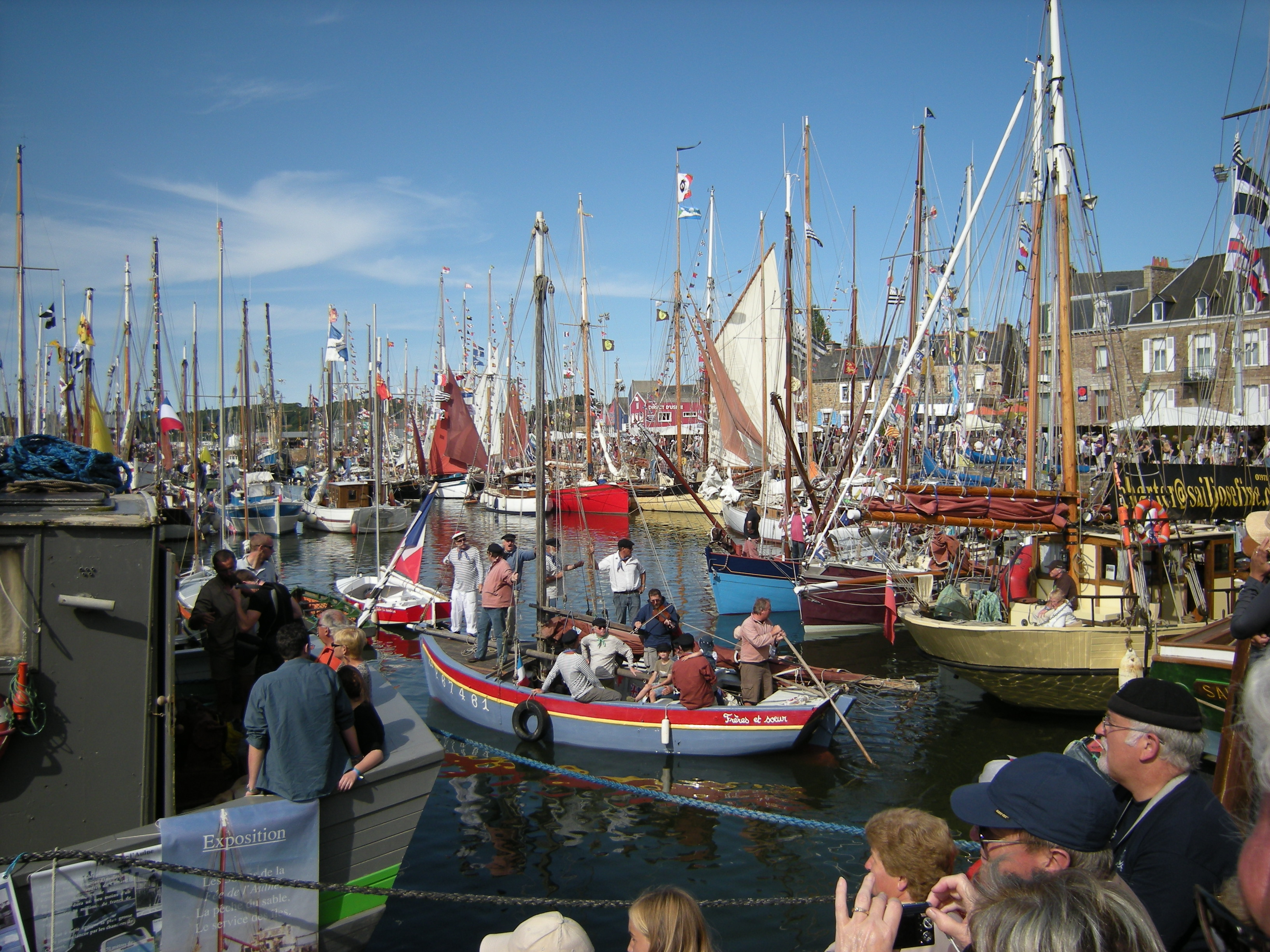
Festival du Chant de Marin, festival de canções do mar em Paimpol
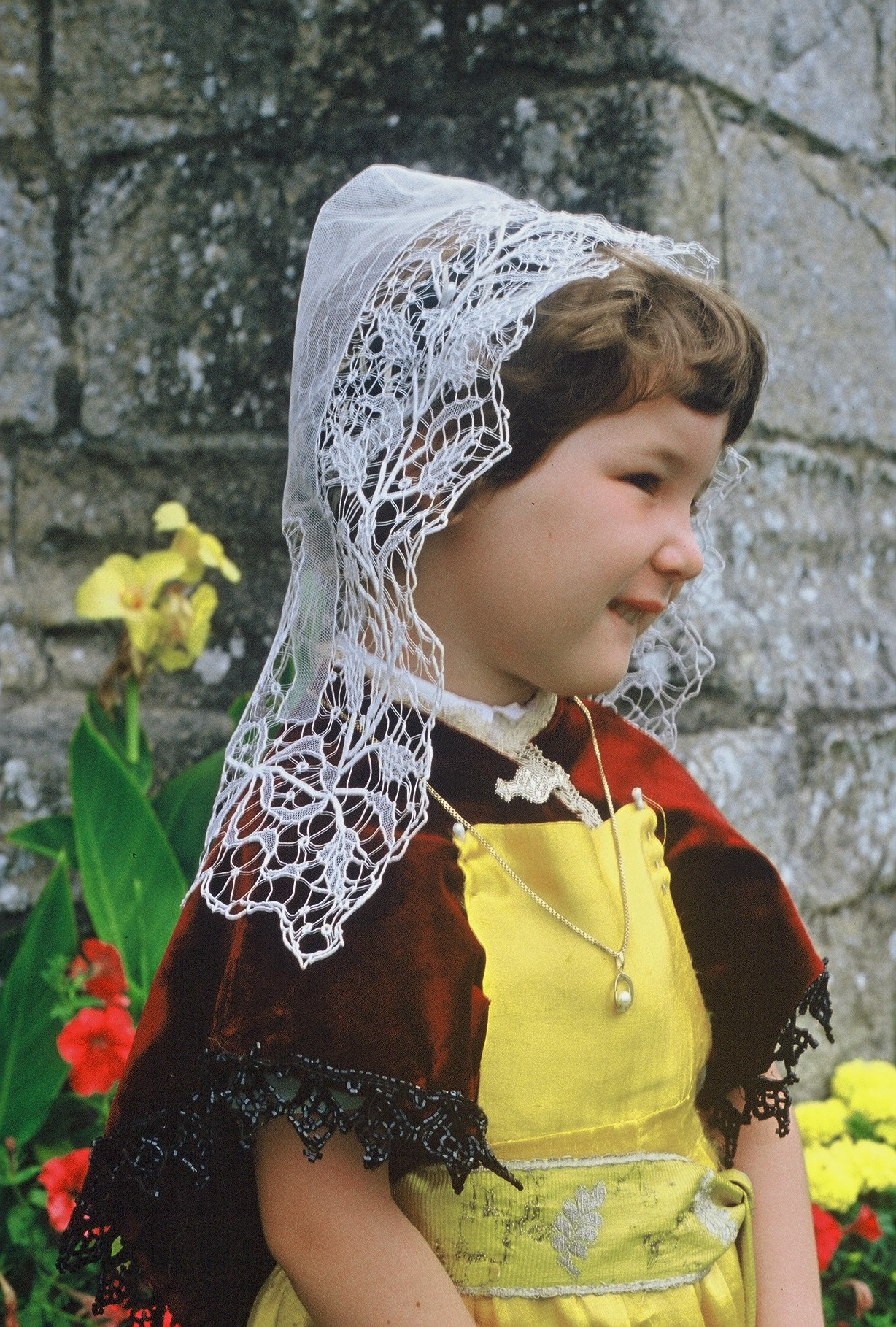
Um cocar bretão de Batz-sur-Mer
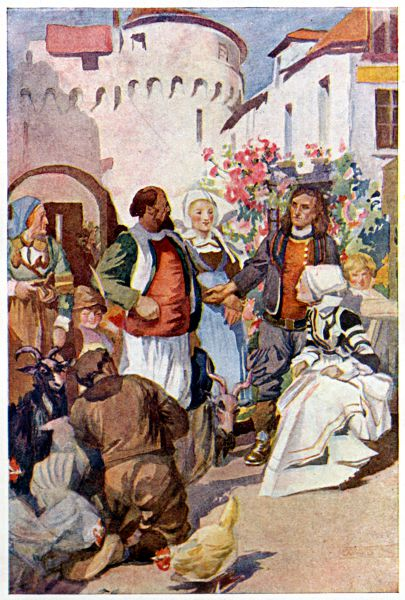
Modern Brittany - Ilustração de Legends & Romances of Brittany, de Lewis Spence, ilustrado por W. Otway Cannell.
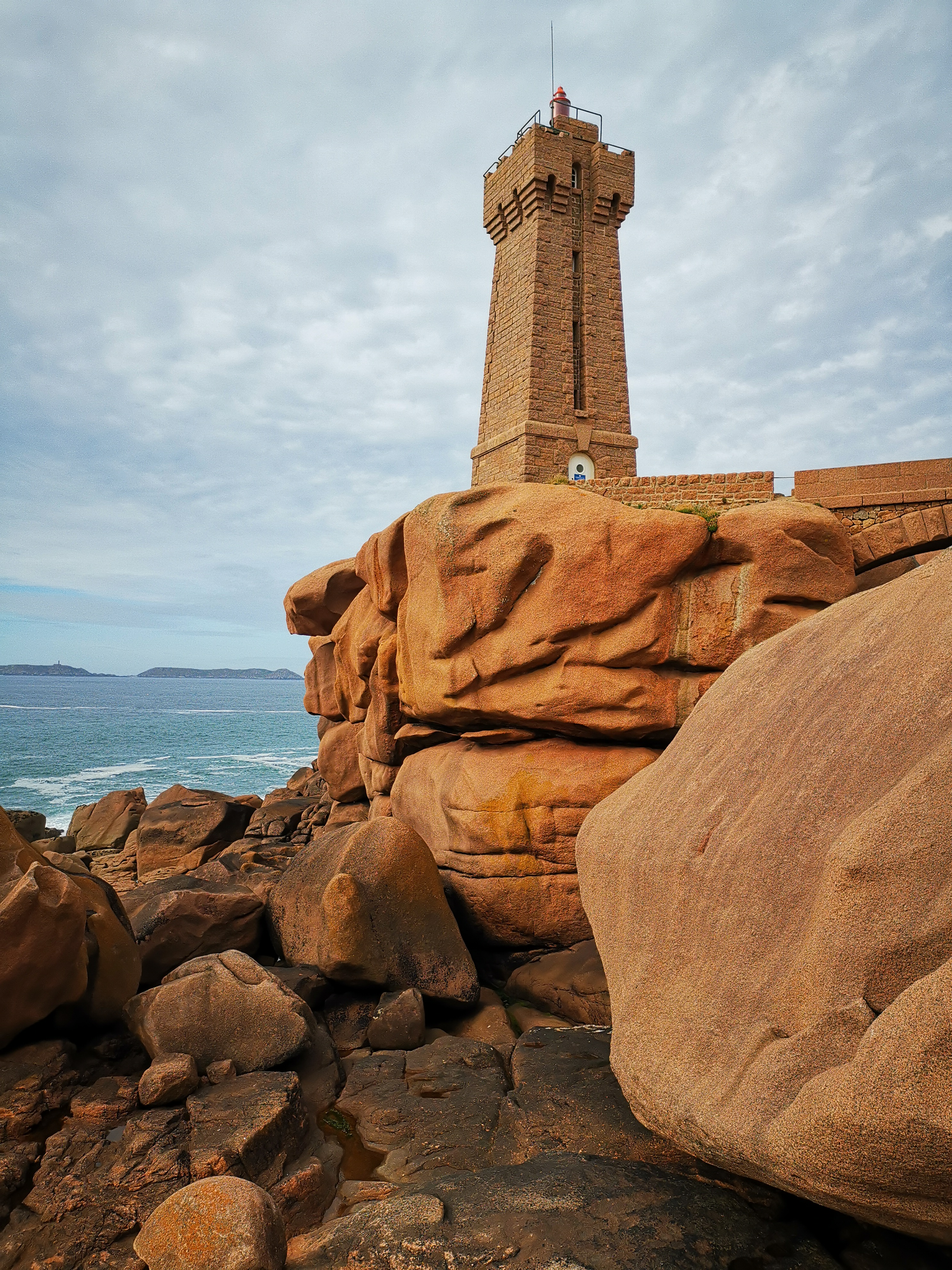
Farol de Men Ruz, Ploumanac'h